# Hoggar
Pour l’article homonyme, voir Hoggar (ferry).
Le Hoggar (en tamazight touareg Idurar Uhaggar ou tassili Wan Ahaggar, ⵜⴰⵙⵙⵉⵍⵉ ⵏ ⵡⴰⵏ ⴰⵀⴰⴳⴰⵔ, en arabe جبال هقار) est un massif montagneux circulaire au cœur du Sahara central, sous le tropique du Cancer. Dominé par le plateau de l'Assekrem, il s'élève à altitude moyenne de 900 mètres. Il se trouve intégralement en Algérie. Au nord-est se trouve le massif montagneux du tassili n'Ajjer et à l'est le massif gréseux du Tadrart Rouge. Son point culminant, le Tahat, situé au nord-ouest du massif, atteint 2 918 mètres d'altitude, ce qui en fait à la fois le plus haut sommet d’Algérie et l'un des plus hauts sommets du Sahara, derrière notamment l'Emi Koussi, un volcan éteint du Tchad. Sa géologie est composée essentiellement de roches volcaniques et de roches métamorphiques, mais inclut également des roches plutoniques. Comme pour les autres massifs montagneux du Sahara, ces roches proviennent de coulées de lave qui se sont formées durant l'ère Protérozoïque. Sous l'effet de l'érosion, les magmas volcaniques ont radicalement modifié le relief, créant des canyons dans lesquels coulent des cours d'eau au débit irrégulier, qui se perdent rapidement dans les sables du désert, formant parfois des gueltas.
Le Hoggar ou Ahaggar, qui signifie en tamazight touareg « le lieu où vivent les nobles », est un territoire des Touaregs, un peuple historiquement nomade. Ils vivaient principalement du Commerce transsaharien et s'établissaient généralement près des oueds ou des oasis, où la végétation permettait de cultiver quelques céréales, en utilisant l'eau recueillie lors des précipitations orageuses. Cependant, avec l'urbanisation et le développement de l'industrialisation (automobiles, train, avion), une partie de la population a migré vers les villes.
La ville de Tamanrasset, capitale économique du Hoggar et des Touaregs algériens, comptait au début du XXIe siècle près de 150 000 habitants. Le Hoggar, situé idéalement sur la transsaharienne, a toujours été une région stratégique, notamment pour le commerce de l'or en provenance de l'Empire du Ghana et l'Empire du Mali. Les relations commerciales et diplomatiques avec ces empires étaient parfois tendues, ajoutées à des luttes internes et à des relations complexes avec les civilisations antiques telles que Carthage et le Royaume de Numidie, ainsi qu'avec les Berbères.
Après l'arrivée des Arabes, la région a vu l'influence de dynasties berbères telles que les Zirides et les Rostémides, qui ont contribué à façonner le destin du Hoggar avant l'intervention de la Régence d'Alger. Historiquement, peu d'empires ont osé s'aventurer dans l'immensité du Hoggar, jusqu'à l'exploration de Fernand Foureau entre 1888 et 1896, puis l'arrivée de l'Empire colonial français. La chute de la confédération du Kel Ahaggar en 1903 a marqué la fin de la conquête de l'Algérie.
Concernant la flore et la faune, du fait de son altitude élevée par rapport au reste du Sahara, le Hoggar, moins chaud et moins aride que la plaine désertique, offre une variété d’espèces animales importante, au regard de l’aspect faunique général du Sahara. L'universitaire, mycologue et botaniste français René Charles Joseph Maire, publia en 1933 un mémoire où il met en évidence 350 espèces citées (dont onze décrites pour la première fois). Anciennement, le Hoggar, comme tout le reste du Sahara, était durant la période Subboréal de l'Holocène, recouvert d'une plus grande biodiversité, comme en témoignent l'art rupestre du Sahara.

## Toponymie
La toponymie du Hoggar reflète l'influence profonde des langues et des cultures locales, en particulier celle des Touaregs, les habitants traditionnels de la région. Le nom Hoggar, ou Ahaggar, provient de la langue tamazight des Touaregs et est souvent interprété comme signifiant « la terre des nobles » ou « le lieu des nobles ». Ce terme met en avant l'importance symbolique et culturelle de la région pour les populations touarègues, qui perçoivent ces montagnes comme des refuges et des lieux empreints de dignité et de protection.
Le mot Ahaggar, dans sa forme originelle Aḥaggār, désigne généralement un massif montagneux ou une zone de haute altitude. Ce nom témoigne du lien étroit entre les Touaregs et leur environnement, où les montagnes jouent un rôle central, à la fois comme habitat et comme élément culturel et spirituel. Quant au nom Hoggar, largement utilisé en français et dans d'autres langues, il s'agit d'une adaptation ou d'une simplification du terme touareg. Cette version est probablement issue des explorateurs et cartographes européens qui ont introduit ce nom dans leurs récits et cartes au cours de leurs voyages dans le Sahara
Outre Hoggar et Ahaggar, d'autres toponymes de la région portent également la marque des Touaregs, tels que Assekrem, Tahat, ou encore Tadrart Rouge. Ces noms décrivent des caractéristiques géographiques précises tout en évoquant des traditions culturelles et spirituelles ancrées dans la vie touarègue. Par exemple, Assekrem signifie "la fin du monde", une appellation qui reflète la majesté et l’isolement du plateau du même nom.
Ainsi, la toponymie du Hoggar ne se limite pas à une simple désignation géographique. Elle porte en elle l’histoire, la culture et l’identité des Touaregs, tout en traduisant la relation intime qu’ils entretiennent avec ce paysage unique au cœur du Sahara.

## Géographie

### Situation

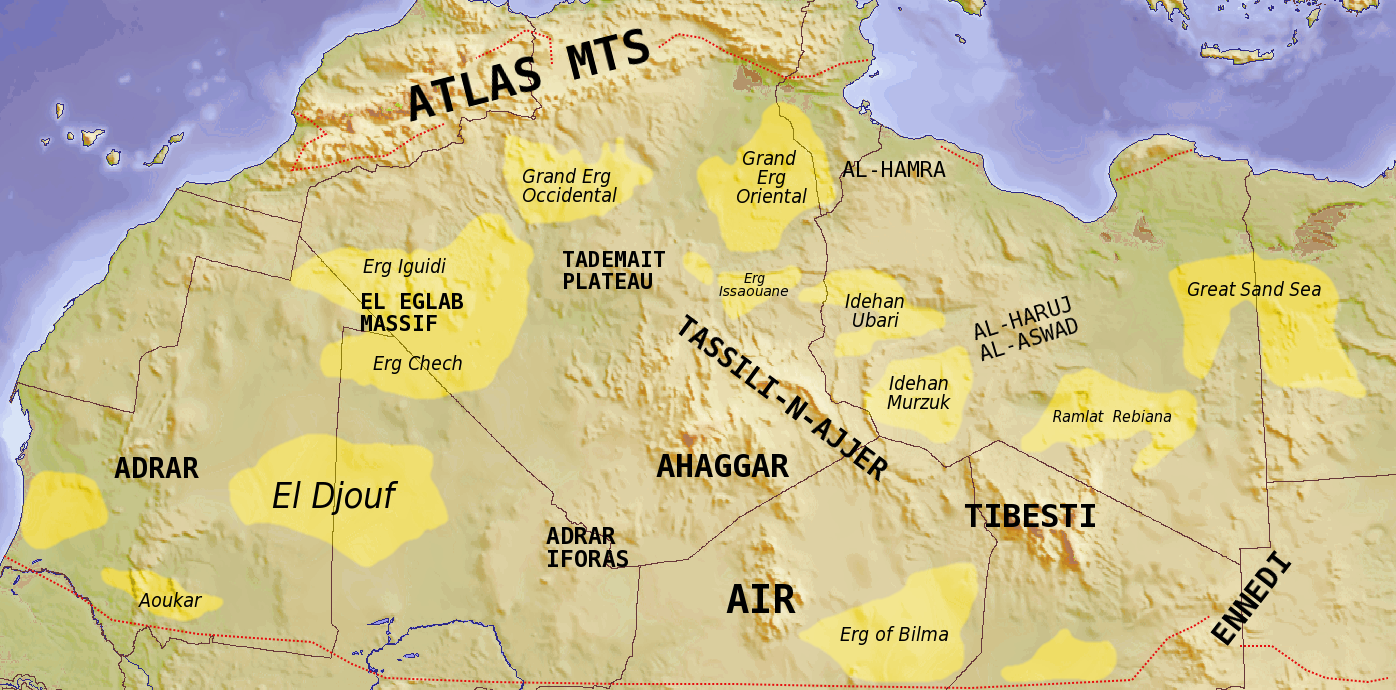
Cartographie saharienne montrant le Hoggar (Ahaggar) au milieu du Sahara.

Le Hoggar se trouve intégralement en Algérie, plus précisément dans la wilaya de Tamanrasset. Géographiquement, le Hoggar a la spécificité de se trouver sur la route transsaharienne, qui va de Lagos au Nigeria jusqu’à Alger, sur une longueur d'environ 4 800 kilomètres. Au sud, le Hoggar se trouve a une centaine de kilomètres de la frontière entre l'Algérie et le Niger, et à l'est se trouve la frontière entre l'Algérie et la Libye ; à l'ouest, le Grand Erg occidental, et au-delà, les côtes de l'océan Atlantique et au nord au plus loin, la mer Méditerranée.

### Topographie

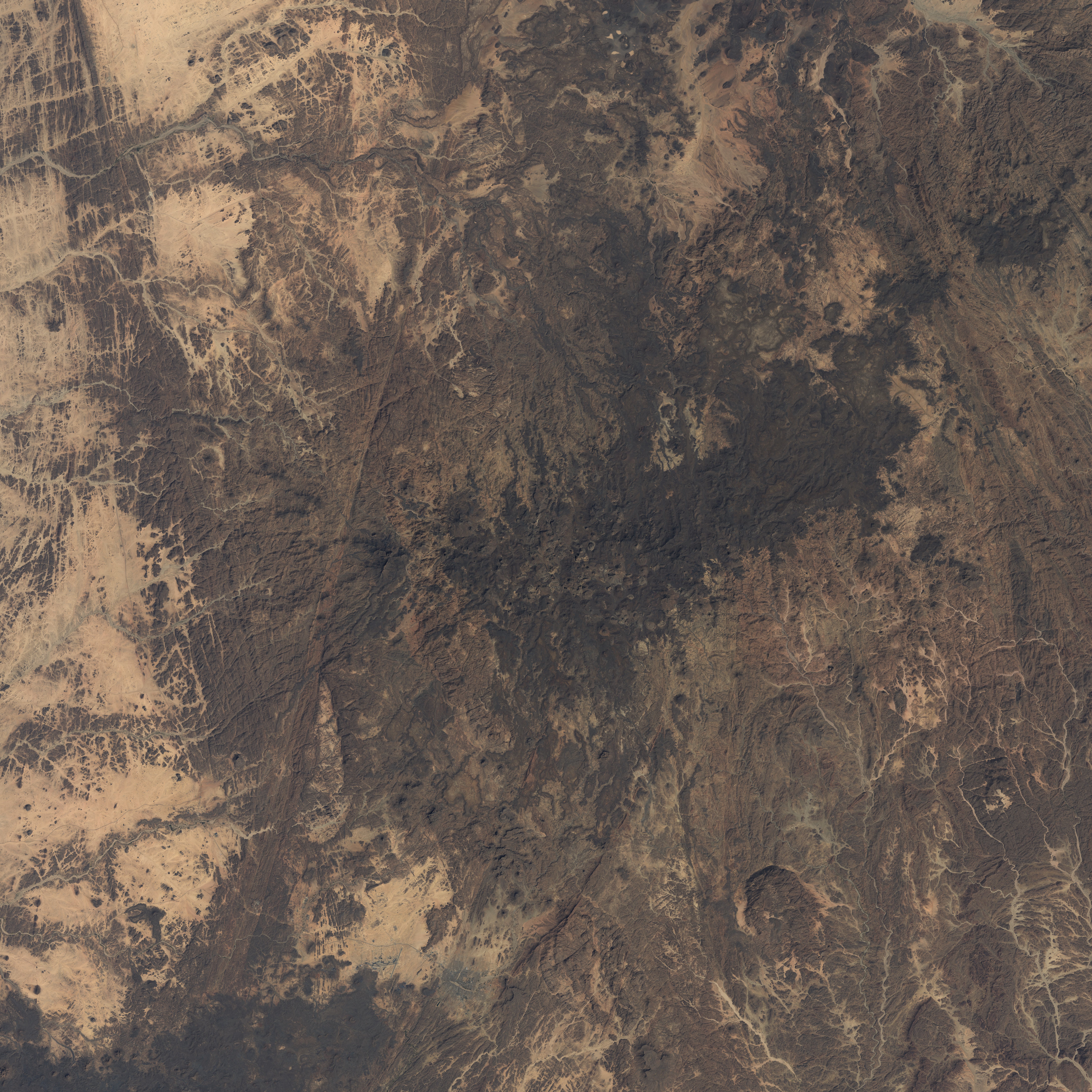
Image satellite du Hoggar avec l'Assekrem.

Le Hoggar est un massif montagneux monumental situé au cœur du Sahara central, dans le Sud de l'Algérie. Il offre une diversité remarquable de paysages qui en font l’un des reliefs les plus emblématiques et spectaculaires de l’Afrique saharienne. Sculpté par des millions d’années d’érosion et d’activité géologique, le Hoggar se présente comme un vaste assemblage de montagnes escarpées, de plateaux volcaniques, de vallées profondes, de canyons majestueux et de formations géologiques uniques. Cette région, à la fois inhospitalière et fascinante, est à la croisée de l’histoire géologique de la Terre et de l’adaptation humaine à un environnement extrême.
Le Hoggar se divise en trois grandes zones géographiques distinctes : la partie occidentale, la partie centrale et la partie orientale. Chacune de ces sections possède des caractéristiques topographiques et géologiques qui reflètent les dynamiques variées ayant façonné cette région. La partie occidentale est principalement composée de hauts plateaux et de reliefs accidentés qui descendent progressivement vers les plaines environnantes. On y trouve des formations rocheuses métamorphiques, des vallées étroites et des zones de transition marquant le passage vers le désert de sable. La partie centrale, quant à elle, constitue le cœur du massif, dominée par le plateau de l'Assekrem, un site d’une rare beauté. Ce plateau culmine à une altitude moyenne de 2 800 mètres et abrite les sommets les plus hauts, dont le mont Tahat, point culminant du Hoggar, s’élevant entre 2 918 et 3 003 mètres,. Cette région se distingue par ses paysages accidentés et ses formations volcaniques spectaculaires. La partie orientale, enfin, est caractérisée par une transition progressive vers des plaines sablonneuses et des oueds, avec des reliefs qui s’adoucissent progressivement, témoins de l’érosion intense ayant façonné ces montagnes.
La topographie du Hoggar reflète son histoire géologique complexe, remontant au Protérozoïque, soit entre 2,5 milliards et 541 millions d’années. Durant cette période, une intense activité tectonique et magmatique a marqué la formation du massif. Des intrusions de roches plutoniques, telles que le granite, et des formations volcaniques, comme des cônes et des dômes, témoignent des cycles géologiques qui ont profondément modelé cette région. Cette histoire géologique a laissé derrière elle des paysages d’une grande variété, alternant entre des structures volcaniques imposantes, des dômes granitiques et des roches métamorphiques anciennes, comme les gneiss et les schistes. Les formations volcaniques, en particulier, sont présentes autour du mont Tahat et de l’Assekrem, où elles se manifestent sous la forme de coulées de lave solidifiées et de reliefs abrupts. Les intrusions plutoniques, quant à elles, sont visibles dans les dômes de granit, qui dominent le paysage et témoignent des processus magmatiques profonds ayant affecté la région.
L’érosion a également joué un rôle fondamental dans le façonnement de la topographie du Hoggar. Pendant des millions d’années, le vent et les faibles précipitations ont sculpté le massif, donnant naissance à des canyons étroits, des cirques naturels et des vallées profondes. Les oueds, ces lits de rivières asséchés caractéristiques des environnements désertiques, serpentent à travers les montagnes et les plateaux. Bien qu’ils soient généralement secs, ils se remplissent temporairement lors des rares épisodes de pluie, formant des gueltas, des étangs naturels qui constituent des oasis de vie dans cet environnement aride. Ces zones abritent une faune et une flore adaptées aux conditions extrêmes, faisant du Hoggar un refuge pour la biodiversité saharienne.
Le plateau de l'Assekrem, situé dans la partie centrale, est l’un des paysages les plus emblématiques du Hoggar. Composé de dômes granitiques et de formations volcaniques, il offre des panoramas impressionnants sur les montagnes environnantes. Le mont Tahat, qui domine cette région, est entouré de vallées profondes et de crêtes accidentées, créant un contraste saisissant entre les hauteurs rocheuses et les bassins désertiques en contrebas. Ces paysages ont une forte valeur spirituelle et culturelle pour les habitants de la région, les Touaregs, qui considèrent ces montagnes comme un lieu sacré. En résumé, la topographie du Hoggar est une symphonie de reliefs variés et spectaculaires, formés par des millions d’années d’activité géologique et d’érosion.

Paysage et topographie du Hoggar
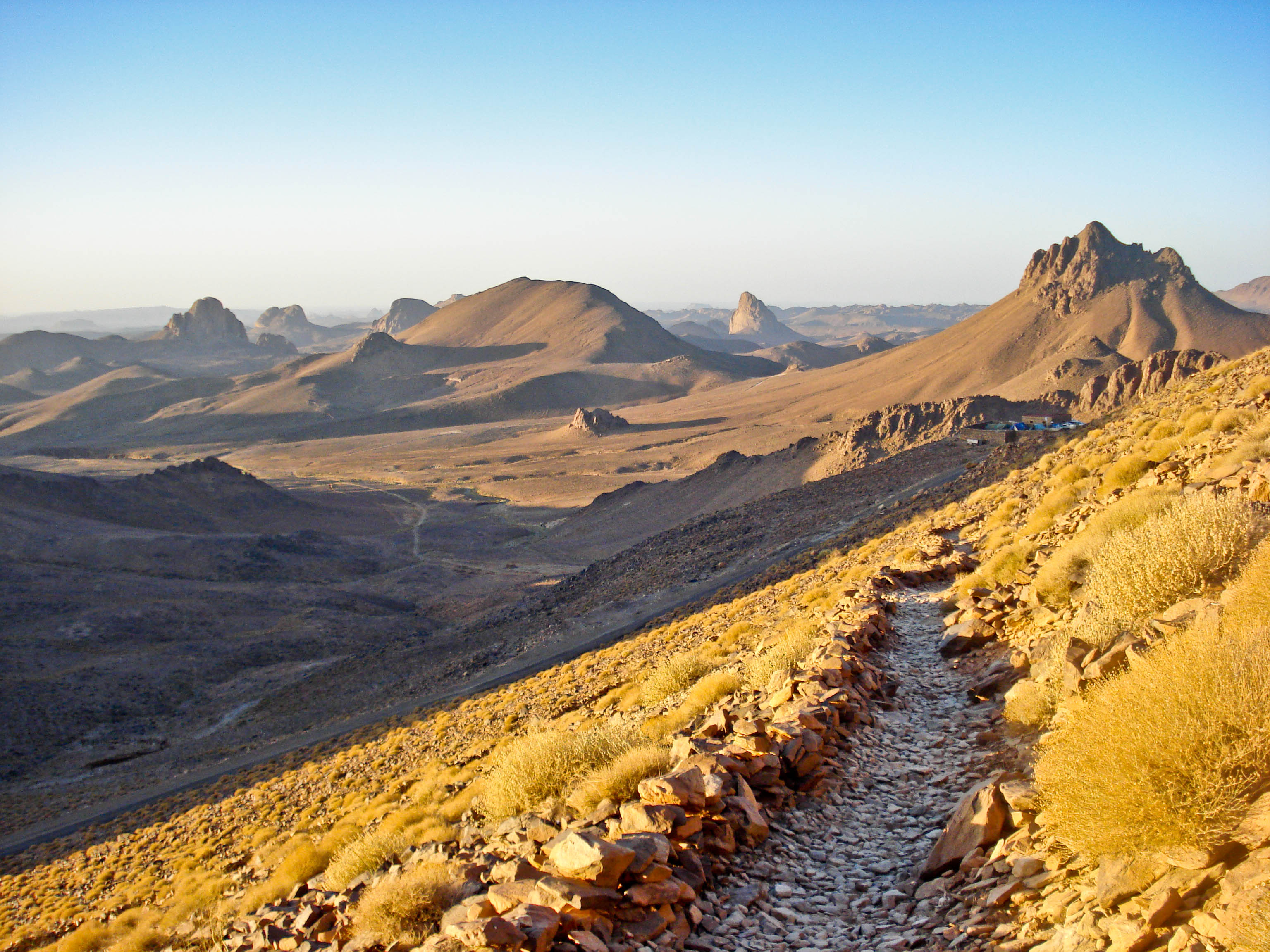
L'Assekrem.
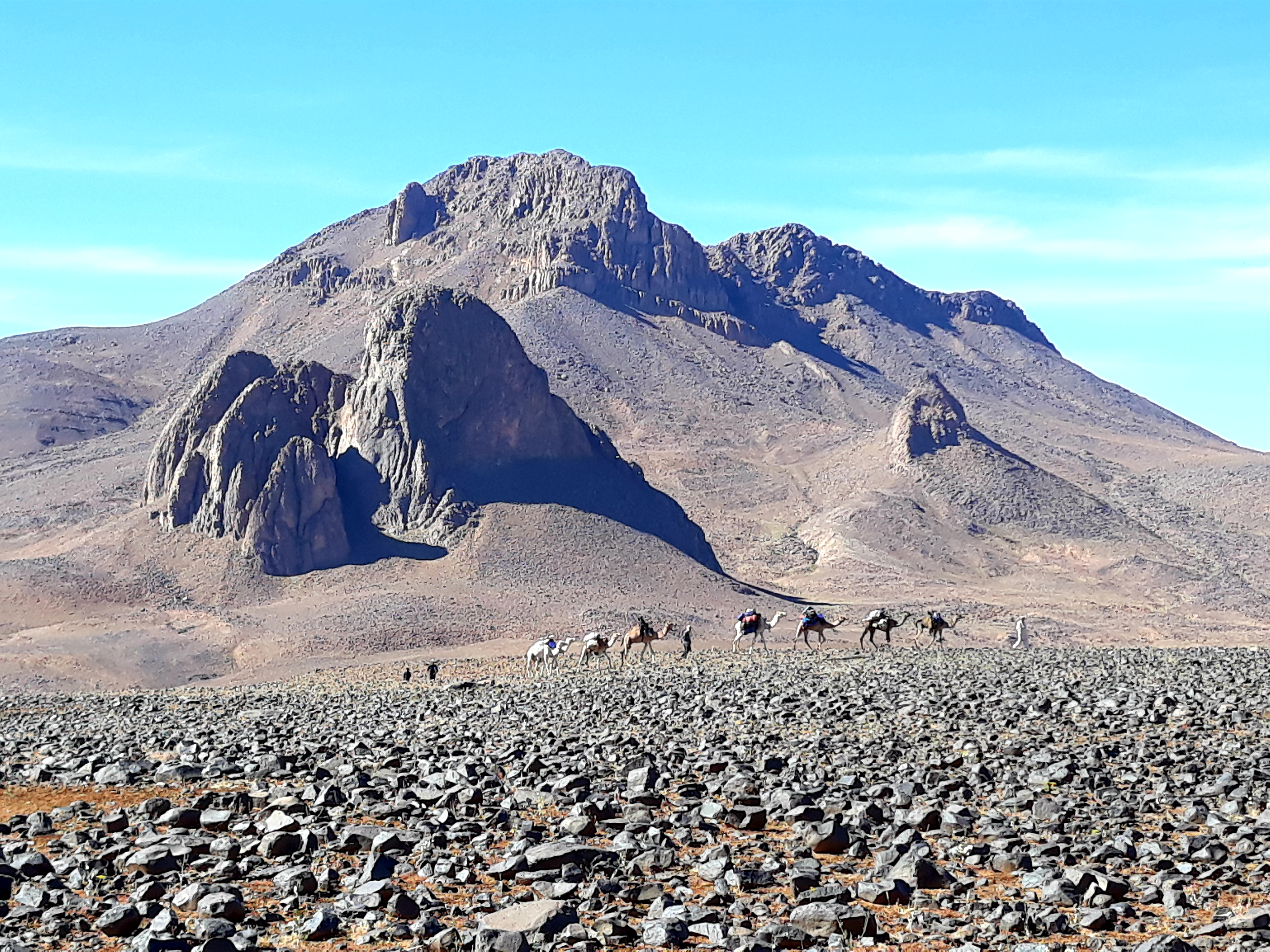
Le mont Tahat.
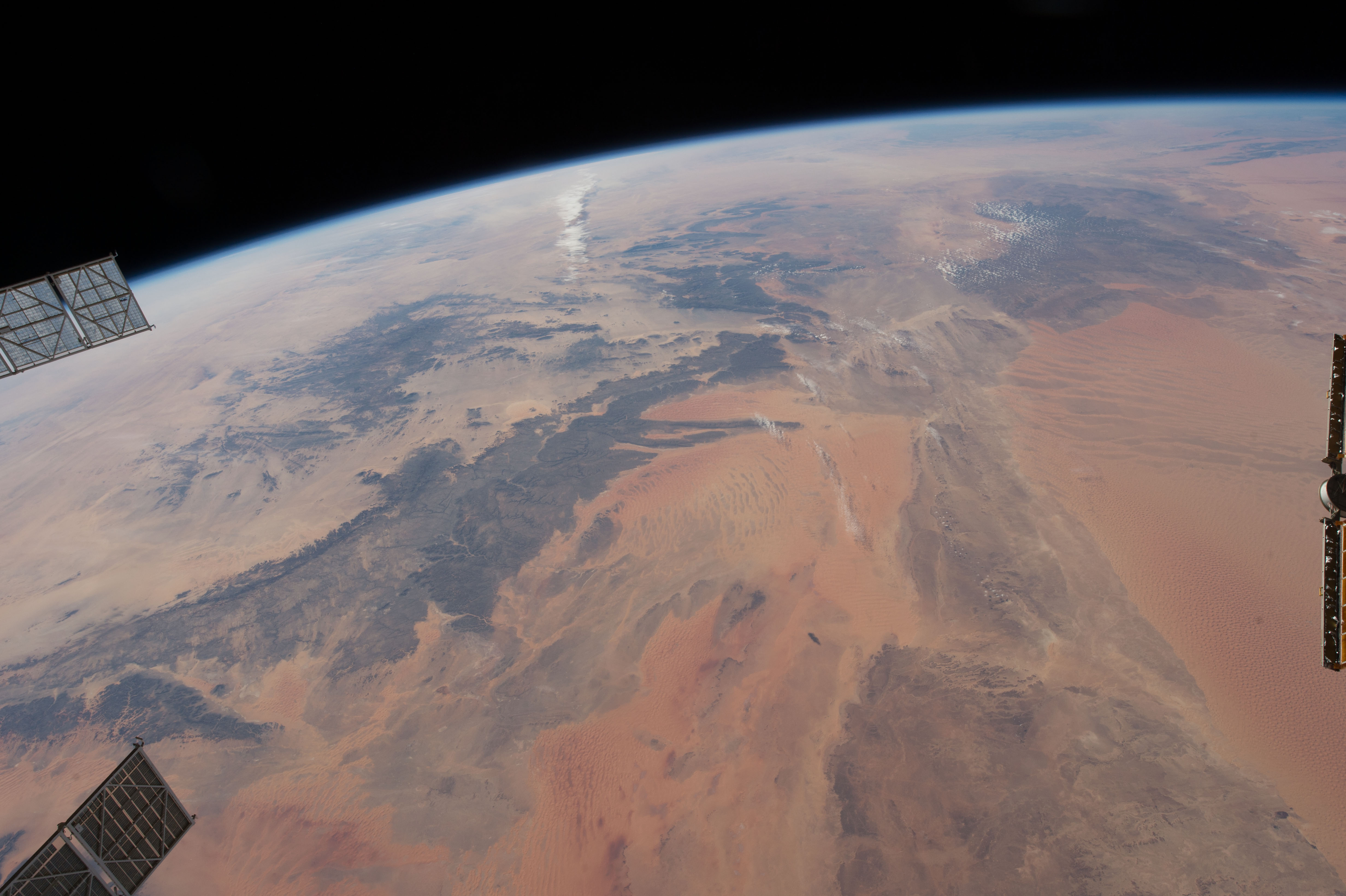
Vue du Hoggar depuis l'espace.
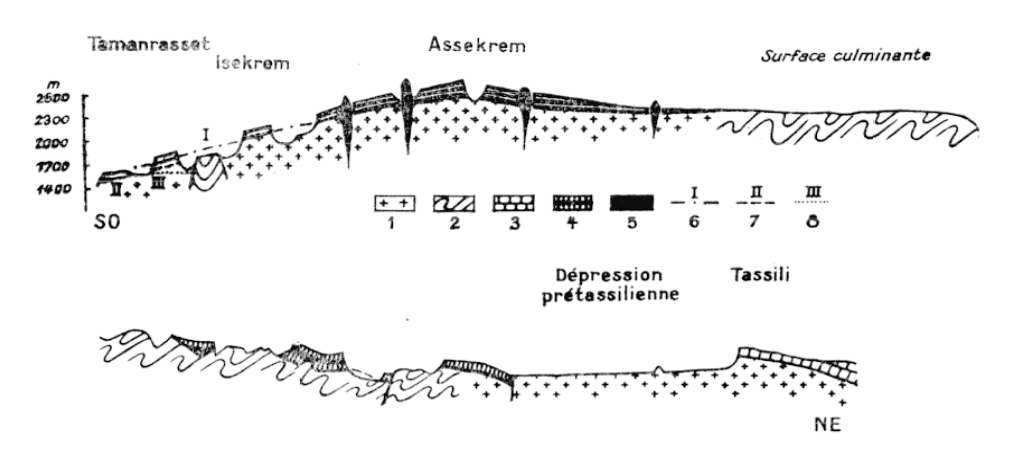
Coupe transversale du massif de l'Assekrem.
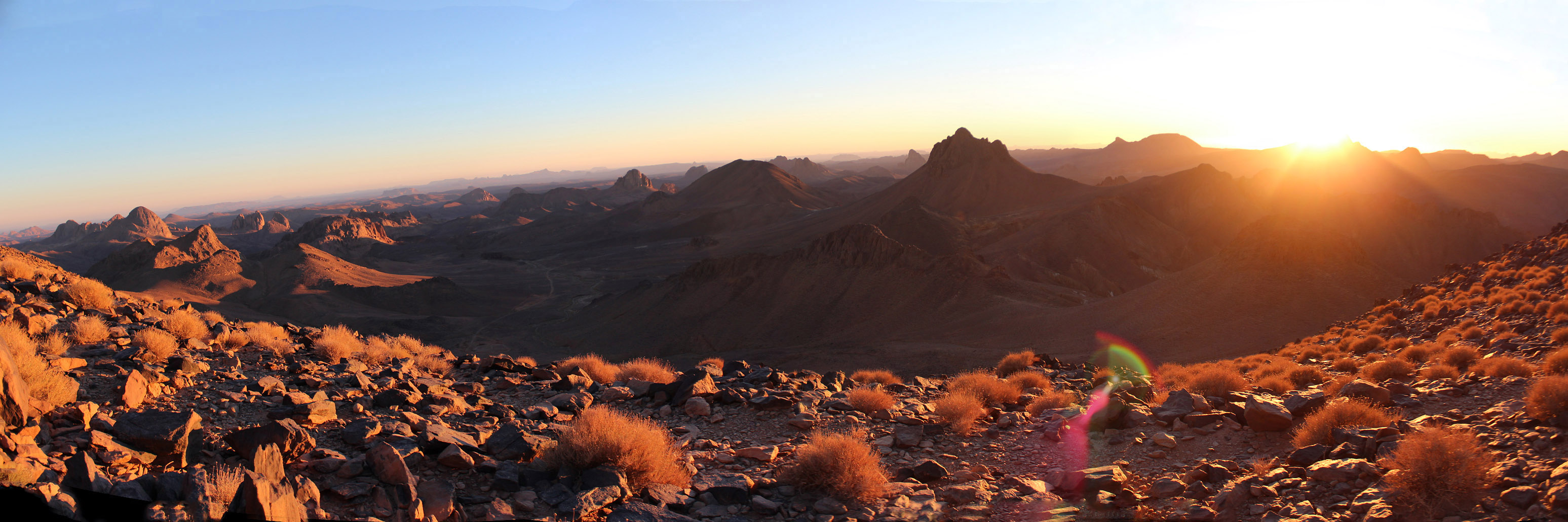
Lever de soleil à l'Assekrem.

### Hydrographie

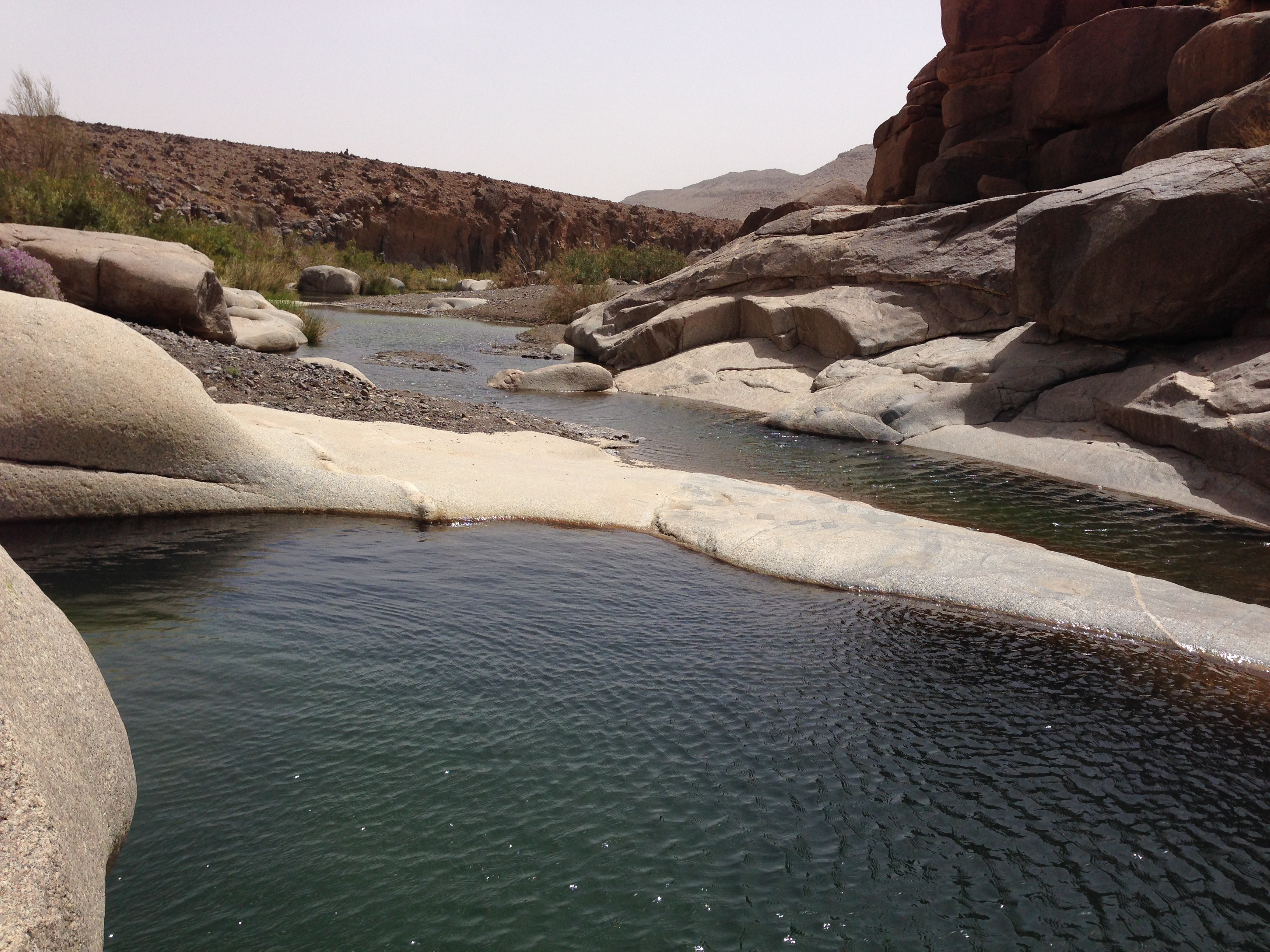
Vue sur la rivière du parc culturel de l'Ahaggar, près de Tamanrasset.

L'hydrographie du massif du Hoggar est caractérisée par un environnement désertique, où les grandes rivières permanentes sont absentes, ce qui est typique des régions sahariennes. Cependant, malgré l'absence de cours d'eau permanents, des formations géologiques spécifiques comme les oueds, les gueltas et les nappes phréatiques jouent un rôle crucial dans le stockage et la gestion de l'eau. Ces ressources sont essentielles pour maintenir la vie dans cette région aride. Les oueds, lits de rivières temporaires, sont des caractéristiques communes de la région. Bien que souvent secs, ils se remplissent lors des rares périodes de pluie et forment des gueltas — des mares naturelles ou des étangs temporaires — qui abritent une flore et une faune adaptées aux conditions extrêmes. Ces gueltas ont été historiquement des refuges pour des espèces comme le crocodile du désert, qui a disparu des régions sahariennes depuis les années 1920-1930,. Cependant, ces lieux demeurent vitaux pour d'autres espèces, ainsi que pour les populations humaines qui y trouvent un point d'eau essentiel pour leur survie.
Les gueltas et les nappes phréatiques jouent un rôle clé dans l'hydrographie du Hoggar, permettant la subsistance des oasis et soutenant la vie dans un environnement autrement hostile. Les nappes phréatiques profondes, alimentées par les infiltrations d'eau de pluie et l'évaporation dans les sols désertiques, sont une ressource précieuse, bien que leur exploitation nécessite des techniques de pompage spécialisées en raison de leur grande profondeur. Ces nappes souterraines sont essentielles pour les oasis et les gueltas temporaires, qui se remplissent de manière intermittente en fonction des précipitations. Ces oasis, bien que rares, sont stratégiques pour la faune locale et les populations humaines, notamment les Touaregs qui, grâce à leur mode de vie nomade, ont su adapter leur existence à ces ressources en eau souvent précaires. L'eau issue de ces nappes et gueltas alimente des espèces végétales comme les acacias et les palmiers dattiers, qui ont développé des stratégies de survie adaptées aux conditions désertiques. En période de sécheresse, les gueltas et les oasis peuvent se dessécher, mais elles représentent toujours un élément clé pour la biodiversité locale et la vie humaine dans le Hoggar.
Les fluctuations climatiques et les régimes de pluie influencent directement l'hydrographie du Hoggar. Bien que les précipitations soient rares, elles restent cruciales pour la régénération des nappes phréatiques et la formation de gueltas. Lors des périodes de sécheresse prolongée, ces réservoirs naturels peuvent se réduire considérablement, mais lors des années de pluies, l’eau emmagasinée permet à la vie de prospérer dans ce milieu extrême. Le changement climatique amplifie ces phénomènes, car il modifie les régimes de précipitation, rendant les périodes sèches plus fréquentes et les années de pluie plus incertaines. De plus, les recherches en hydrogéologie ont mis en lumière la fragilité des aquifères sahariens. Les nappes phréatiques de la région sont exploitées à un rythme rapide, menaçant ainsi leur durabilité. Une gestion durable des ressources en eau devient donc un enjeu crucial pour préserver l’équilibre écologique et assurer la survie des populations humaines et animales qui dépendent de ces sources d’eau. Les gueltas et les oasis restent des points d'appui pour la faune et la flore locales, et les études sur l'hydrogéologie et l'écologie désertique continueront de jouer un rôle fondamental dans la gestion de ces ressources précieuses,.

### Géologie

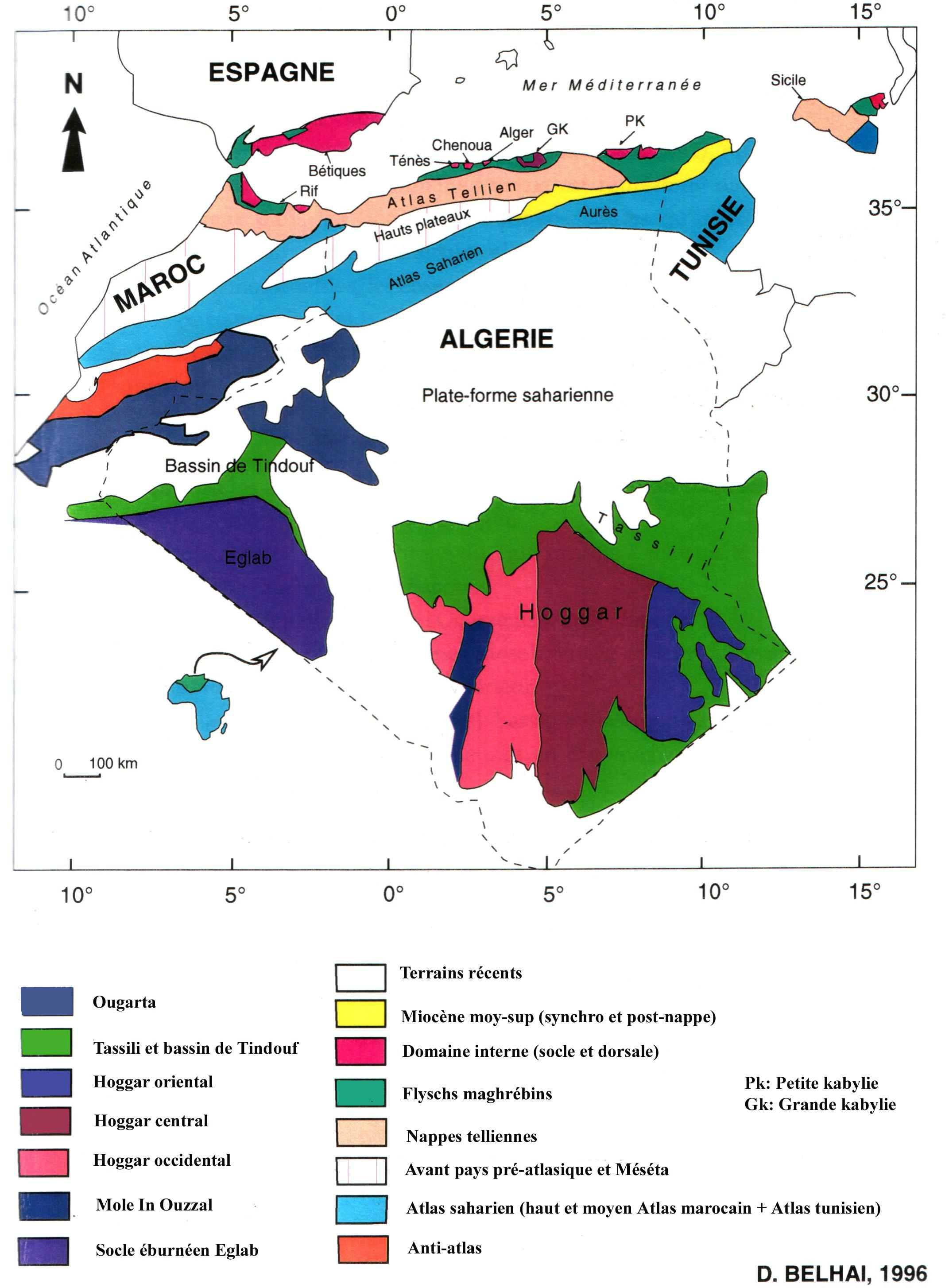
Carte géologique de l'Algérie.

La géologie du massif du Hoggar, situé au cœur du Sahara central, est une véritable archive de l’histoire géologique du Sahara,. Ce massif est le témoin de milliards d’années d’évolution terrestre, marquées par des événements géologiques majeurs tels que le volcanisme, le métamorphisme et les processus tectonique des plaques. Les roches qui le composent remontent à plusieurs périodes géologiques, principalement le Paléozoïque et l'Archéen, et sont dominées par des formations volcanique, plutonique et métamorphique, chacune ayant contribué à façonner le paysage actuel du massif. Les roches volcaniques, par exemple, sont particulièrement abondantes autour du sommet du Tahat, le point culminant du massif. Ces formations résultent principalement d’événements de volcanisme intense qui ont eu lieu entre 20 et 25 millions d’années, lorsque des épisodes éruptifs ont libéré du magma et des cendres, formant des couches successives de laves et de cendre volcanique,. Le volcanisme a été de type explosif et effusif, créant des structures comme des dômes volcaniques, des cônes de scorie et des caldeiras, des structures typiques des régions volcaniques actives. L'érosion de ces formations a modelé un paysage spectaculaire caractérisé par des crêtes acérées et des vallées profondes, souvent entrecoupées de canyon. De plus, cette activité volcanique a contribué à la formation de vastes étendues de lave solidifiées et des cendre volcaniques qui ont, avec le temps, formé des couches de roches dures, qui résistent aux processus d’érosion. Ces roches ont non seulement façonné le relief, mais ont également constitué une source importante de minéraux et de métal, ce qui en fait un sujet d’étude crucial pour les géologues du monde entier,.
En parallèle des formations volcanique, le massif du Hoggar abrite de grandes formations plutoniques, notamment sous forme de granites, qui résultent de l’intrusion de magma dans la croûte terrestre. Ces formations plutoniques sont le résultat d’un refroidissement lent du magma à des profondeurs considérables, permettant la cristallisation de mineraux tels que le quartz, le feldspath et le mica. Le granite, en particulier, est une roche cristalline et résistante qui est visible dans de nombreuses parties du massif, en particulier autour des zones montagneuses élevées. Le processus plutonique est essentiel à la compréhension de la structure géologique du Hoggar, car il a joué un rôle dans la création de grandes masses de roches solides, souvent visibles sous forme de massifs granitiques et de pièces de gneiss dans les formations les plus anciennes. Ces roches plutoniques ont été lentement formées sous des pressions extrêmes dans des chambres magmatiques profondes, où le refroidissement lent du magma a permis la formation de cristaux visibles à l’œil nu. Le gneiss, qui se forme sous une pression et température encore plus élevées, présente des bandes fines et des textures métamorphiques particulières. Les processus tectonique des plaques ont ensuite joué un rôle clé dans l’affleurement de ces formations plutoniques à la surface de la Terre, formant des massifs et des montagnes comme celles de l’Assekrem.
Une autre caractéristique essentielle de la géologie du Hoggar réside dans l’importante activité métamorphique qui a affecté les roches de la région au cours de leur évolution. Le métamorphisme résulte de l’exposition de roches préexistantes à des conditions extrêmes de pression, de température et de fluide chimique, souvent liés à des mouvements tectonique des plaques. Ainsi, des roches sédimentaires ou magmatiques ont été transformées en gneiss, schistes et quartzites. Ces formations sont très représentées dans le massif et témoignent des changements radicaux subis par les roches sous l’effet des forces tectonique des plaques. Par exemple, les schistes se forment souvent dans des conditions de faible pression et de température modérée, tandis que les gneiss se forment sous des pressions beaucoup plus élevées et sont souvent associés à des phénomènes de plissement géologique. Les quartzites, qui sont des roches métamorphiques composées principalement de grains de quartz, montrent une grande résistance à l’érosion et sont souvent visibles dans les zones de crêtes et les montagnes les plus anciennes. Le processus métamorphique a également produit des roches foliées et des formations stratifiées qui ajoutent de la complexité à l’histoire géologique du massif. Ces transformations sont particulièrement visibles dans les zones de l’Assekrem et autour du Tahat, où les couches de roches métamorphiques, souvent plissées et faillées, forment des paysages de crêtes dentelées et de vallées profondes.
Enfin, la tectonique des plaques a joué un rôle déterminant dans la formation et l’évolution du massif du Hoggar, situé à la jonction de plusieurs grands ensembles tectoniques. Cette position a conduit à des phénomènes de plissement, de faille et de déformation de la croûte terrestre, générant des chaînes de montagnes escarpées et des fractures visibles dans les formations rocheuses. Ces mouvements tectoniques ont créé des plissements géologiques profonds, donnant naissance à des crêtes et des vallées profondes, caractéristiques du relief du Hoggar. Par exemple, les plissements observés dans la région sont le résultat de la compression des plaques tectoniques au fil du temps. De plus, ces mouvements ont provoqué des failles géologiques, souvent visibles par des fractures dans les roches, qui se sont élargies au fil des millions d'années, formant des canyons et des gorges. Ces processus tectoniques ont contribué à l'élévation du massif, avec des zones comme l’Assekrem et le Tahat atteignant des altitudes remarquables. La tectonique des plaques a aussi favorisé la formation de dépressions géologiques, où l’accumulation d’eau a créé des gueltas et des cirques naturels, apportant des habitats uniques pour la faune et la flore du Hoggar. En somme, la tectonique des plaques a non seulement façonné le relief du Hoggar, mais elle a aussi influencé la distribution de l’eau et la biodiversité, jouant ainsi un rôle crucial dans la configuration actuelle de la région.

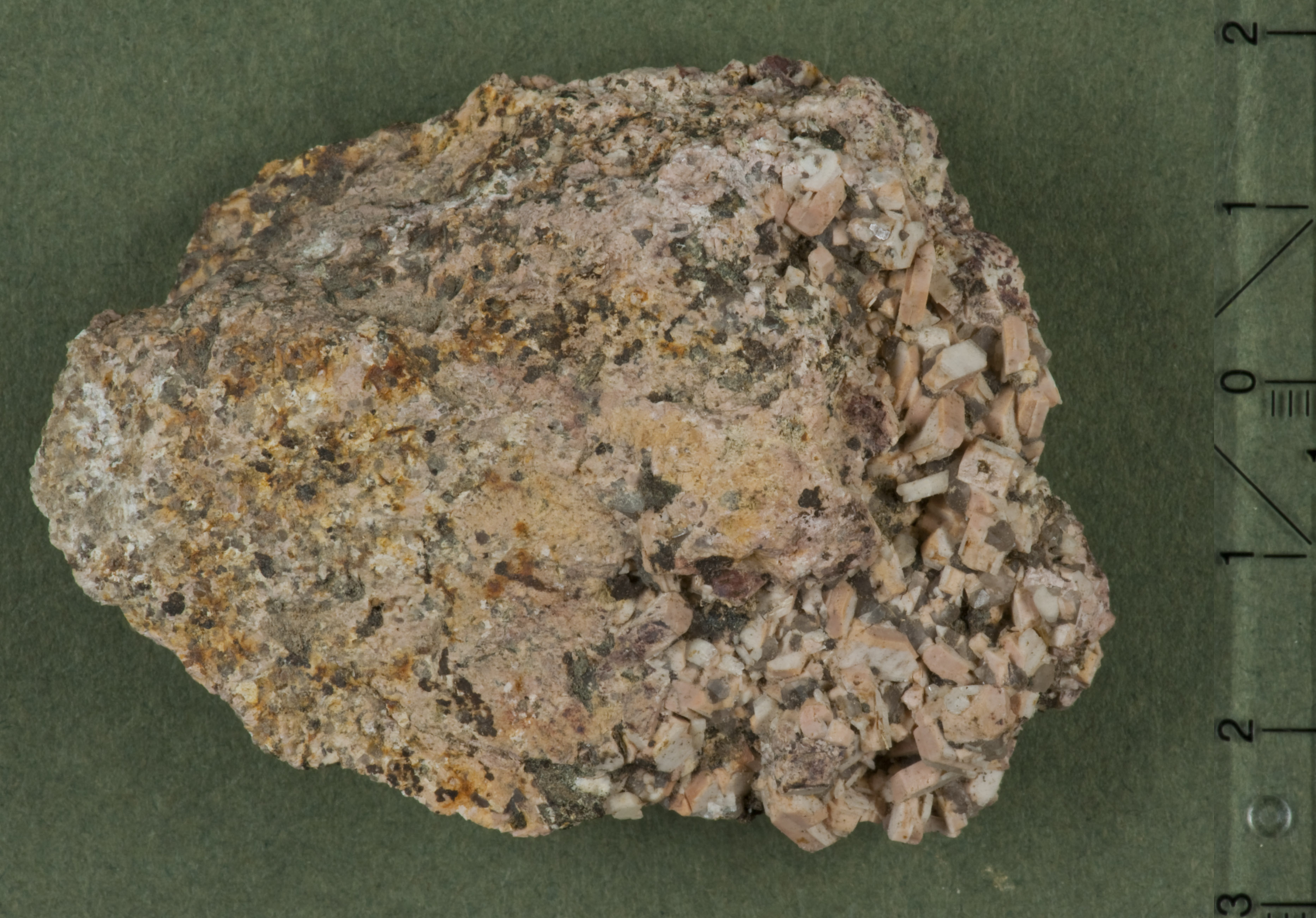
Granite.
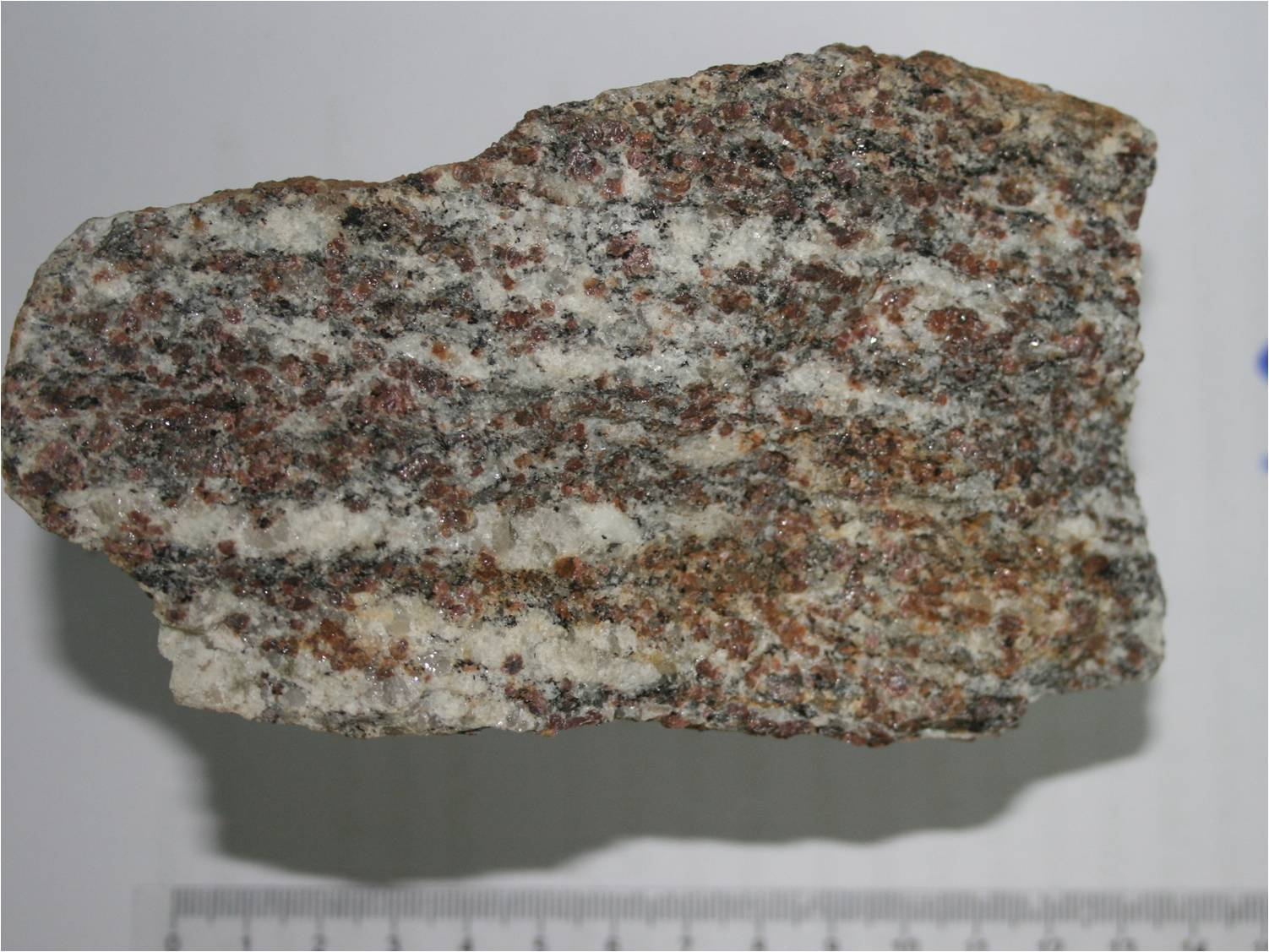
Gneiss.
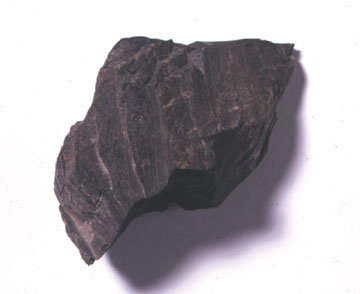
Schiste.
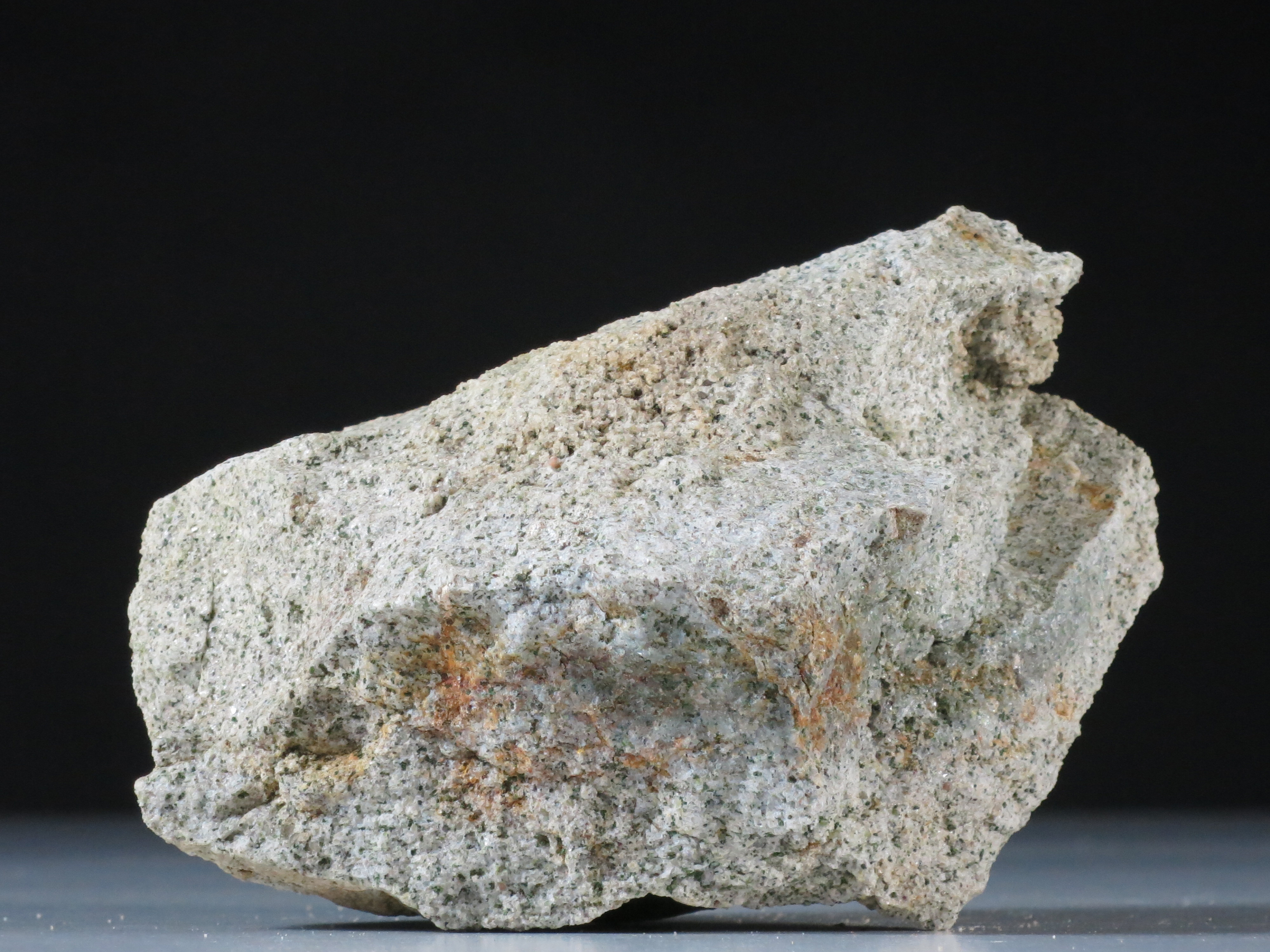
Quartzite.
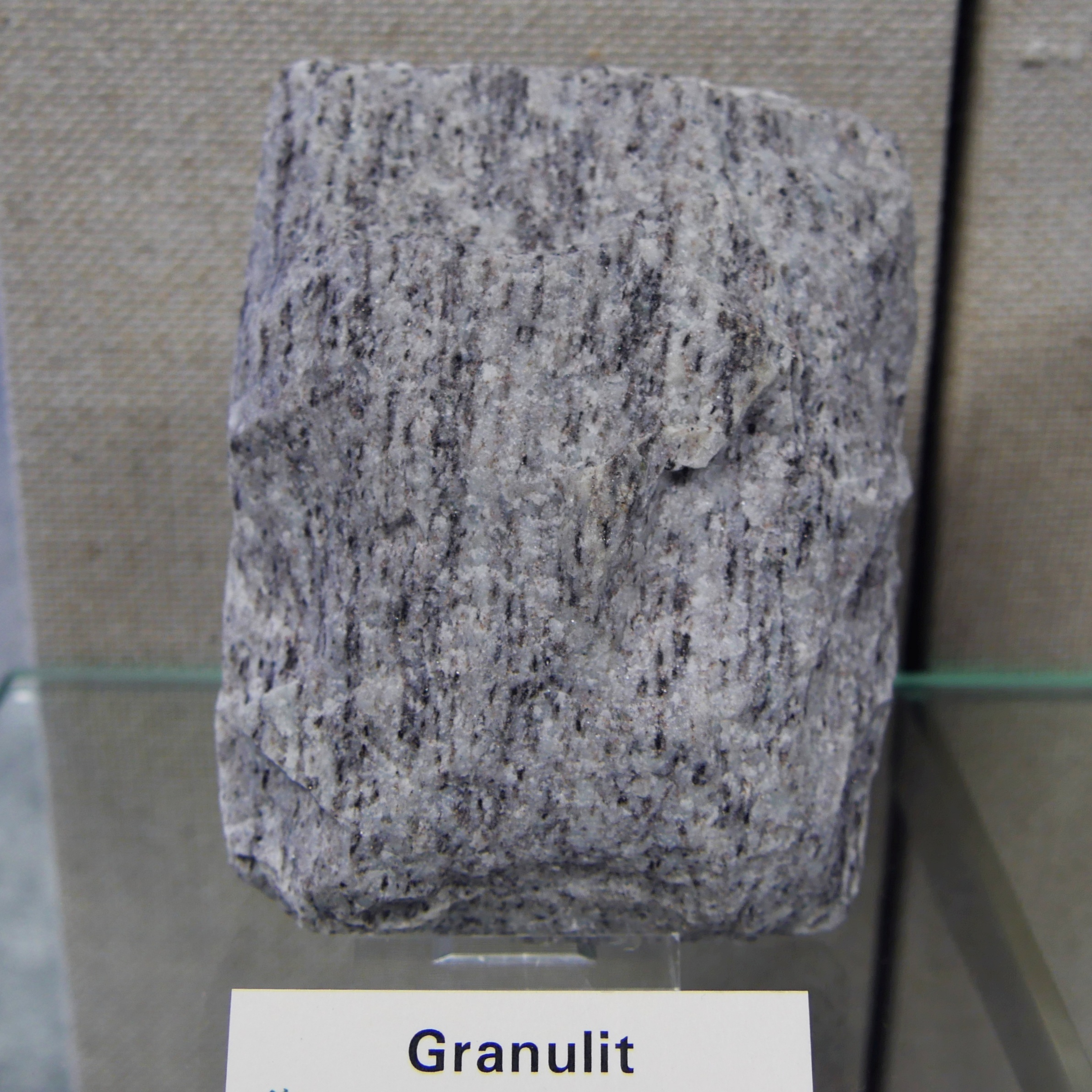
Granulite.
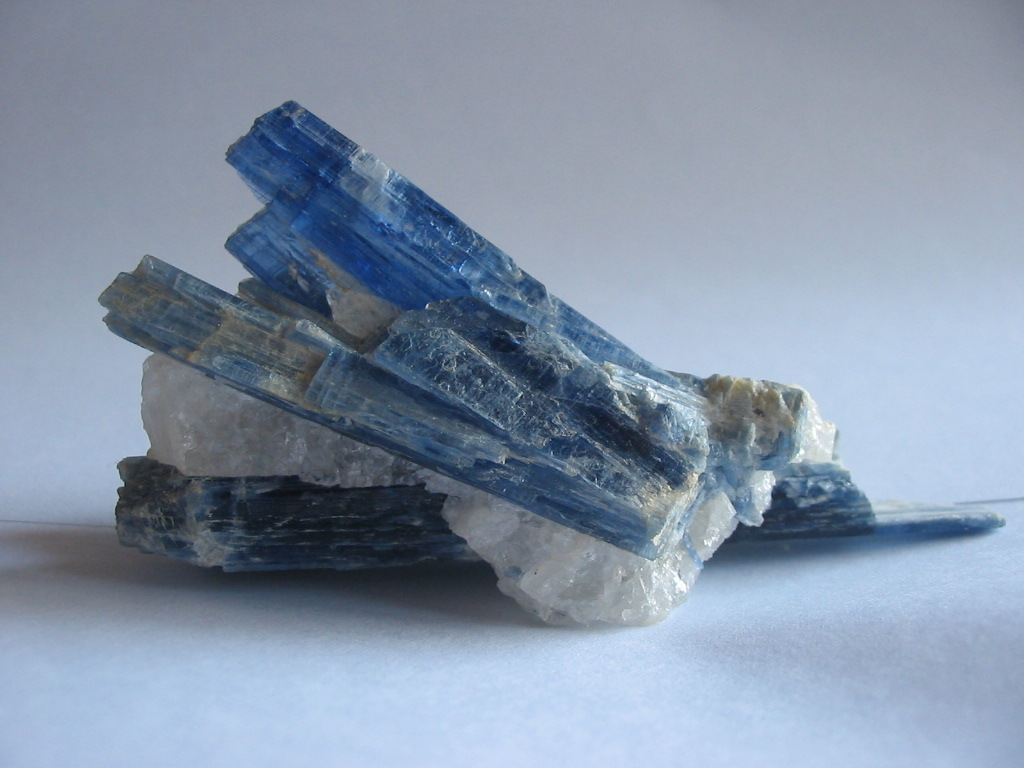
Disthène.
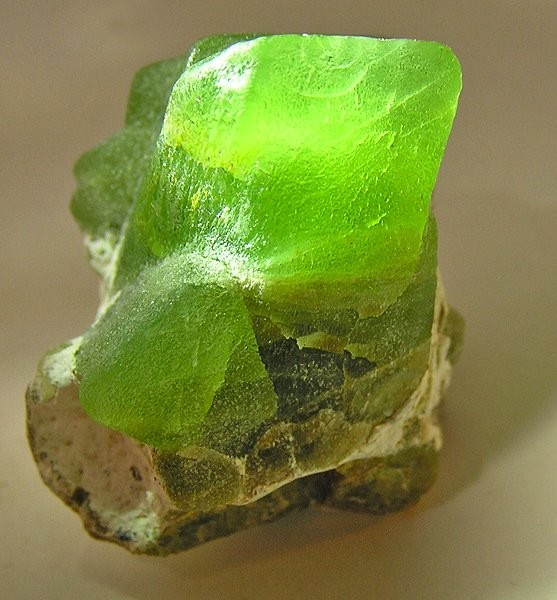
Olivine.
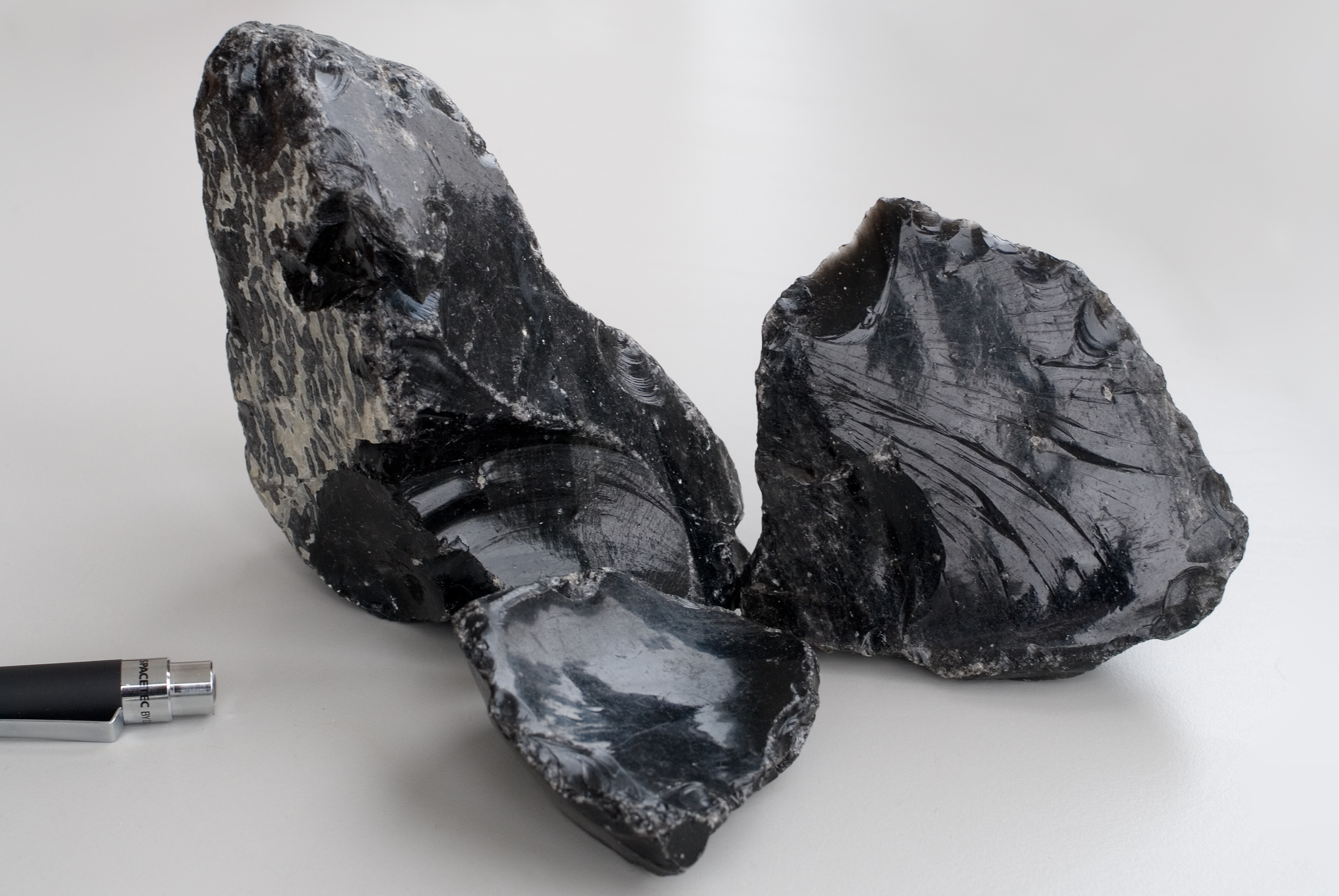
Obsidienne.
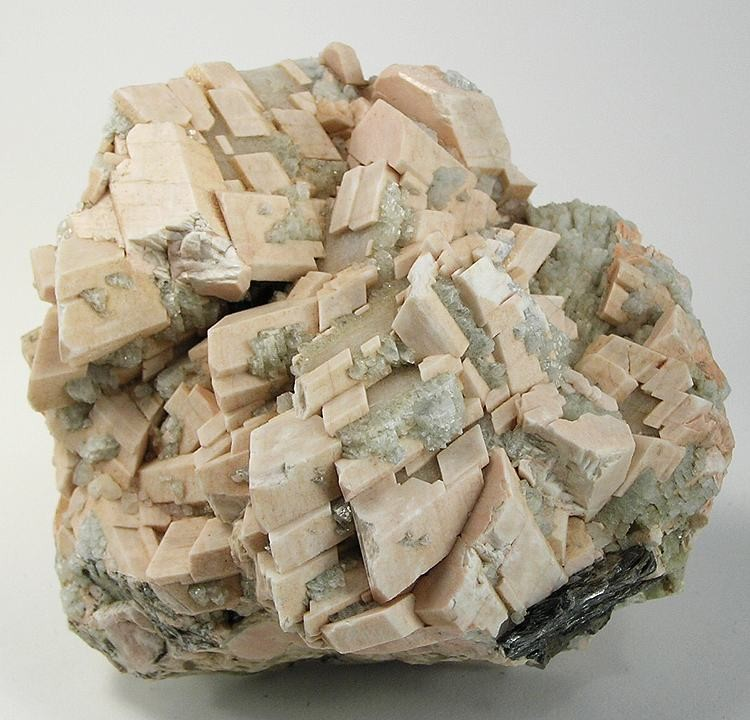
Feldspath.

Le bouclier Touareg est une région géologique située principalement dans le désert saharien, en Algérie. Formé lors de l’orogenèse panafricaine, qui s'est déroulée entre 850 et 550 millions d'années, il résulte de la collision de plusieurs micro-continents et terranes, créant une géologie complexe,. L'une des principales régions géologiques du bouclier Touareg est justement le Hoggar et se divise en trois zones géologiques distinctes : le Hoggar occidental, le Hoggar central et le Hoggar oriental. Le Hoggar occidental est marqué par une géologie variée, avec des formations rocheuses issues d'événements de subduction et de collision, accompagnées de nappes déformées par des forces de cisaillement. Cette région comprend des granulites et des roches métamorphiques formées sous des conditions de haute pression et de température. Le Hoggar central, quant à lui, est dominé par des roches anciennes telles que des gneiss et des quartzites, ayant subi un métamorphisme intense et des structures géologiques complexes, telles que des plis et des failles. On y trouve aussi des intrusions magmatiques et des batholites granitiques, témoignant d’une activité volcanique et magmatique significative. Enfin, le Hoggar oriental, une région moins étudiée, présente des métapélites et des roches schisteuses ayant subi un métamorphisme de haute pression, avec des structures en dômes et synformes. L’ensemble du bouclier Touareg et du Hoggar constitue ainsi un site géologique majeur, offrant des informations cruciales sur les processus de subduction, de collision et de déformation tectonique, qui ont joué un rôle essentiel dans l’évolution de la croûte terrestre.

### Climat

Carte de l'Algérie selon la classification de Köppen. On peut ainsi voir en bas à droite que le Hoggar possède un climat désertique (BWk).

Le climat du massif du Hoggar est caractéristique des régions du Sahara, avec des températures élevées et des précipitations extrêmement rares. Situé en plein cœur du Sahara central, ce massif montagneux présente un climat désertique marqué par une grande aridité. Les températures estivales peuvent dépasser les 40 °C dans les zones basses du massif. Cependant, dans les montagnes plus élevées, telles que celles autour du sommet du Tahat, l'altitude permet de bénéficier de températures plus modérées, particulièrement durant les mois chauds.
Les précipitations dans la région sont très irrégulières et limitées. Elles se produisent principalement sous forme de pluies éparses pendant les mois d'hiver, généralement entre novembre et février. Bien que peu fréquentes, ces pluies suffisent à nourrir les rares gueltas, petites étendues d’eau qui jouent un rôle crucial pour la faune et la flore locales, surtout durant la saison sèche.
Le vent est également un facteur important du climat du Hoggar. Il souffle principalement du sud-ouest, avec des tempêtes de sable fréquentes, qui peuvent perturber la visibilité et rendre la vie encore plus difficile dans cette région isolée. Ces vents soufflent surtout pendant l'été, accentuant la sensation de chaleur et d’aridité.
Dans l'ensemble, le climat du Hoggar reste typiquement désertique, avec des périodes de chaleur intense, une humidité très faible, et une végétation limitée en raison du manque d'eau. Toutefois, l'altitude des montagnes offre des conditions plus fraîches et variées, en particulier sur les sommets, ajoutant une dimension intéressante à la diversité climatique de cette région du Sahara.
| Mois                              | jan. | fév. | mars | avril | mai  | juin | jui. | août | sep. | oct. | nov. | déc. | année |
| --------------------------------- | ---- | ---- | ---- | ----- | ---- | ---- | ---- | ---- | ---- | ---- | ---- | ---- | ----- |
| Température minimale moyenne (°C) | 5,3  | 7,9  | 11   | 15,5  | 19,8 | 22,6 | 22,7 | 22,2 | 20,5 | 16,6 | 10,8 | 6,8  | 14,86 |
| Température moyenne (°C)          | 12,8 | 15,3 | 18,2 | 22,5  | 26,4 | 29   | 28,9 | 28,5 | 27,7 | 23,2 | 17,5 | 13,9 | 21,82 |
| Température maximale moyenne (°C) | 20,3 | 22,6 | 25,4 | 29,5  | 33   | 35,4 | 35,2 | 34,8 | 33,9 | 29,9 | 24,3 | 21   | 28,78 |
| Précipitations (mm)               | 1,3  | 1,3  | 2,6  | 1,8   | 6,2  | 3,9  | 4,8  | 5,6  | 8,3  | 3,2  | 2,1  | 1,8  | 42,9  |
| Humidité relative (%)             | 24,1 | 22,2 | 19,3 | 19,2  | 19,8 | 20   | 20,2 | 21,8 | 24   | 27,9 | 28,1 | 27,3 | 22,82 |

### Faune et flore
La faune et la flore du massif du Hoggar sont adaptées aux conditions extrêmes de la région désertique et montagneuse. On y trouve des animaux tels que le mouflon à manchettes, le fennec et le léopard de l'Atlas, ainsi que diverses espèces de reptiles et d'oiseaux, dont l'aigle royal,. En ce qui concerne la flore, elle est limitée en raison de l'aridité, mais certaines plantes comme les acacias, les tamaris et des cactus parviennent à survivre, particulièrement dans les zones plus élevées, où les conditions sont légèrement plus clémentes. Cette biodiversité est le résultat d'adaptations spécifiques aux conditions sévères du désert,.

#### Flore
La flore du Hoggar, situé dans le sud de l'Algérie, est caractérisée par des espèces adaptées aux conditions climatiques extrêmes du désert. La région, marquée par des températures élevées, une sécheresse intense et des sols rocailleux, abrite une diversité végétale qui joue un rôle essentiel dans le maintien de l'écosystème local.
Parmi les principales espèces, on trouve l'Olivier de Laperrine (Olea europaea subsp. laperrinei) une variété endémique présente dans cette région montagneuse. Ce dernier est bien adapté aux conditions arides et offre un habitat pour plusieurs espèces animales. L'Acacia tortilis subsp. raddiana, une espèce résistante aux sols secs, est également courante dans les zones du Hoggar, fournissant ombre et ressources alimentaires pour la faune locale,. Le genre Tamarix, particulièrement adapté aux sols salins, est également fréquent dans les oueds temporaires de la région.
La flore herbacée est dominée par des graminées telles que le Drinn (Stipagrostis pungens), qui joue un rôle dans la stabilisation des sols sableux. D'autres espèces comme le Stipagrostis plumosa et la Coloquinte (Citrullus colocynthis) une plante rampante utilisée en médecine traditionnelle, sont également présentes.
Des plantes succulentes, comme le Pommier de Sodome (Calotropis procera) et Euphorbia balsamifera, contribuent également à la diversité florale du Hoggar, chacune étant dotée d'adaptations permettant de survivre dans ce climat aride. Des espèces rares et endémiques, telles que Fagonia sp. et Launaea arborescens, sont également présentes et ont des usages traditionnels dans les pratiques locales,.
Le parc culturel de l'Ahaggar, inscrit au patrimoine mondial de l'UNESCO, protège une grande partie de cette flore unique. Ce parc joue un rôle crucial dans la conservation des écosystèmes désertiques et la préservation de la biodiversité de la région face aux défis environnementaux actuels.

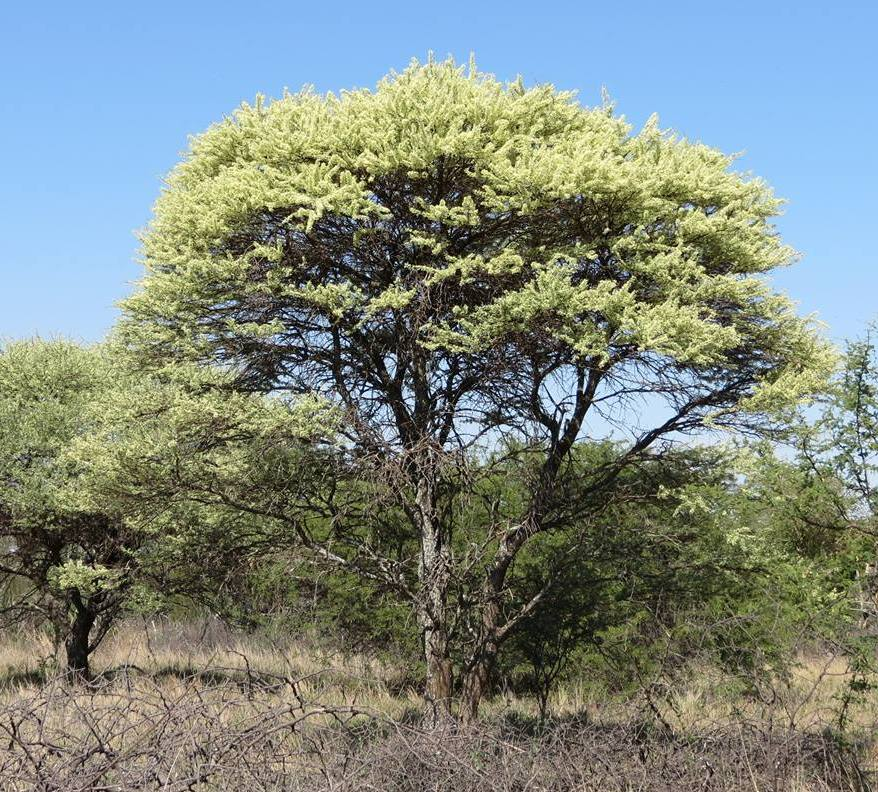
Vachellia tortilis.
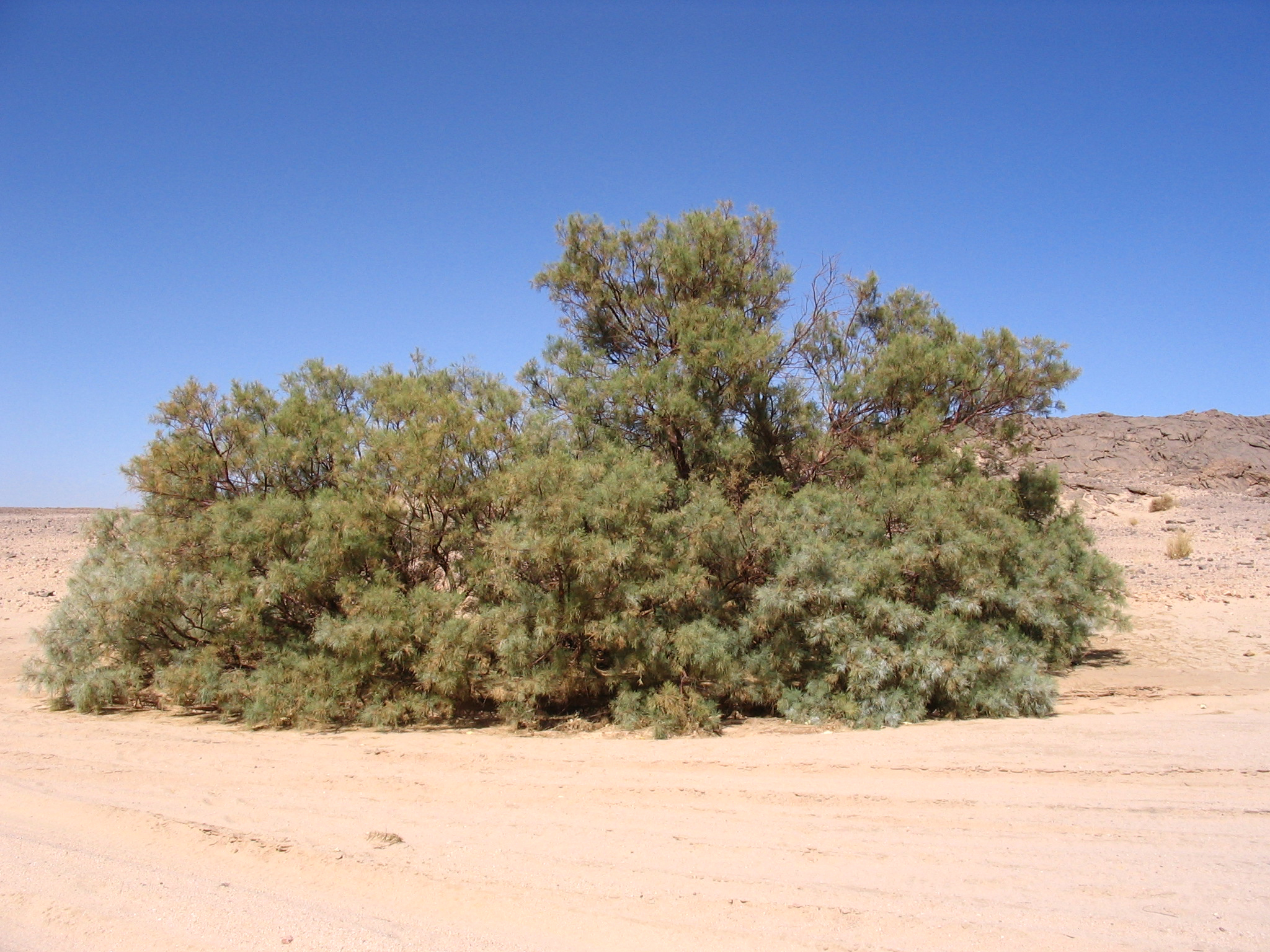
Tamarix aphylla.
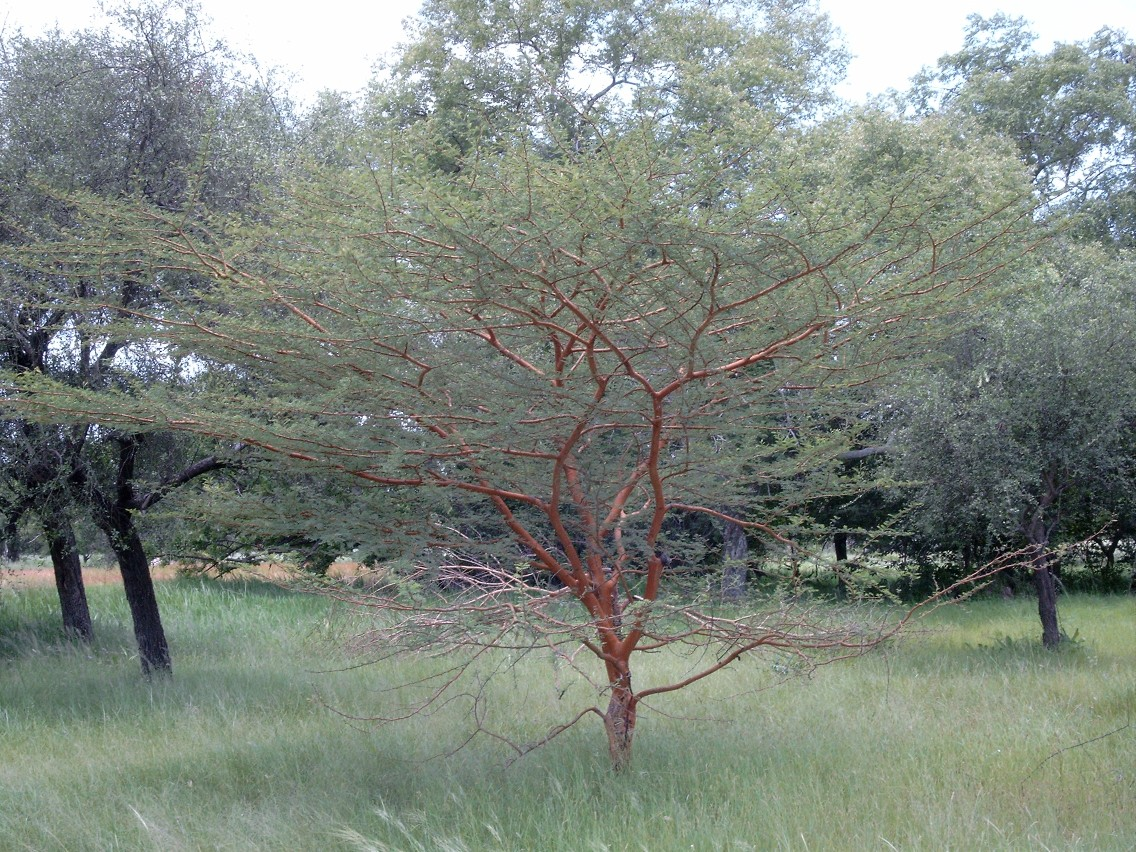
Vachellia seyal.
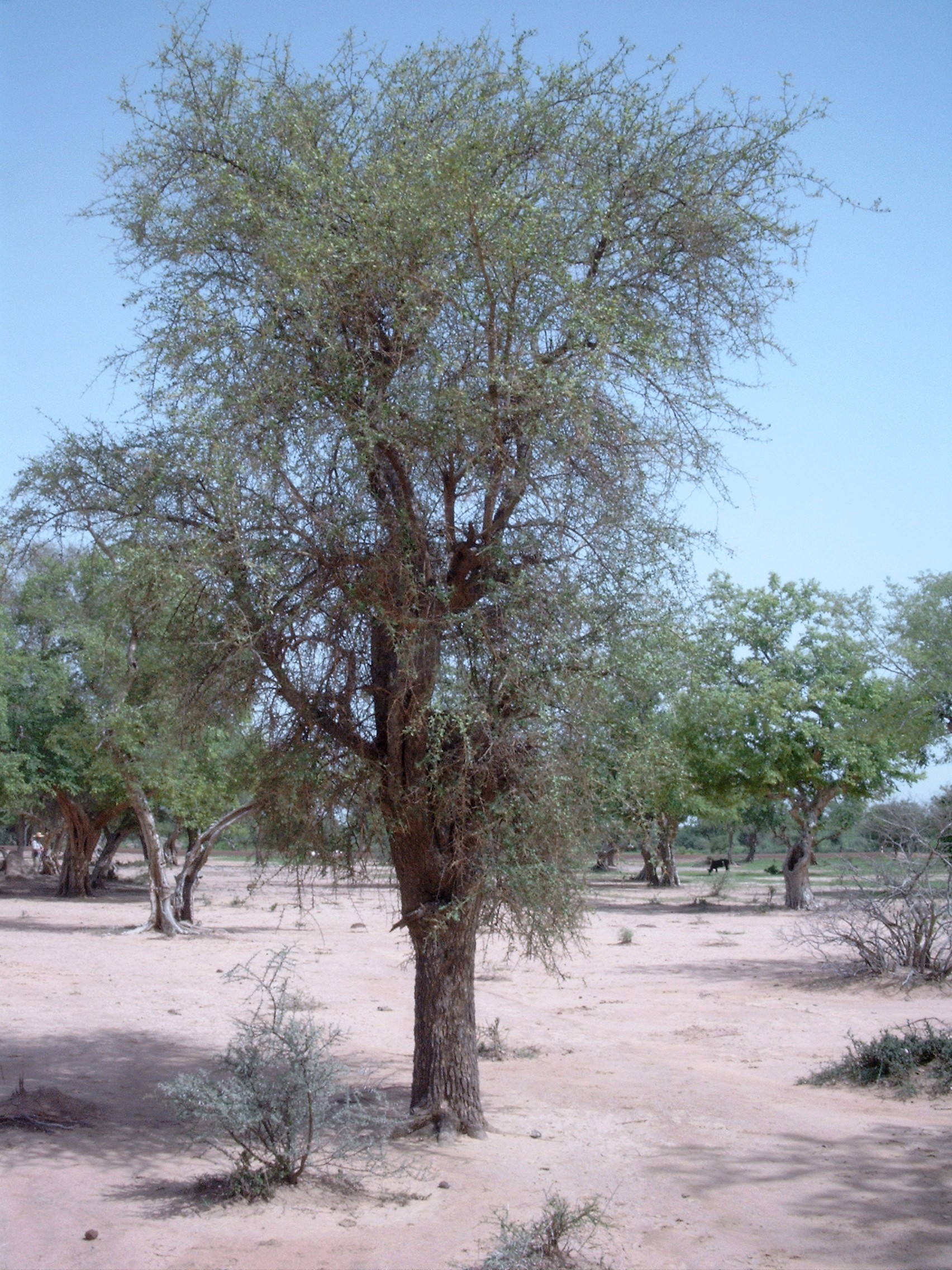
Balanites aegyptiaca.
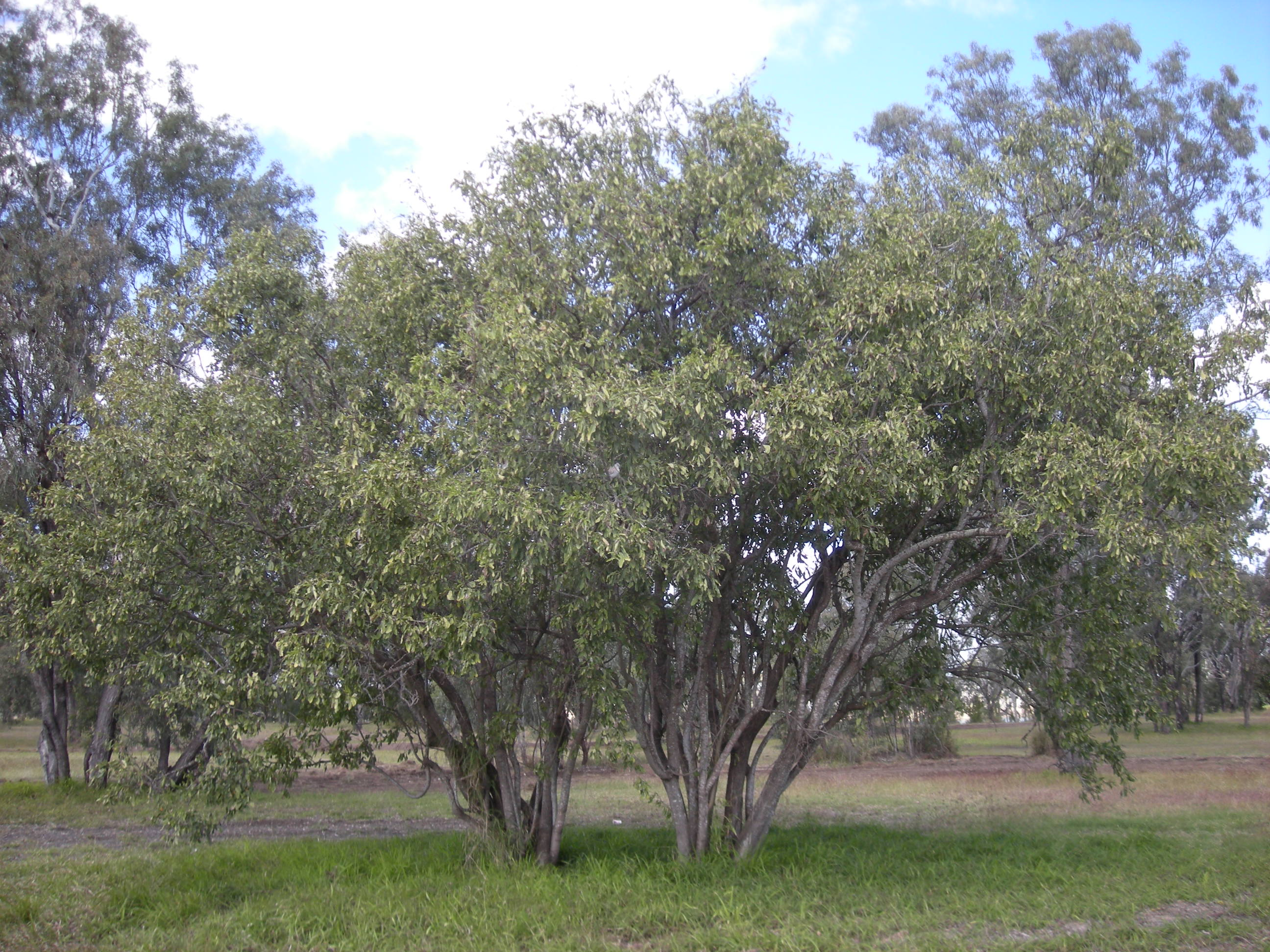
Cordia sinensis.
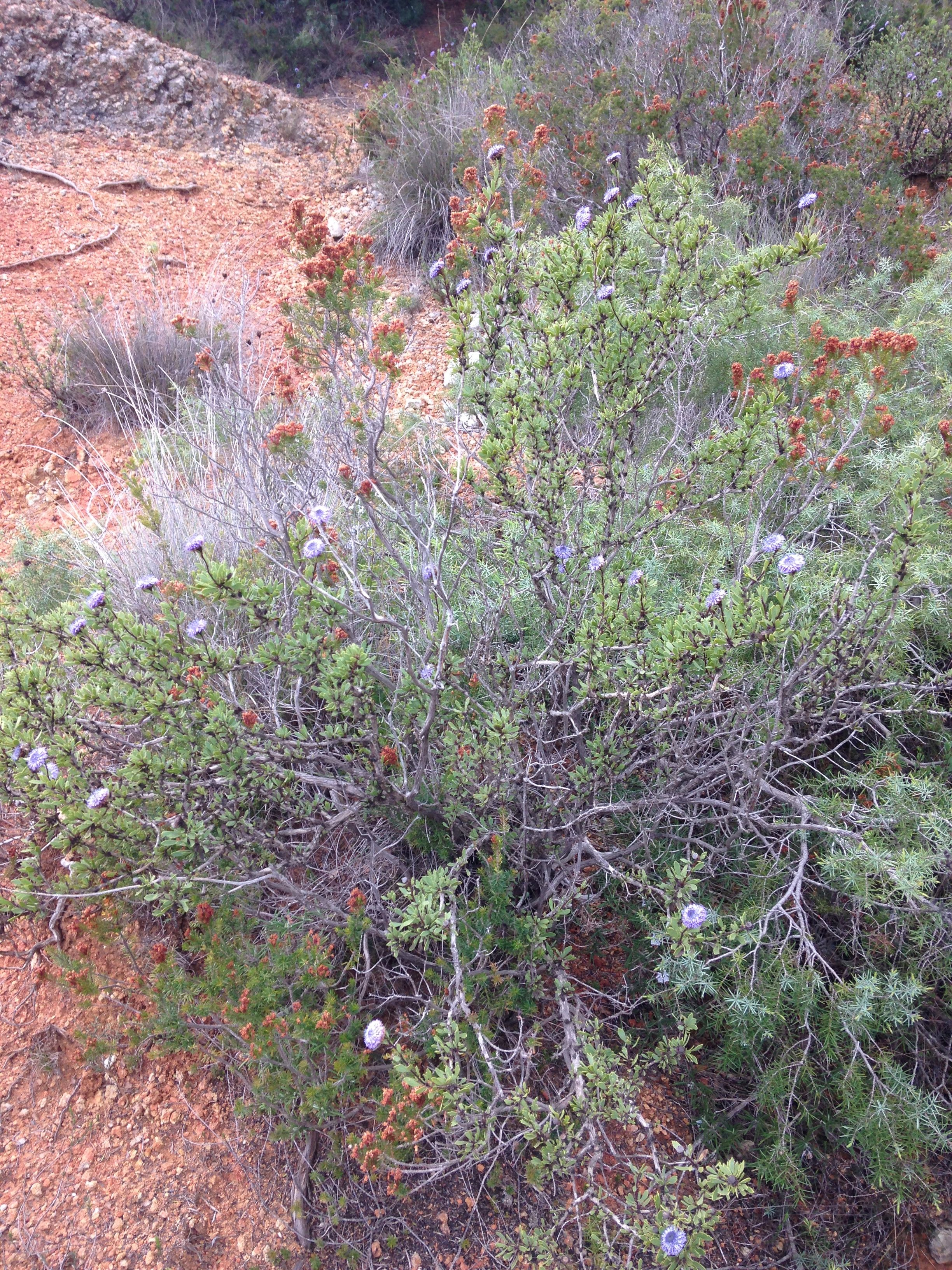
Globulaire buissonnante.
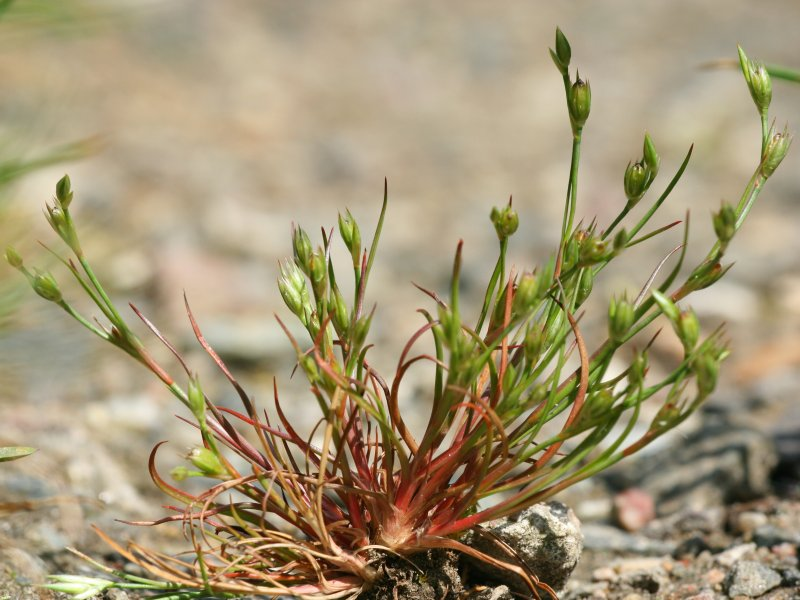
Juncus bufonius.
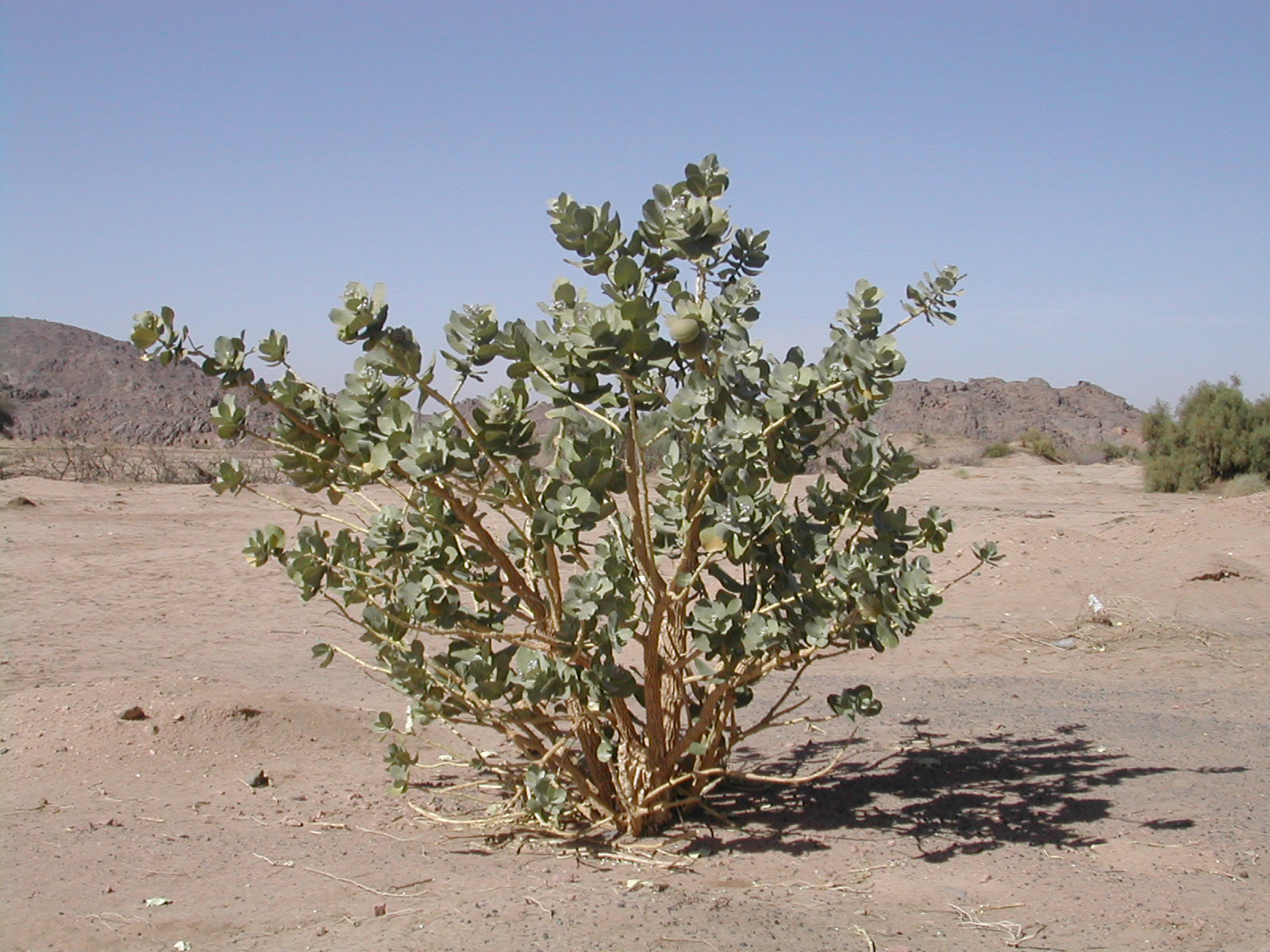
Pommier de Sodome.
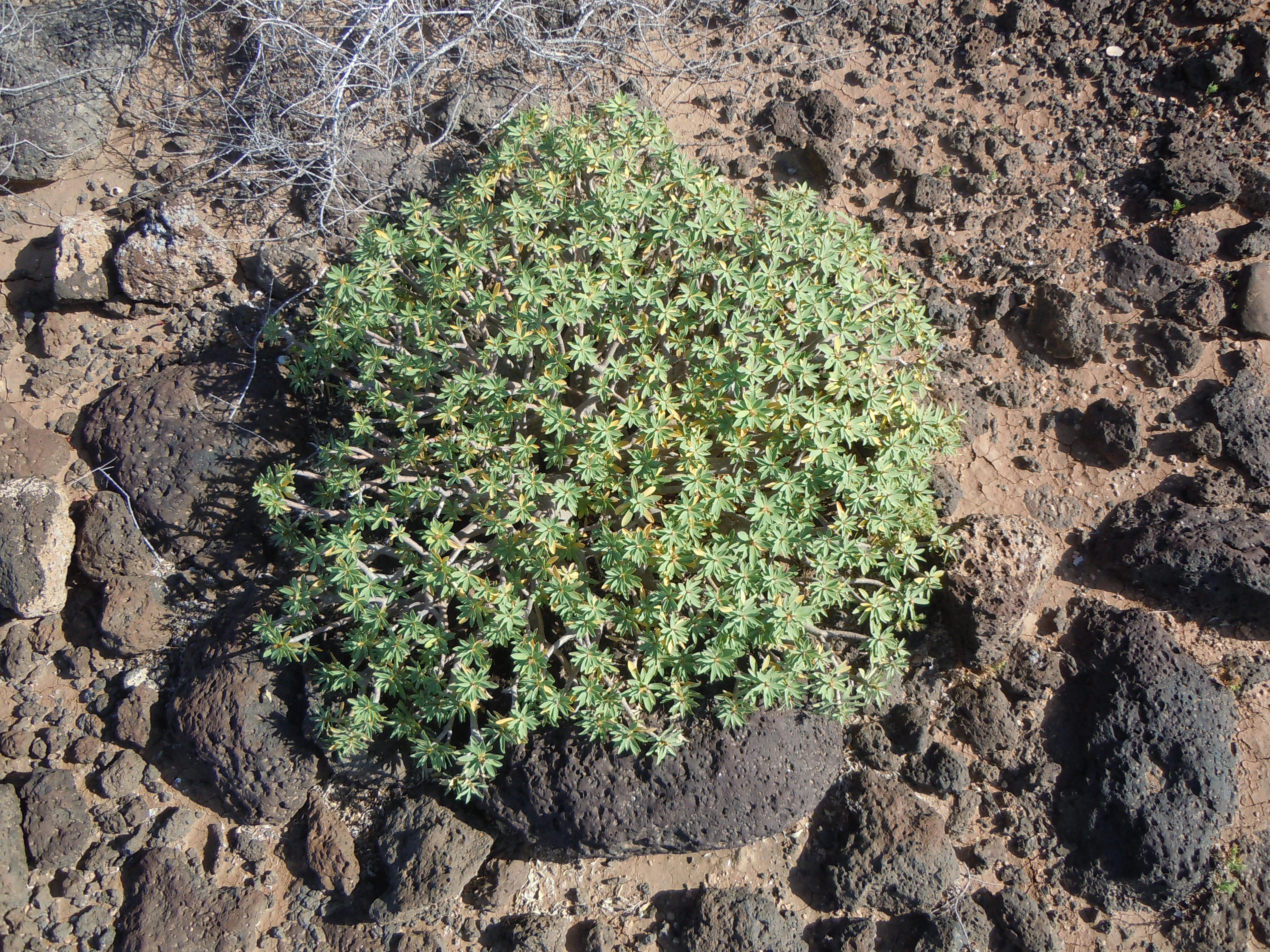
Euphorbia balsamifera.

#### Faune
La faune mammalienne du Hoggar est variée et comprend plusieurs espèces adaptées aux conditions extrêmes du désert,. Parmi les plus emblématiques, on trouve le Dromadaire (Camelus dromedarius), un mammifère bien connu pour sa capacité à survivre dans les environnements arides. Il est principalement utilisé par les populations locales pour le transport et comme source de lait et de viande,.
Le Léopard d'Atlas (Panthera pardus), bien qu’en danger, vit également dans les montagnes du Hoggar. Cet animal nocturne est un prédateur discret, s'adaptant à la vie dans des habitats rocheux et montagneux. Le Chacal doré (Canis aureus) est une autre espèce présente dans la région. Ce carnivore opportuniste chasse une variété de proies, y compris des petits mammifères et des oiseaux, et s'adapte bien à la vie dans les zones semi-désertiques. Le Mouflon à manchettes (Ammotragus lervia), une espèce de chèvre sauvage, est également observé dans le Hoggar. Bien qu'il soit originaire des montagnes d'Asie centrale, il a été introduit dans cette région et a prospéré grâce à ses capacités d’adaptation au terrain rocheux. L'Ibex d'Algérie (Capra nubiana), une autre espèce montagnarde, est également présente. Cet animal, connu pour sa capacité à grimper sur des terrains escarpés, est protégé dans certaines zones du Hoggar, où il trouve refuge dans les pentes abruptes et les falaises. Les Lièvres et Lapins font partie de la faune plus commune du Hoggar, souvent présents dans les zones moins arides et dans les régions où la végétation est plus dense. Enfin, le Renard du désert (Vulpes zerda), un petit carnivore adapté à la vie dans les déserts, est également un membre important de l'écosystème du Hoggar.
La diversité des mammifères du Hoggar est un exemple fascinant de la manière dont les espèces peuvent évoluer et s’adapter aux défis posés par un environnement aussi hostile. Le parc culturel de l'Ahaggar joue un rôle clé dans la préservation de cette faune, assurant la conservation de ces espèces dans leurs habitats naturels,.

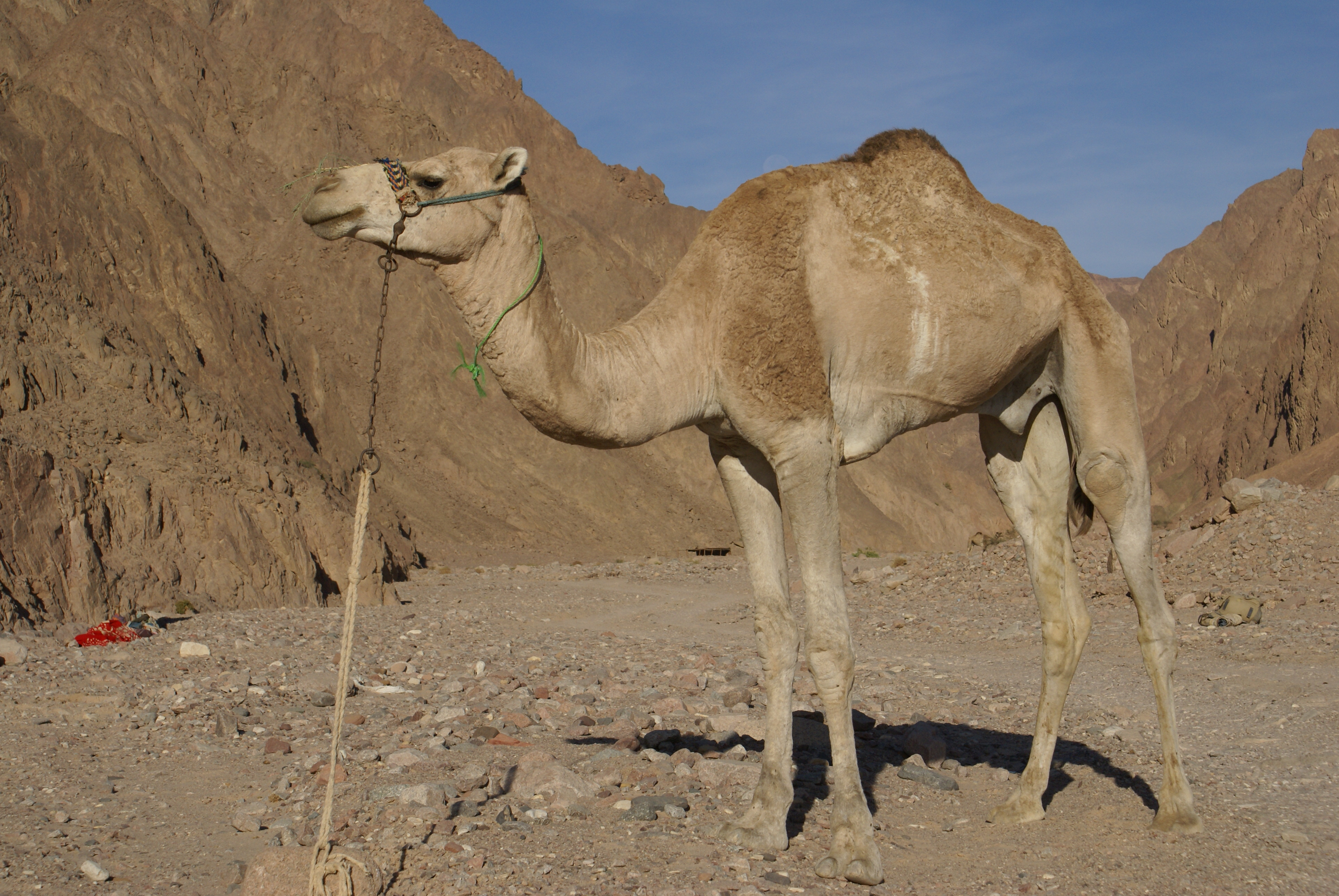
Dromadaire.
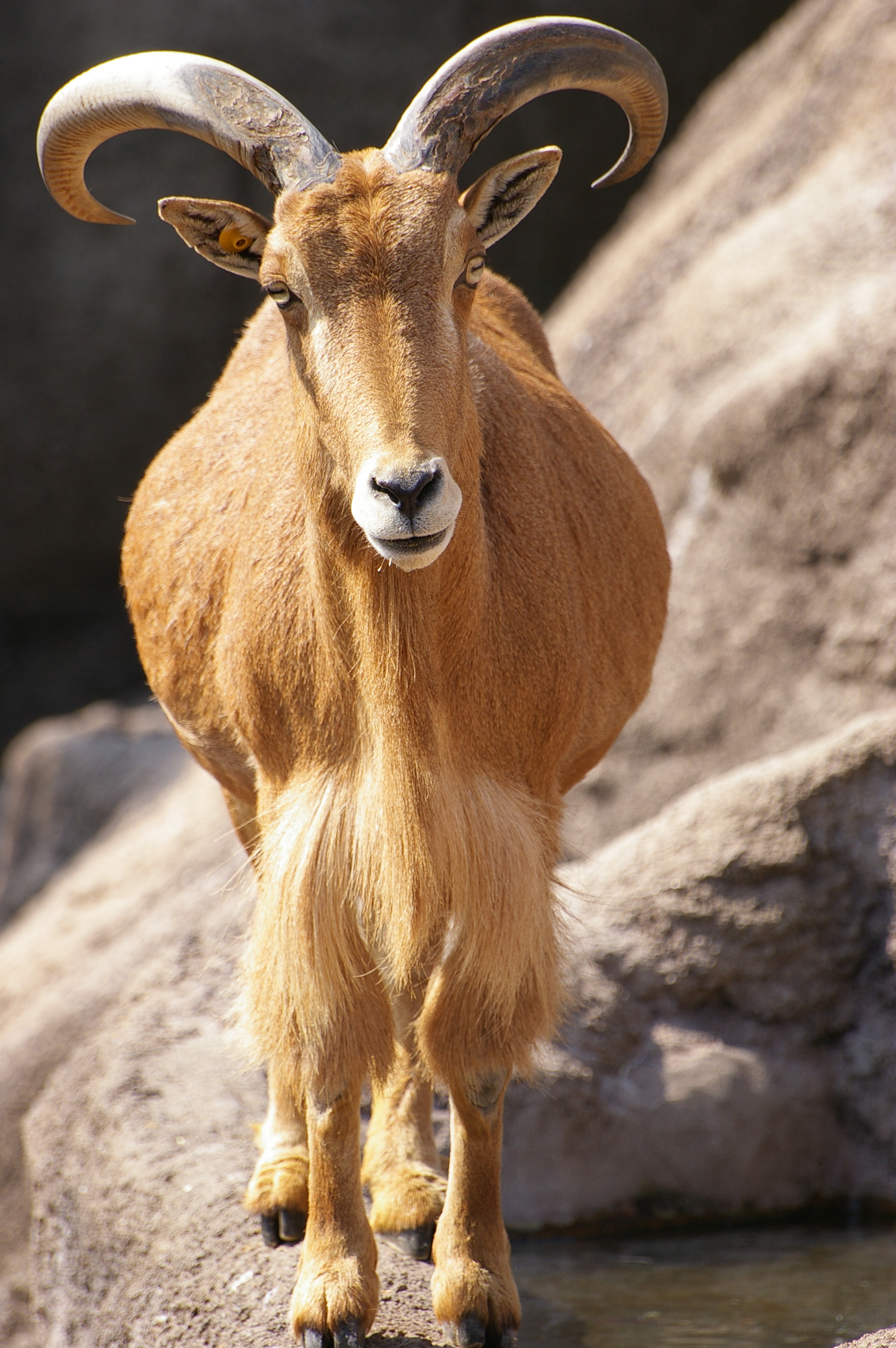
Mouflon à manchettes.
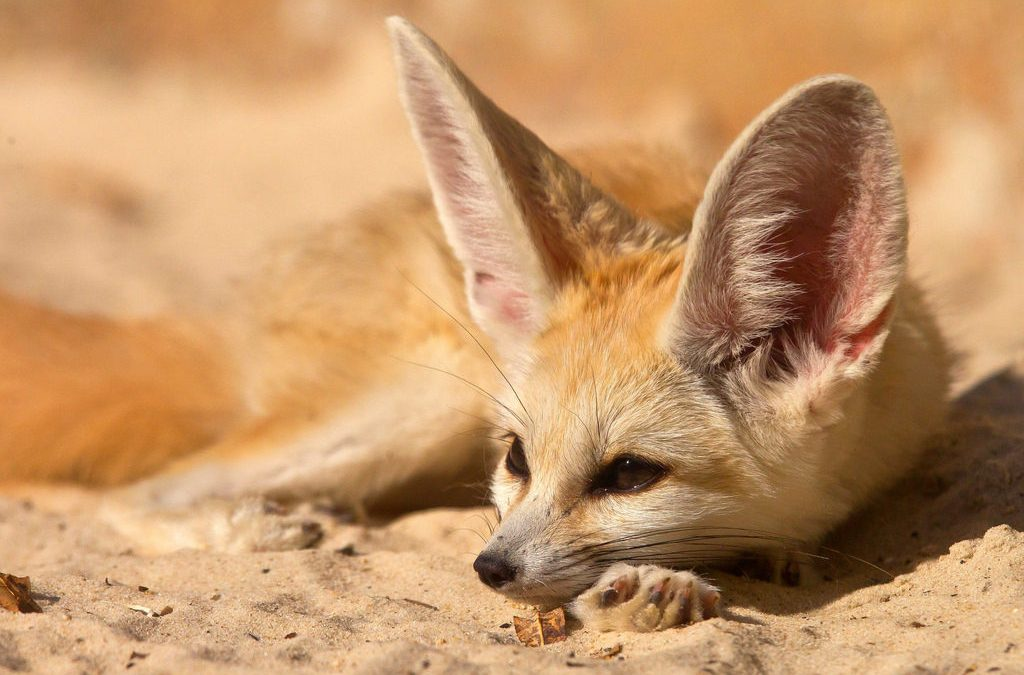
Fennec.
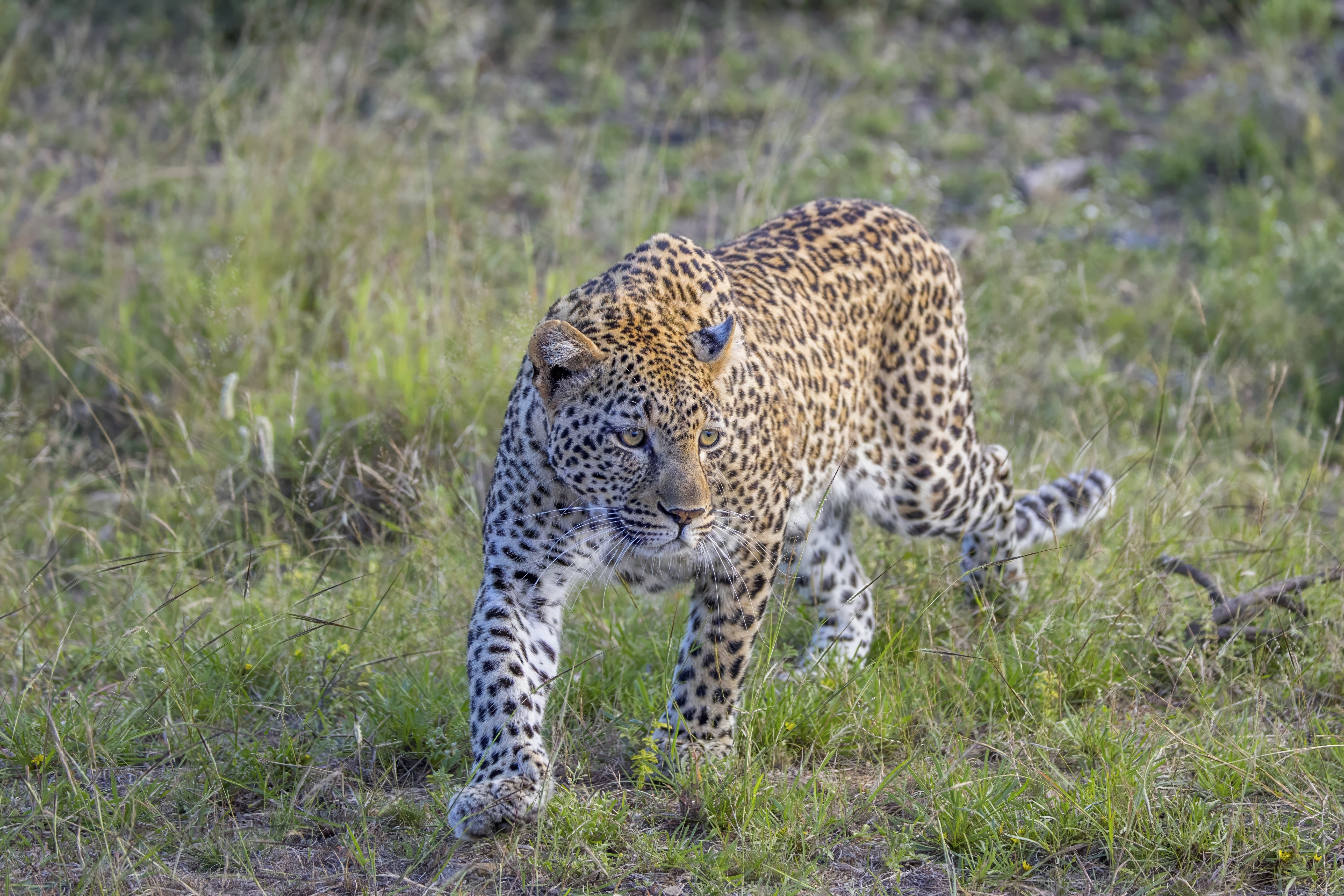
Léopard de Barbarie.
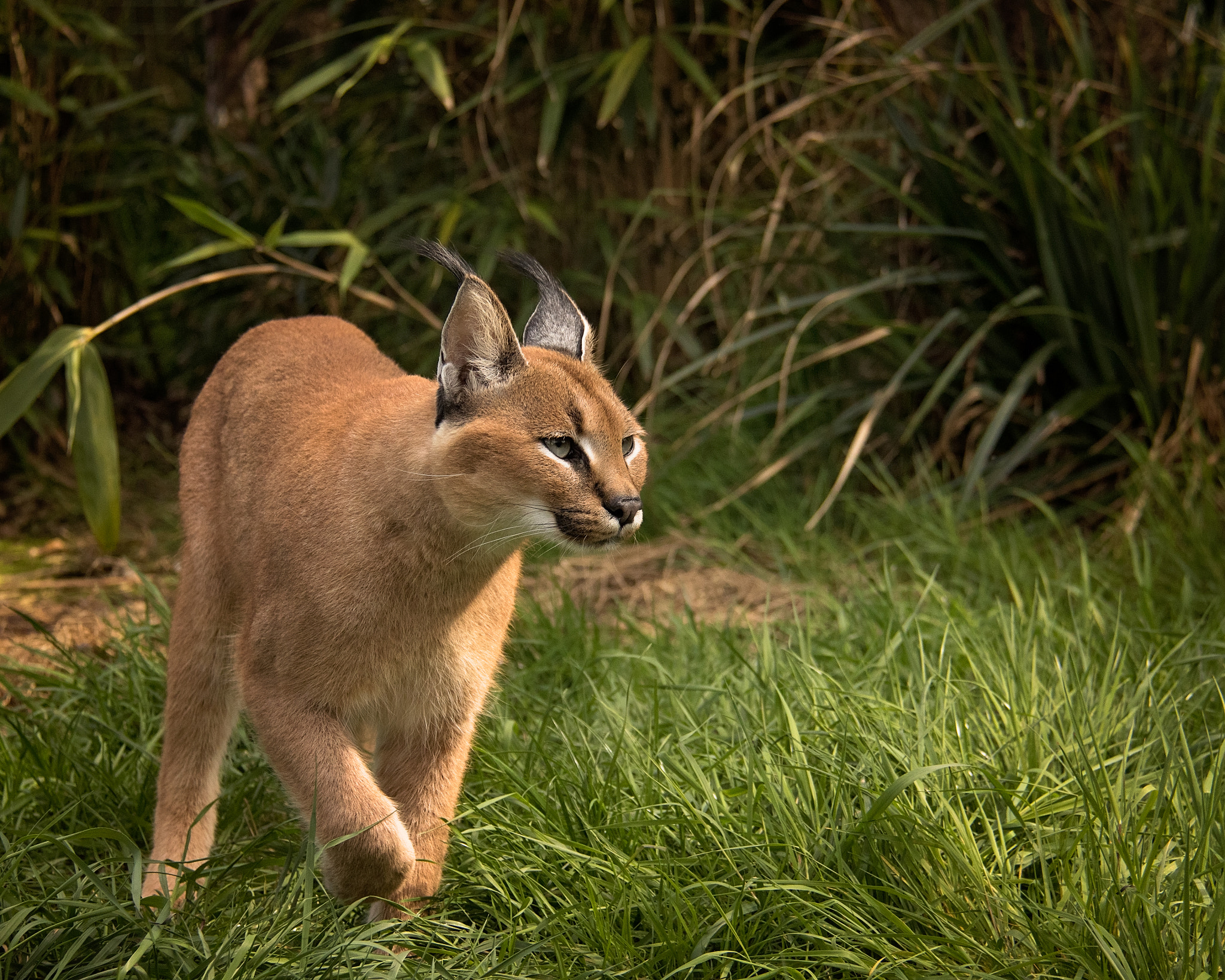
Caracal.
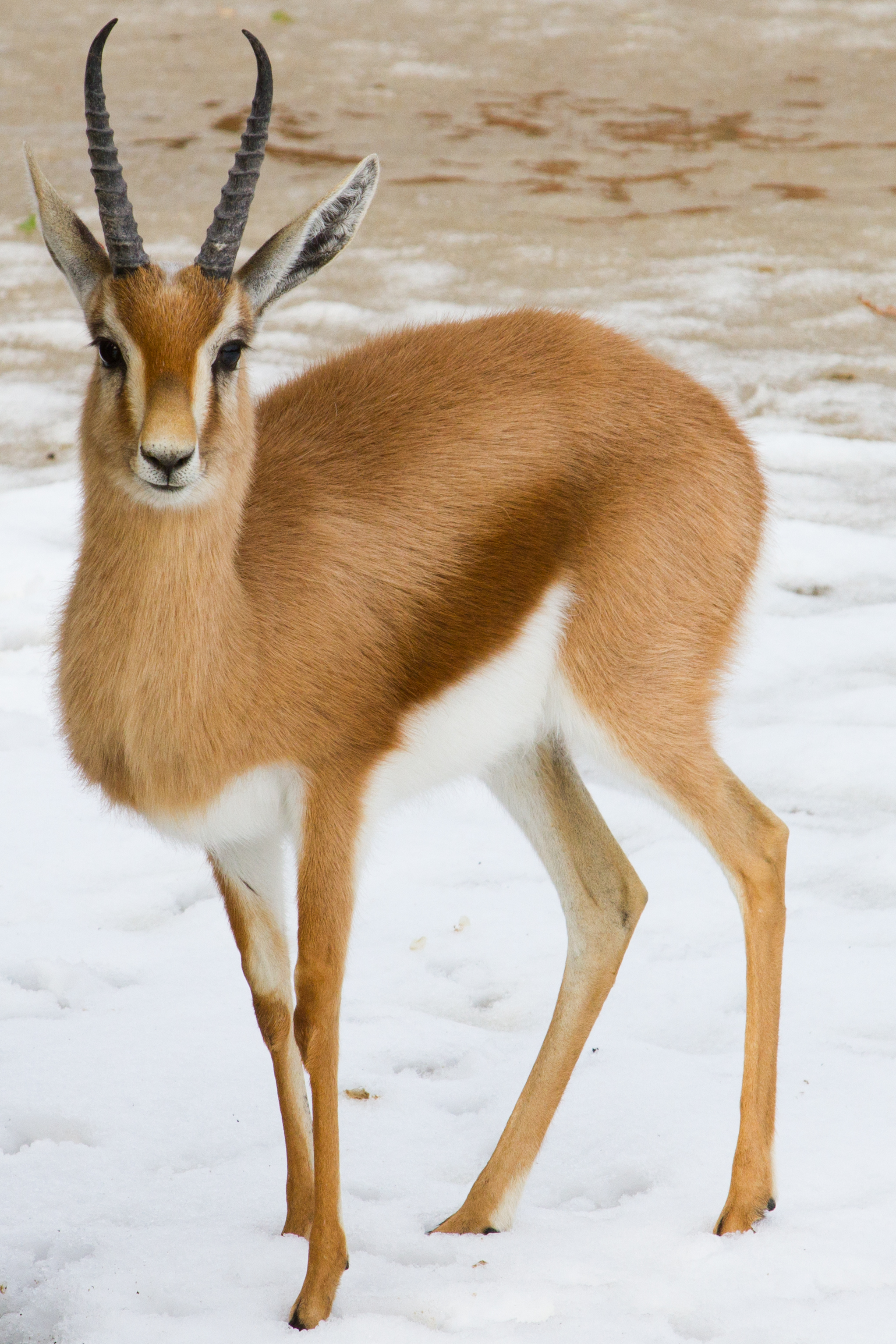
Gazelle dorcas.
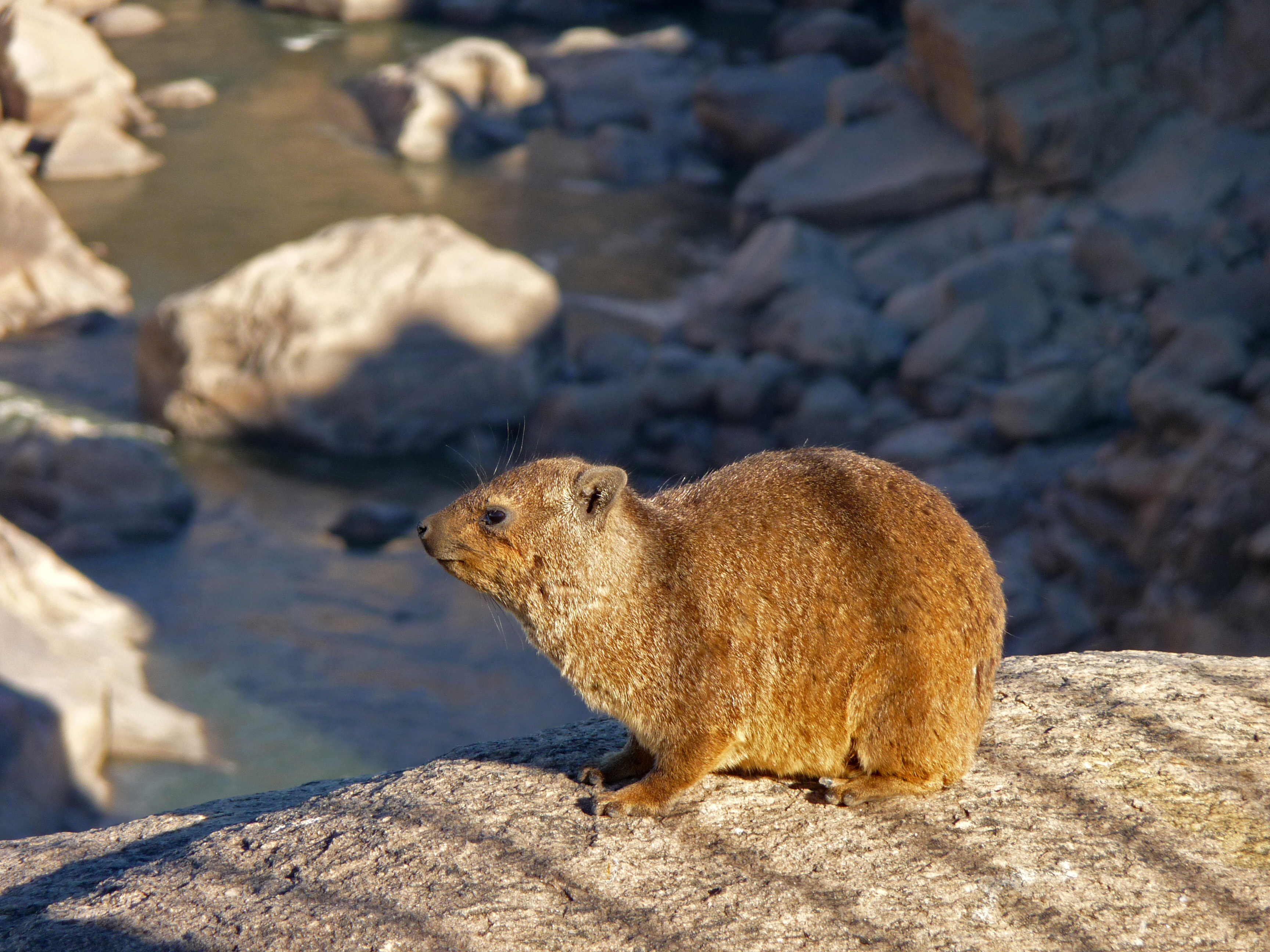
Daman du Cap.
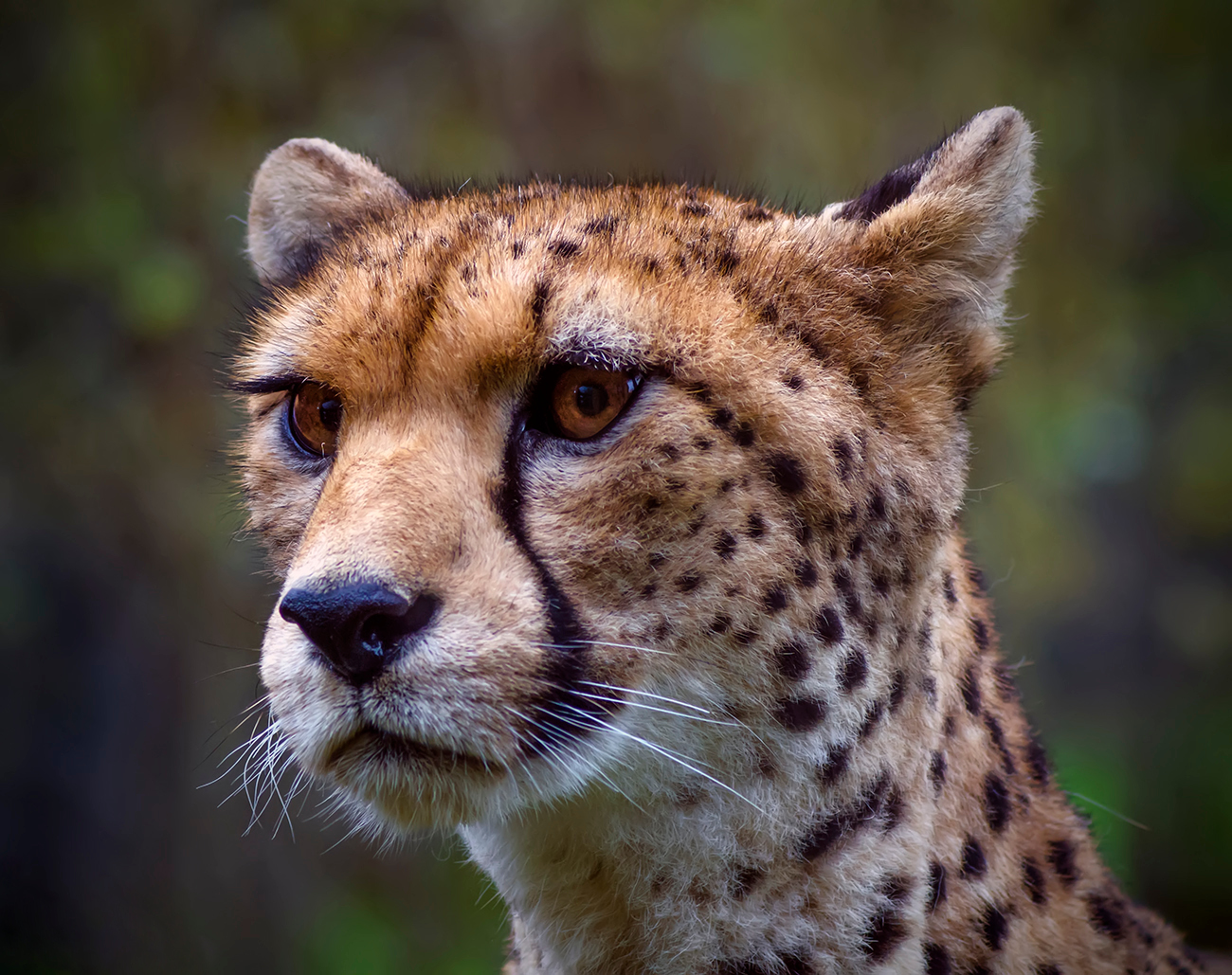
Le guépard du Sahara.
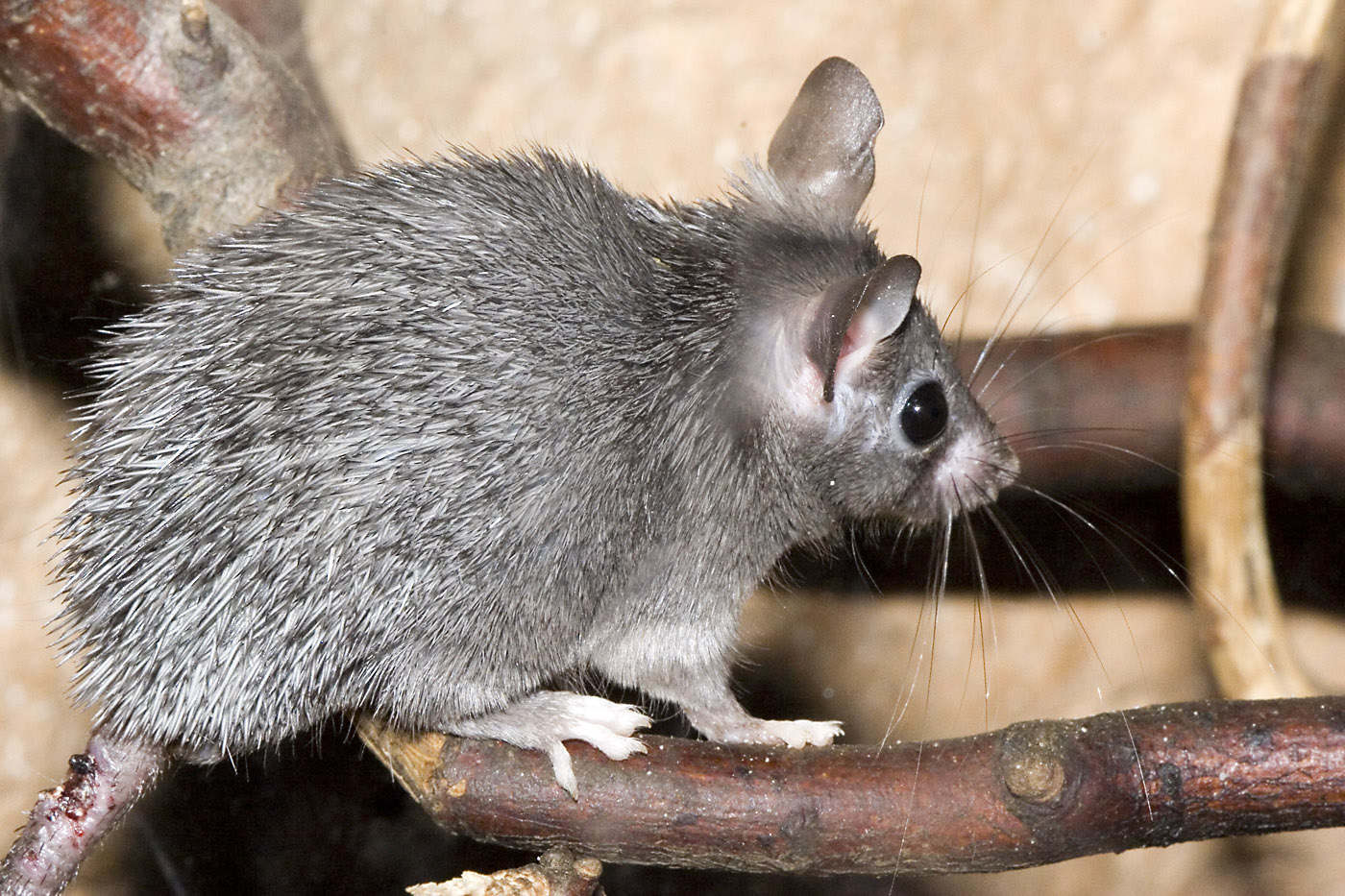
Souris épineuse.

Concernant la faune reptilienne du Hoggar est composée de plusieurs espèces adaptées aux conditions désertiques et montagneuses de la région. Parmi les reptiles présents, on trouve la Vipère de l'Atlas (Vipera monticola), une espèce venimeuse qui vit dans les zones rocheuses et montagneuses. Ce serpent est bien adapté aux températures élevées et peut se cacher dans les fissures des rochers pour éviter la chaleur intense du désert.
Le Varan du désert (Varanus griseus), également connu sous le nom de varan de Grise, est un lézard carnivore qui habite les zones sablonneuses et rocheuses du Hoggar. Il chasse des insectes et de petits vertébrés et peut se déplacer rapidement pour échapper aux prédateurs. Le Gecko du désert (Stenodactylus stenurus) est un petit reptile nocturne présent dans la région. Ce gecko se cache durant la journée pour échapper à la chaleur et sort la nuit pour se nourrir d'insectes et d'autres petites proies. La Vipère à cornes (Cerastes cerastes), venimeuse, est aussi présente dans cette région. Elle se nourrit principalement de lézards, de petits serpents et d'autres petits animaux. Elle est bien adaptée aux conditions du désert grâce à sa capacité à se déplacer rapidement. La Tortue mauresque (Testudo graeca) se trouve également dans certaines parties du Hoggar, bien que sa population soit moins abondante. Ce reptile herbivore se cache sous les rochers ou dans la végétation pour se protéger de la chaleur extrême. Enfin, le Scinque (Scincus scincus), un lézard caractérisé par son corps allongé et sa peau lisse, est présent dans les zones sableuses. Ce reptile est particulièrement bien adapté à la vie dans des terrains sablonneux et peut se déplacer en creusant des galeries.
Les reptiles du Hoggar montre leur capacité à s’adapter aux conditions difficiles de la région, contribuant à l'équilibre écologique de cet environnement désertique.

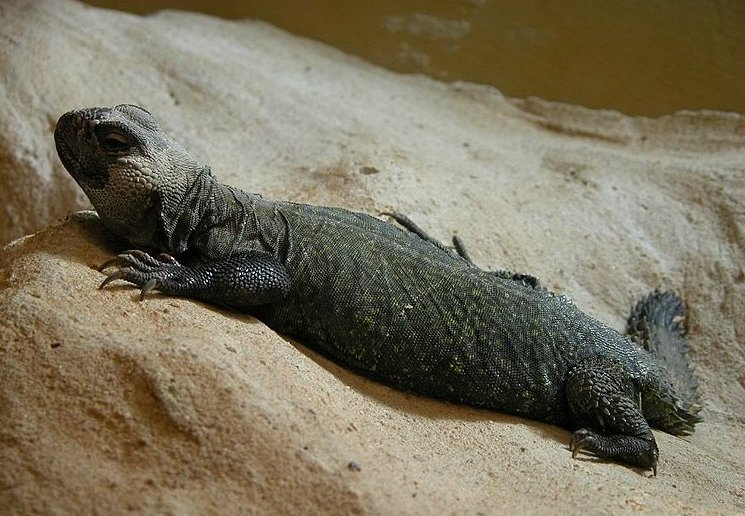
Uromastyx acanthinura.
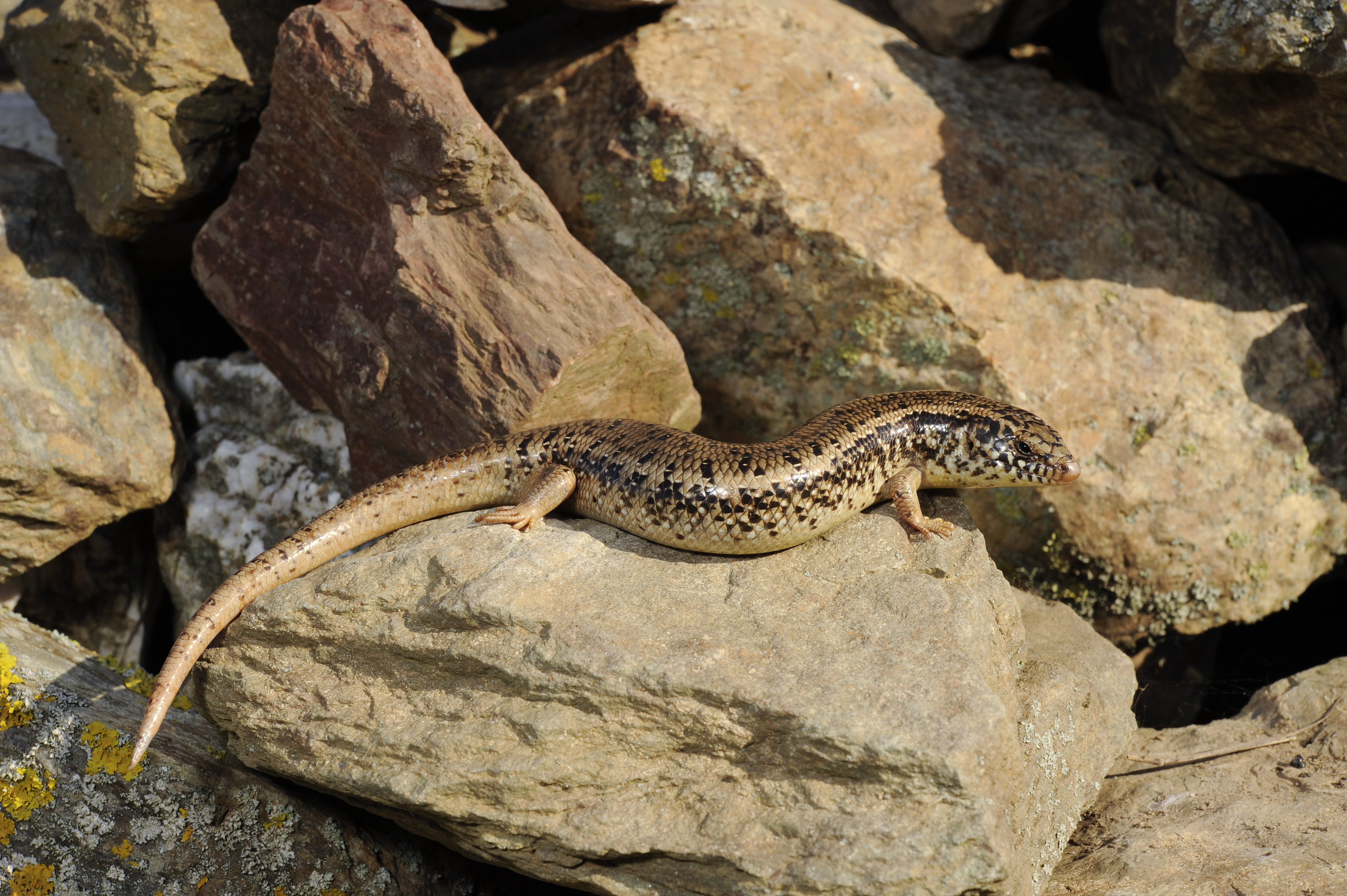
Chalcides ocellatus.
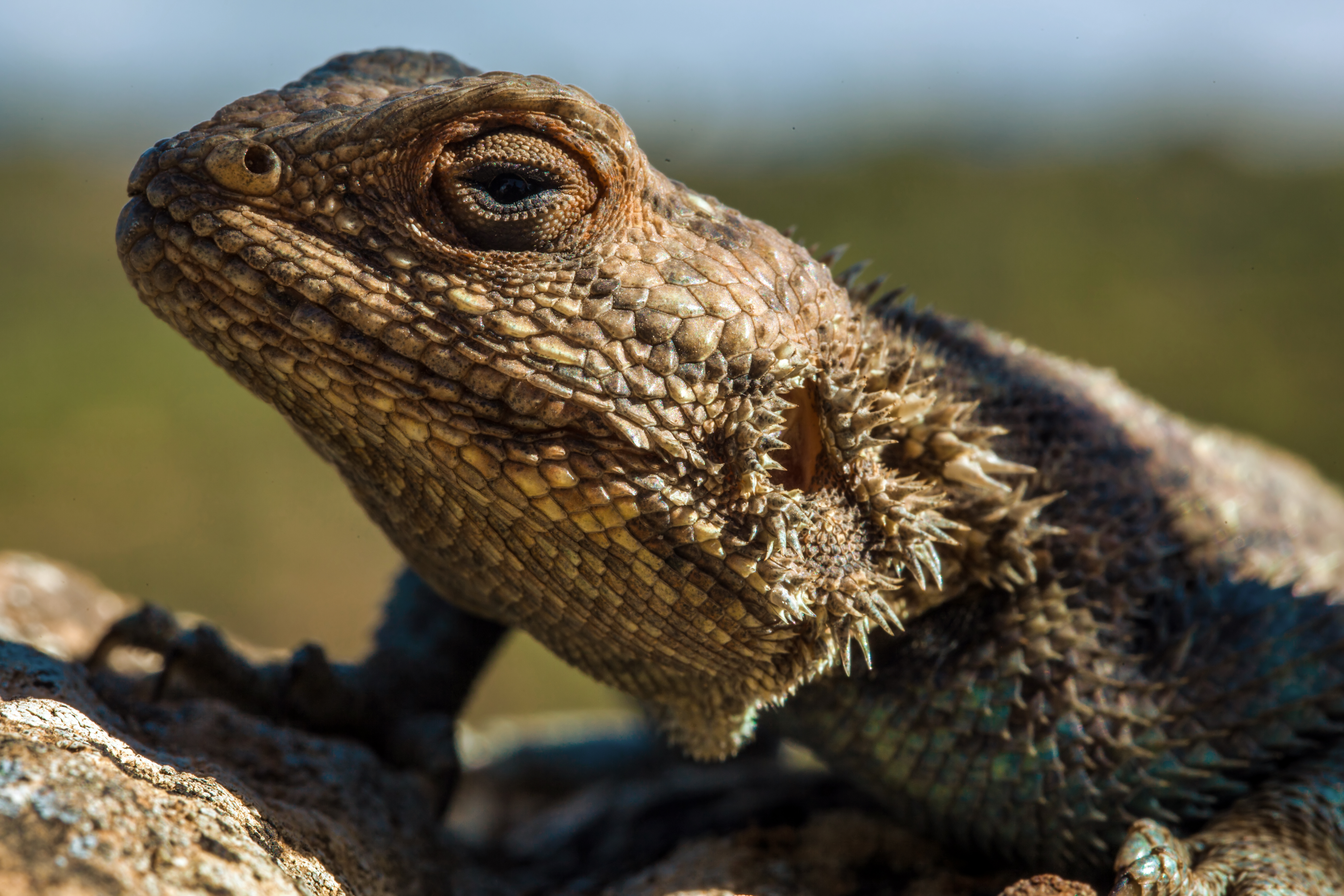
Agama impalearis.
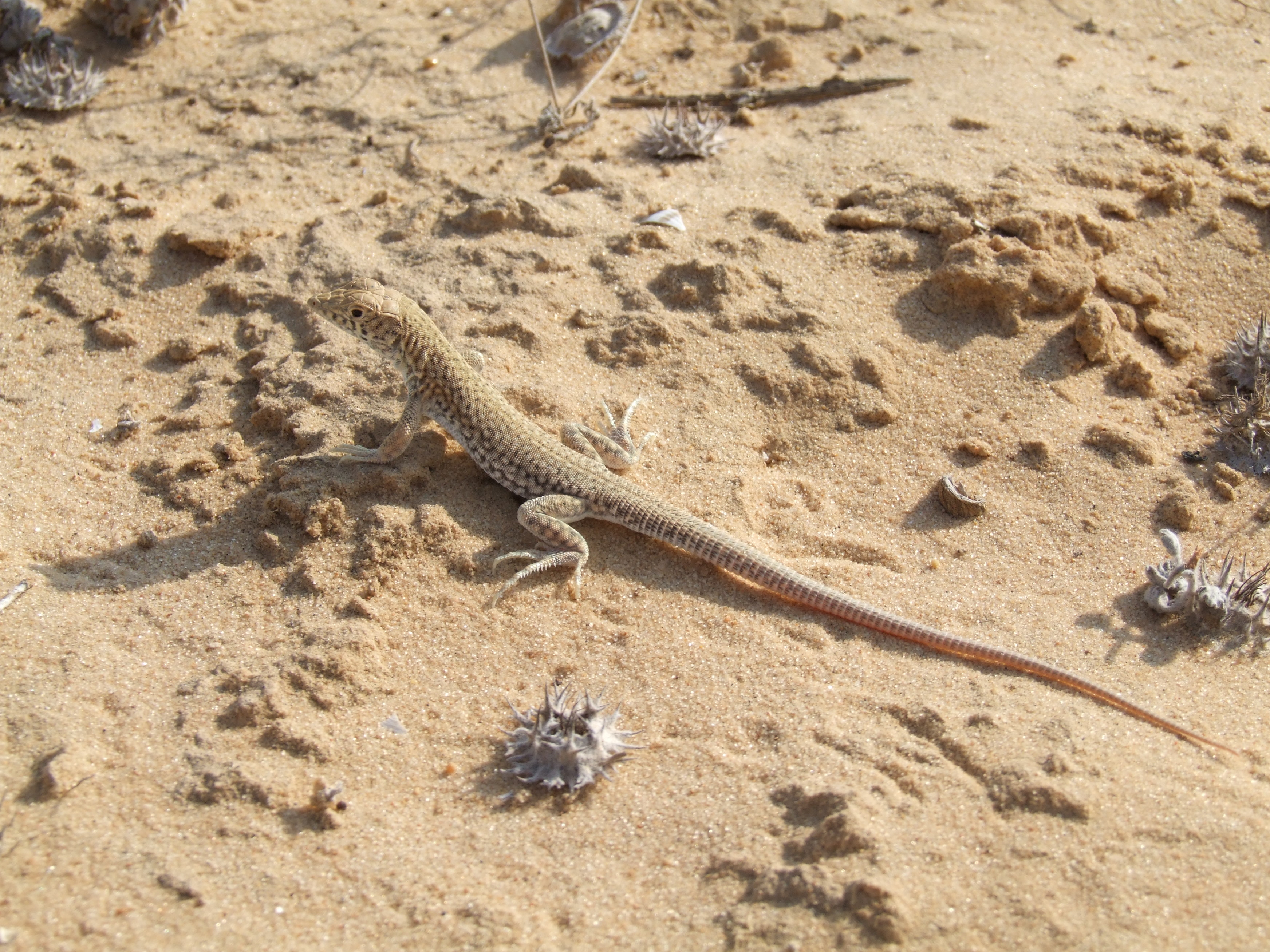
Acanthodactylus scutellatus.
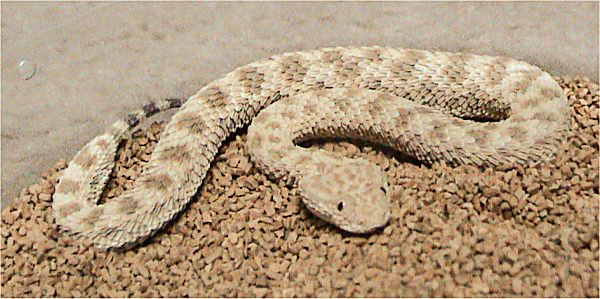
Cerastes vipera.
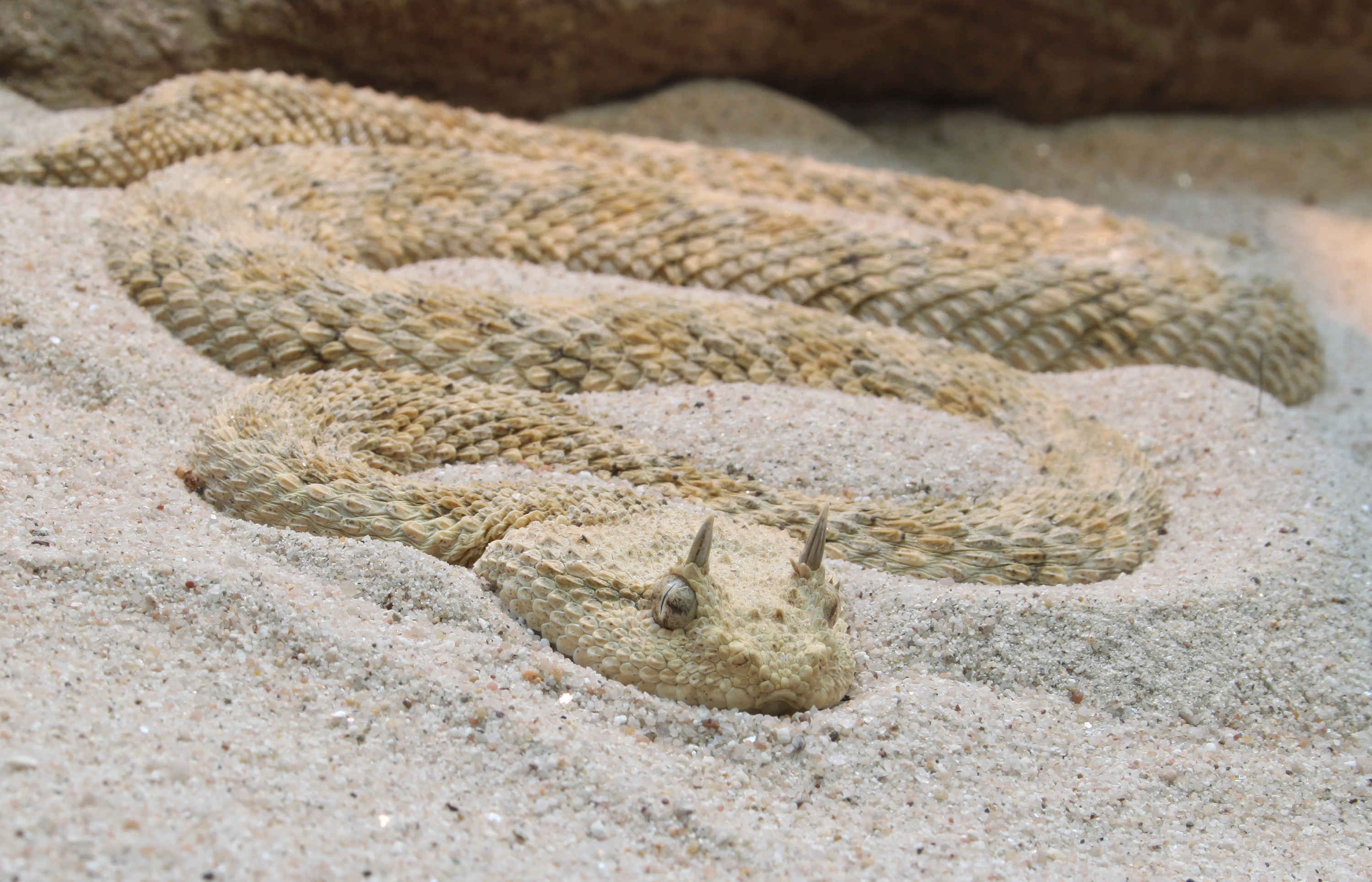
Cerastes cerastes.
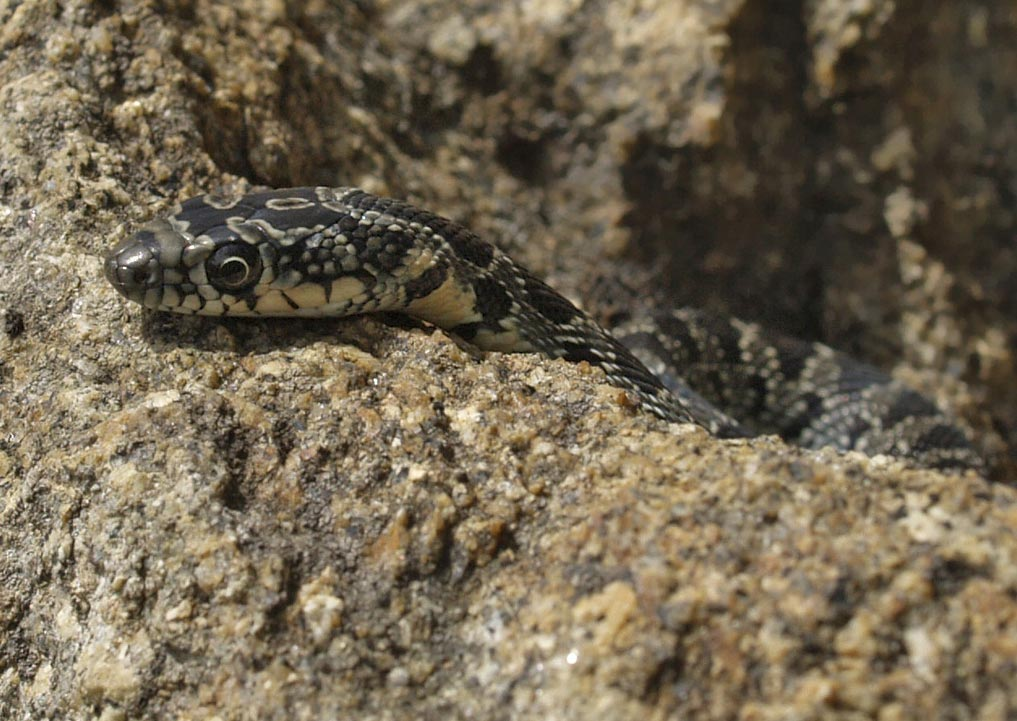
Hemorrhois hippocrepis.
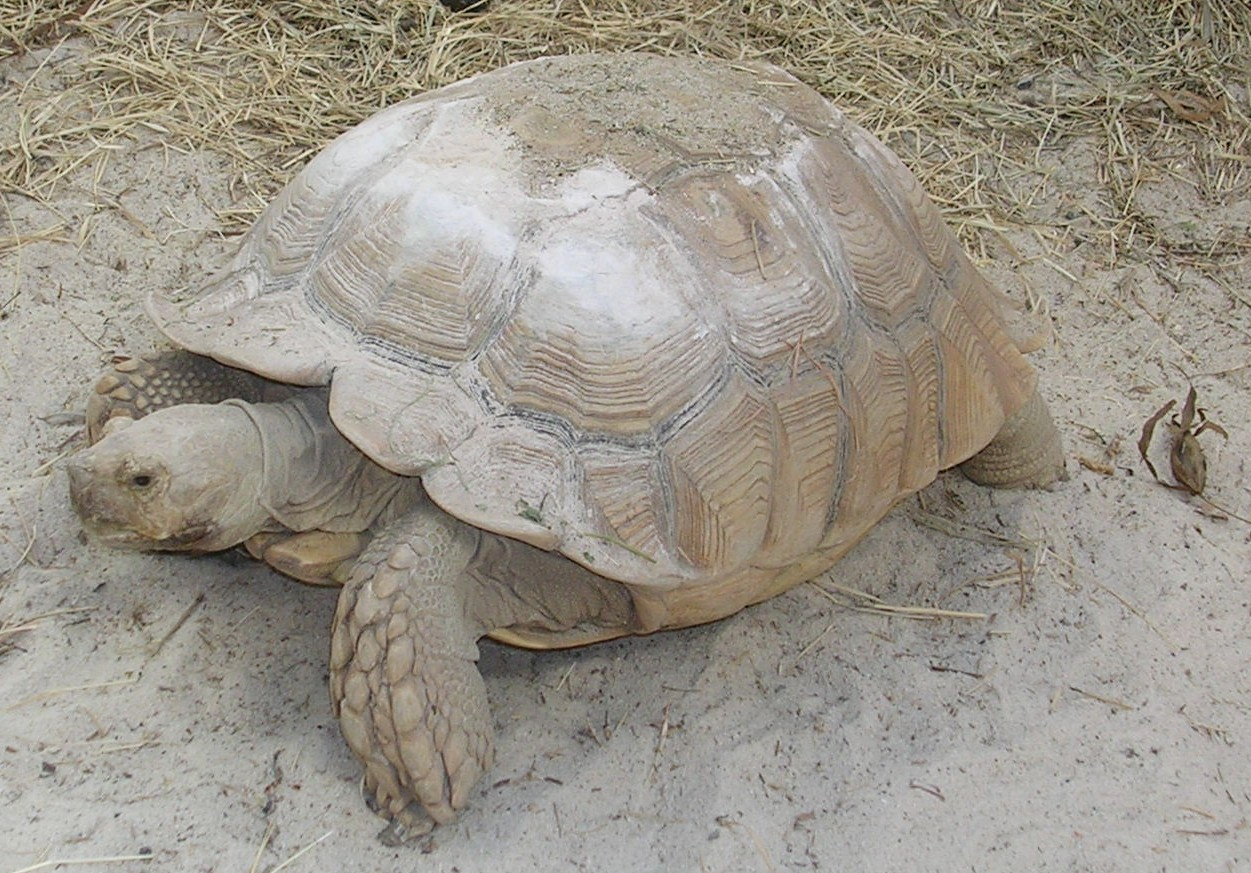
Tortue sillonnée.

La diversité aviaire du Hoggar reflète l’adaptation des oiseaux aux conditions désertiques et montagneuses de la région. Parmi les espèces les plus remarquables, on trouve la Buse féroce (Buteo rufinus), un rapace qui chasse principalement les petits mammifères et les oiseaux. Ce faucon est bien adapté à la vie dans les zones ouvertes et montagneuses du Hoggar, où il peut repérer ses proies depuis les airs. Le Vautour percnoptère (Neophron percnopterus), une espèce de vautour présente dans le Hoggar, se nourrit principalement de charognes. Il joue un rôle essentiel dans l'écosystème en nettoyant les carcasses d'animaux morts. Le Grand-duc ascalaphe (Bubo ascalaphus), un rapace nocturne, se trouve également dans les montagnes du Hoggar. Cet oiseau de proie, avec ses grandes ailes et son regard perçant, chasse principalement de petits mammifères et oiseaux, et ses grandes tailles lui permettent de se déplacer facilement dans les terrains rocheux. Le Chardonneret élégant (Carduelis carduelis), un petit passereau coloré, peut être observé dans les zones où la végétation est plus dense. Il se nourrit de graines et de plantes, et sa présence indique que des conditions favorables à la vie aviaire existent dans certaines parties du Hoggar. L'Alouette du désert (Ammomane isabelline), un passereau du désert, est également présent dans cette région. Adapté aux conditions arides, cet oiseau se nourrit de graines et d'insectes et est souvent vu dans les zones désertiques ouvertes du Hoggar.
Les oiseaux du Hoggar, comme de nombreux autres animaux de la région, illustrent la résilience de la vie face aux conditions extrêmes. Leur capacité à survivre et à prospérer dans un environnement aussi inhospitalier témoigne non seulement de leur adaptation, mais aussi de l'importance de protéger ces écosystèmes fragiles, véritables refuges pour la biodiversité dans un monde en constante évolution.

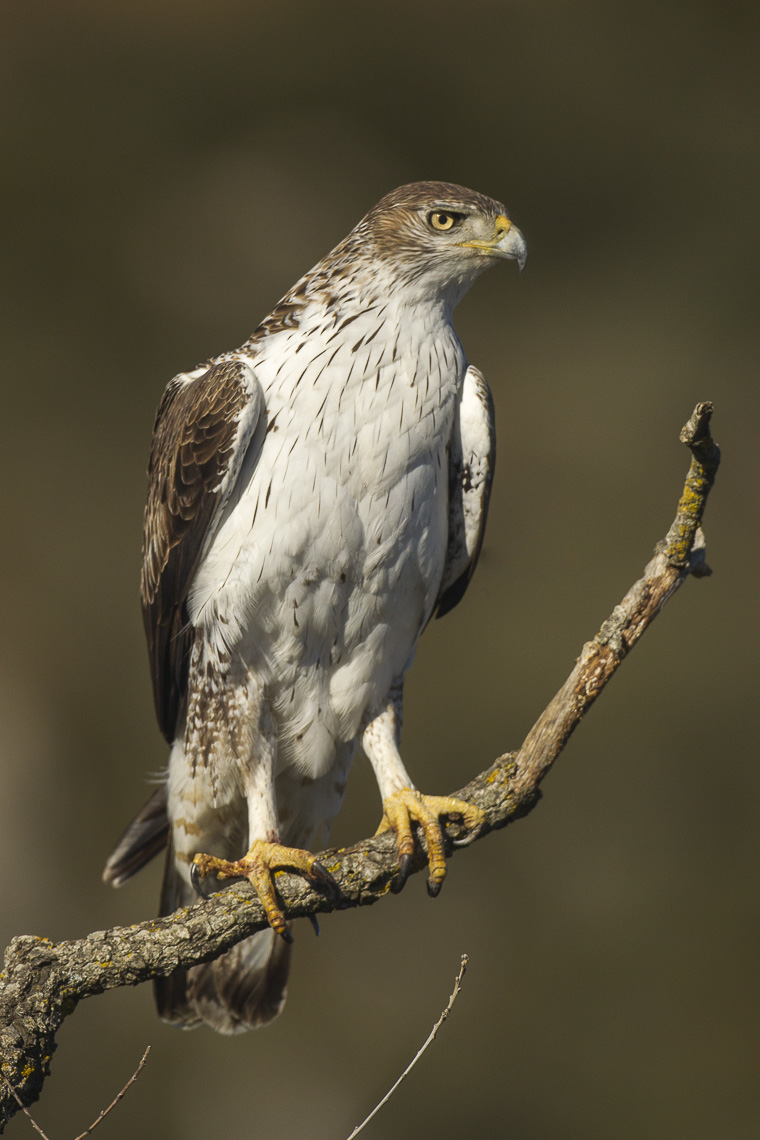
Aigle de Bonelli.
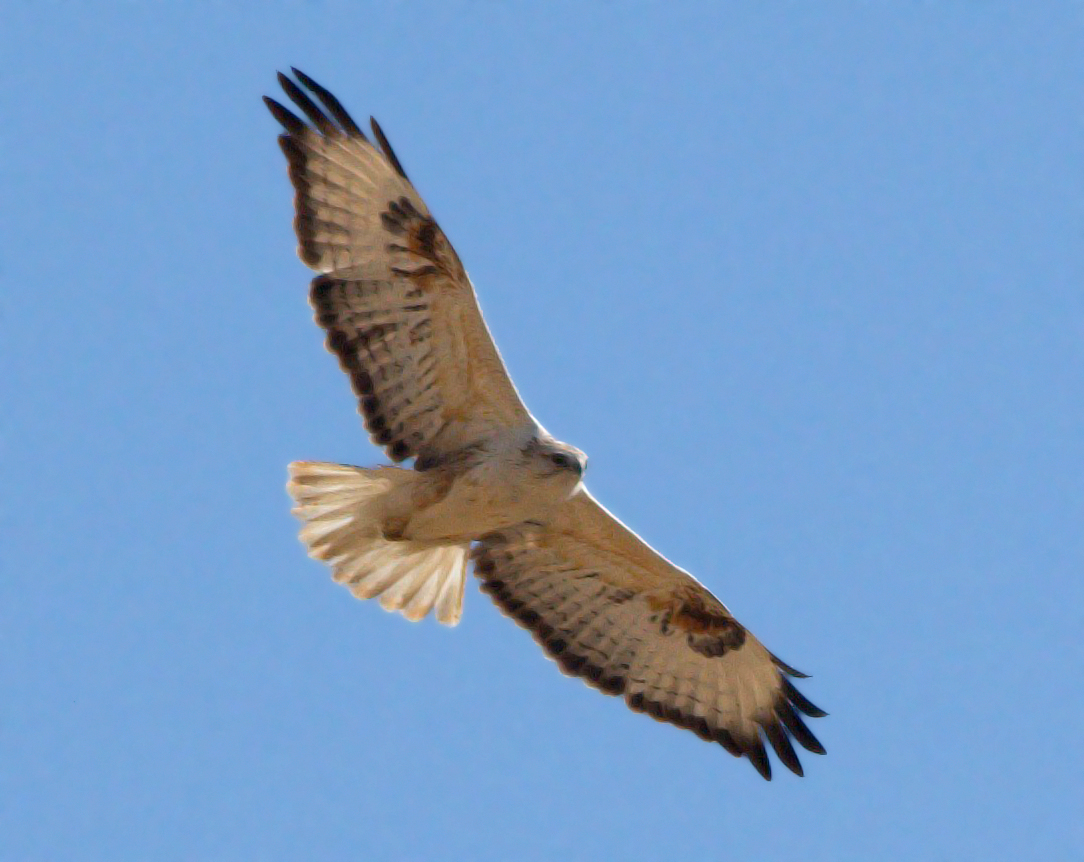
Buse féroce.
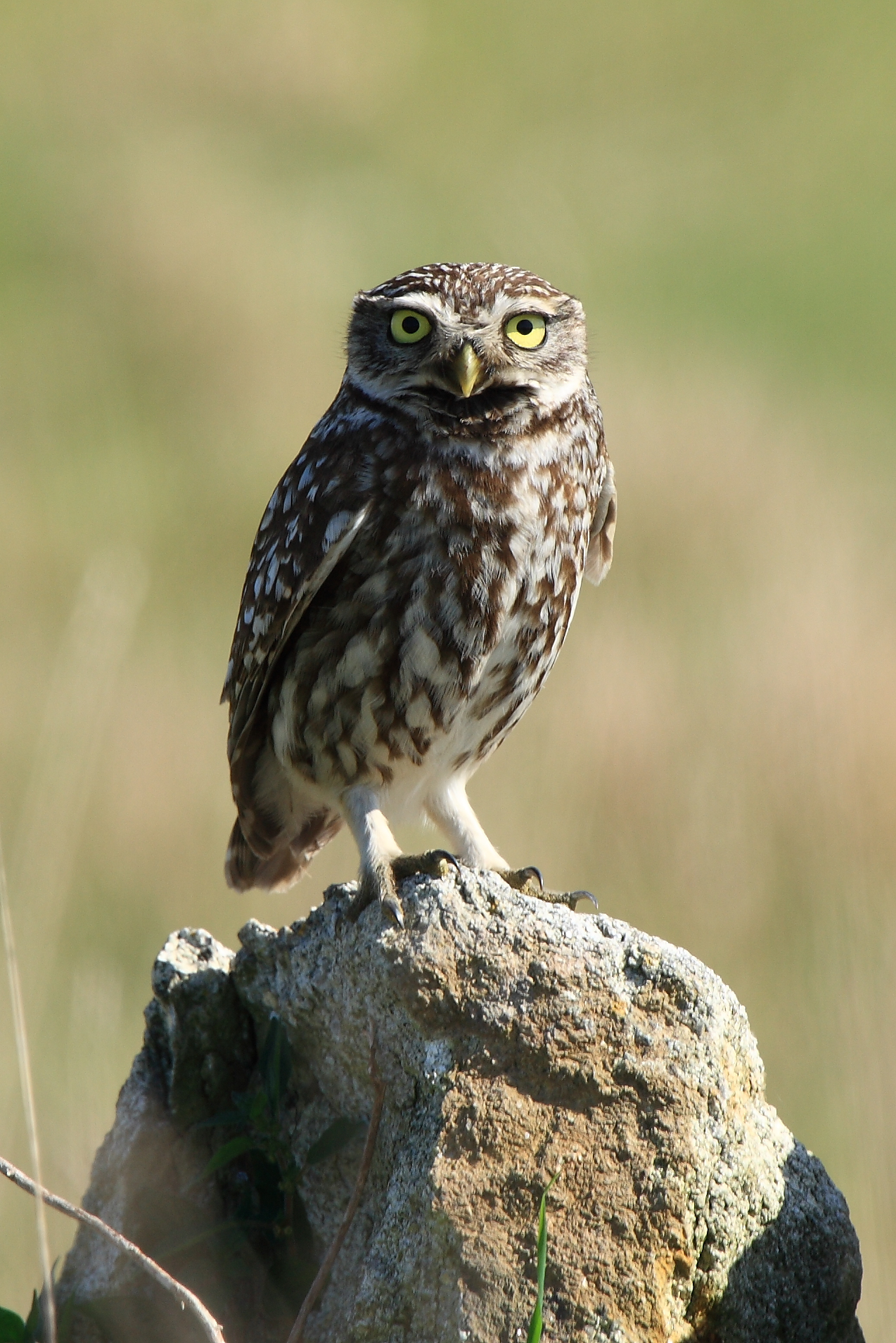
Chevêche d'Athéna.
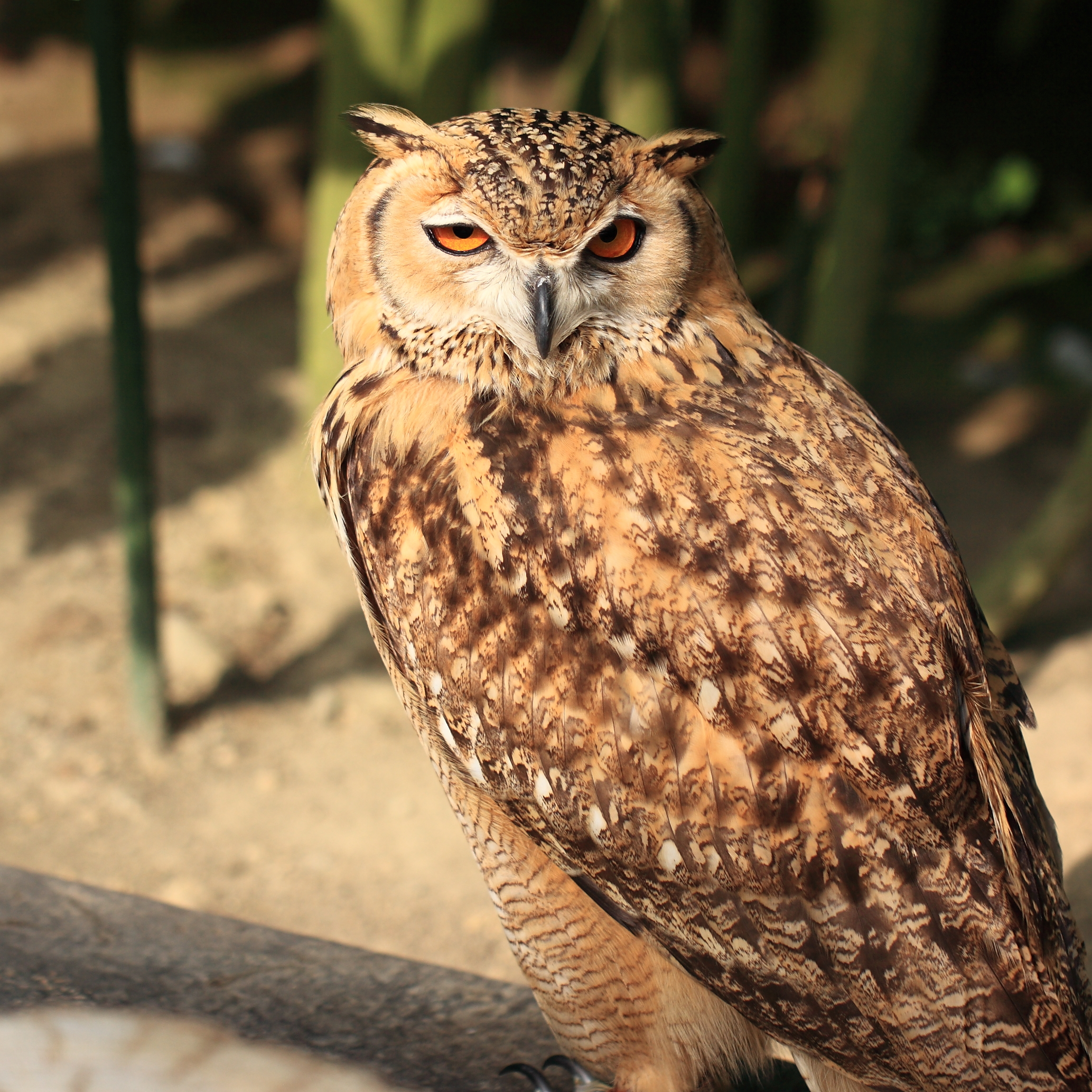
Grand-duc ascalaphe.
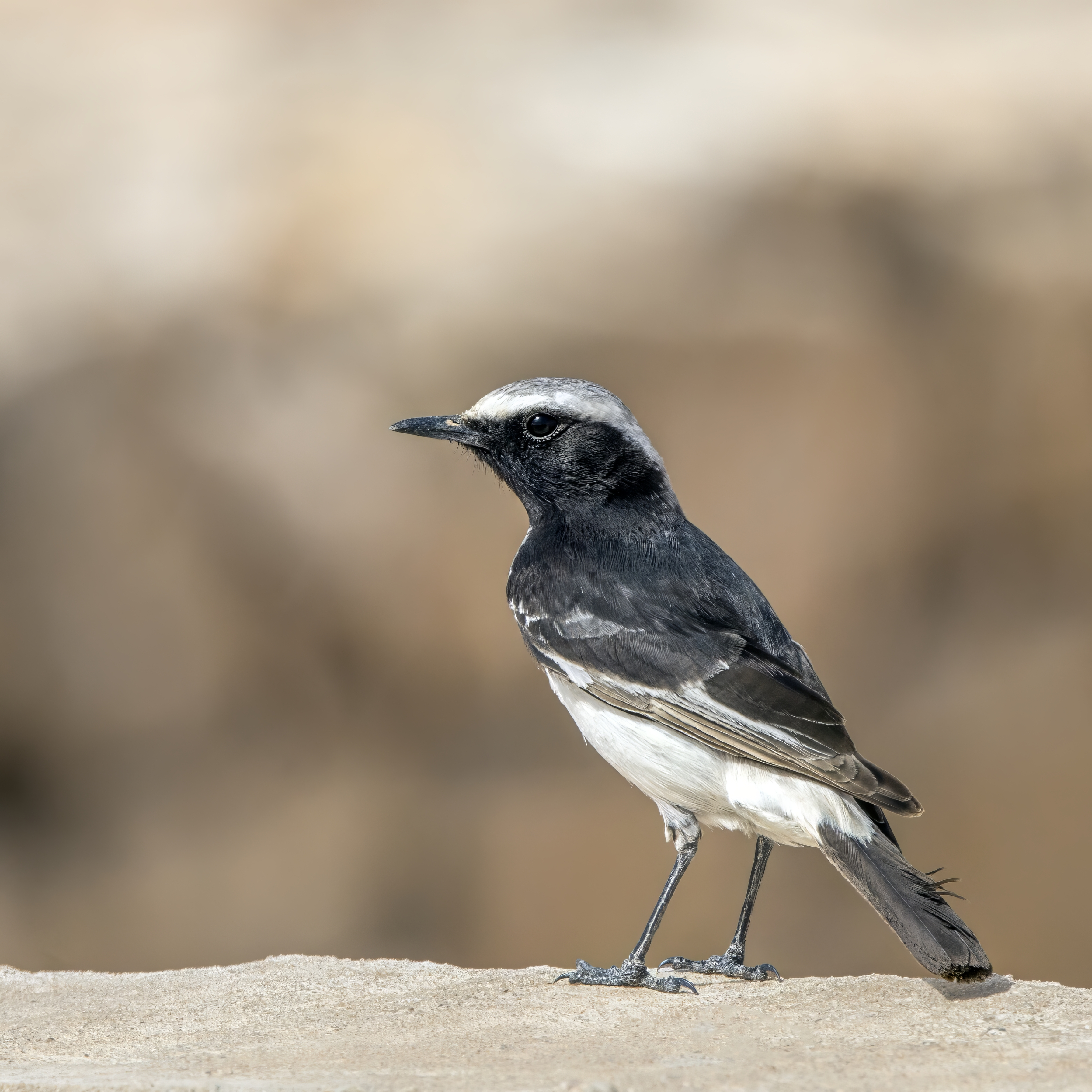
Traquet à tête blanche.
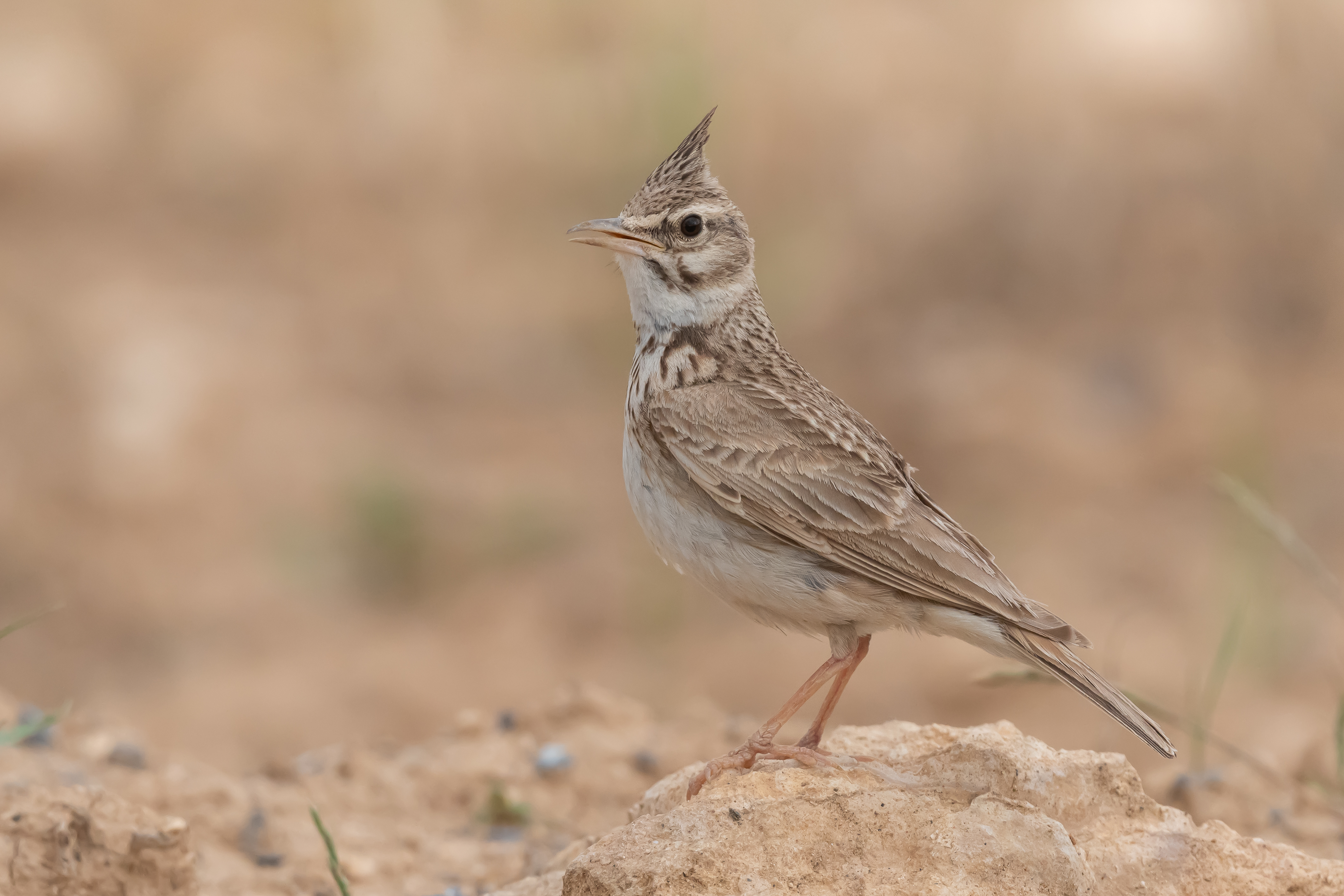
Cochevis huppé.
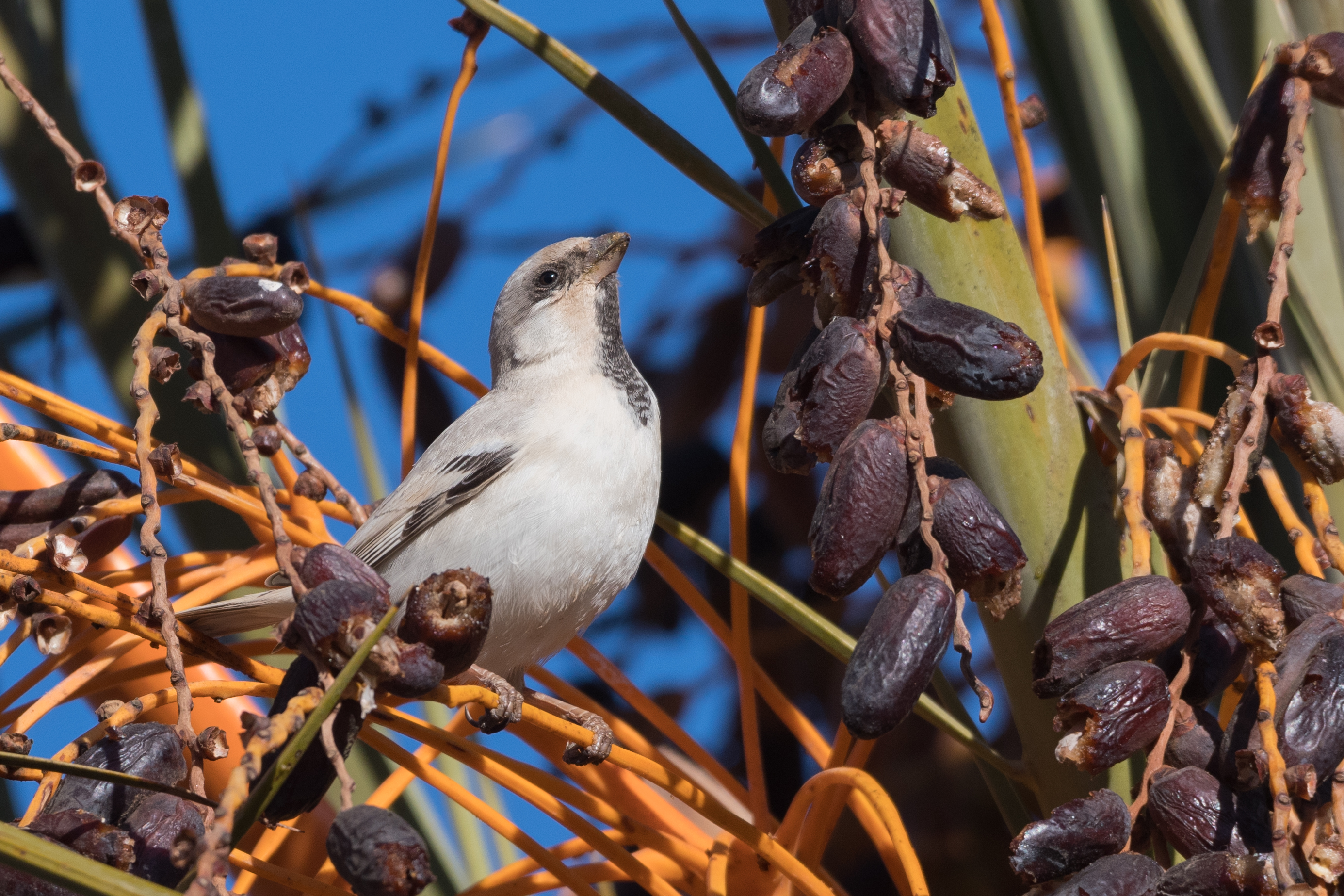
Moineau blanc.
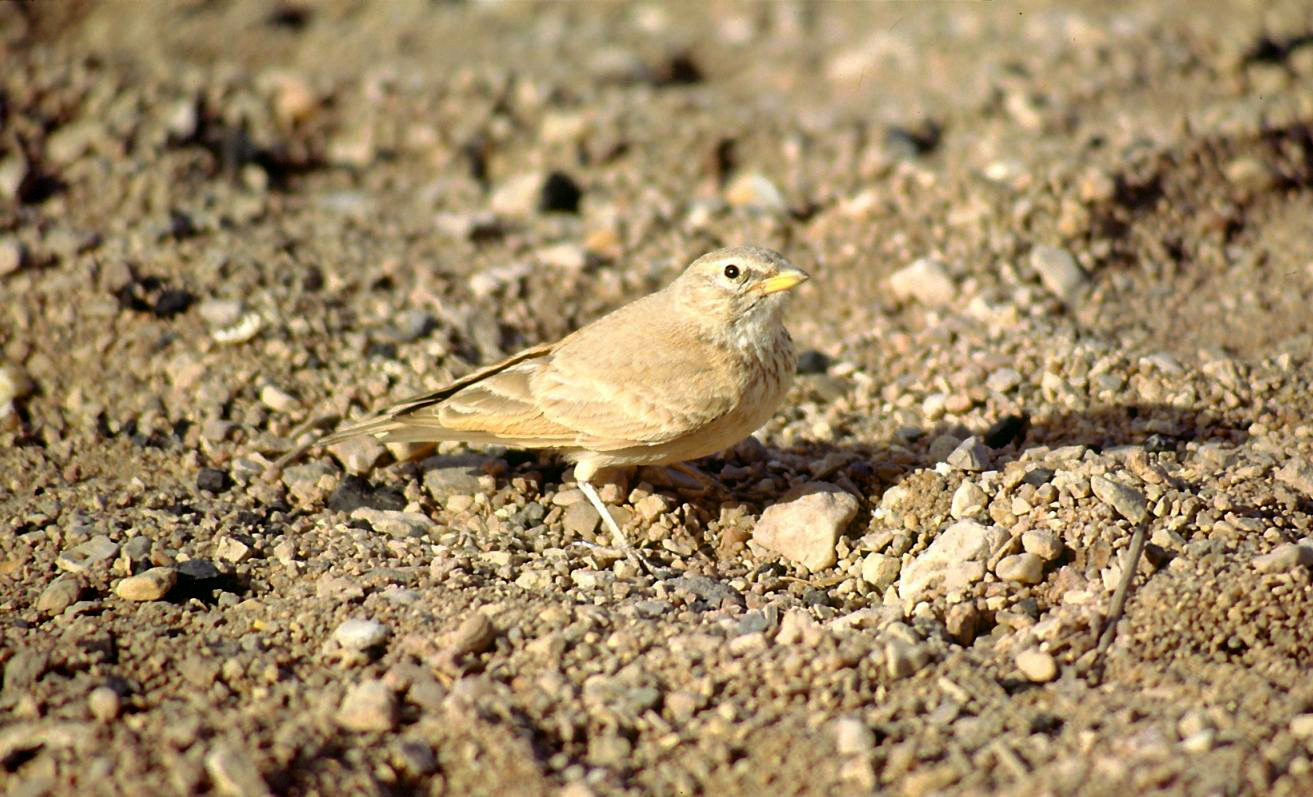
Ammomane isabelline.

Les insectes du Hoggar forment une part importante de la faune de la région, adaptée aux conditions désertiques rigoureuses. Parmi les insectes présents, on trouve des coléoptères, orthoptères et lépidoptères, chacun ayant des stratégies spécifiques pour survivre à la chaleur extrême et à la sécheresse.
Les scarabées, tels que Scarabeus sacer, jouent un rôle écologique crucial en tant que décomposeurs. Ces insectes contribuent au recyclage des matières organiques et à la formation de sols. Les fourmis et mouches font également partie de cette faune, participant activement à la dégradation de la matière organique. Les papillons (Vanessa cardui) et mouches des sables (Phlebotominae sp.) sont présents dans les zones plus végétalisées,, où ils se nourrissent de nectar et d'autres petites substances. Les sauterelles et grillons se rencontrent fréquemment dans les zones herbeuses ou rocheuses, jouant un rôle important dans la chaîne alimentaire locale. Les insectes du Hoggar se sont adaptés à des cycles de vie qui leur permettent de survivre aux conditions extrêmes du désert. Certaines espèces peuvent entrer en dormance pendant les périodes de chaleur intense, tandis que d'autres exploitent des ressources comme les racines ou les débris organiques. Leur diversité et leur rôle écologique en font des acteurs essentiels dans l'équilibre de cet écosystème désertique.

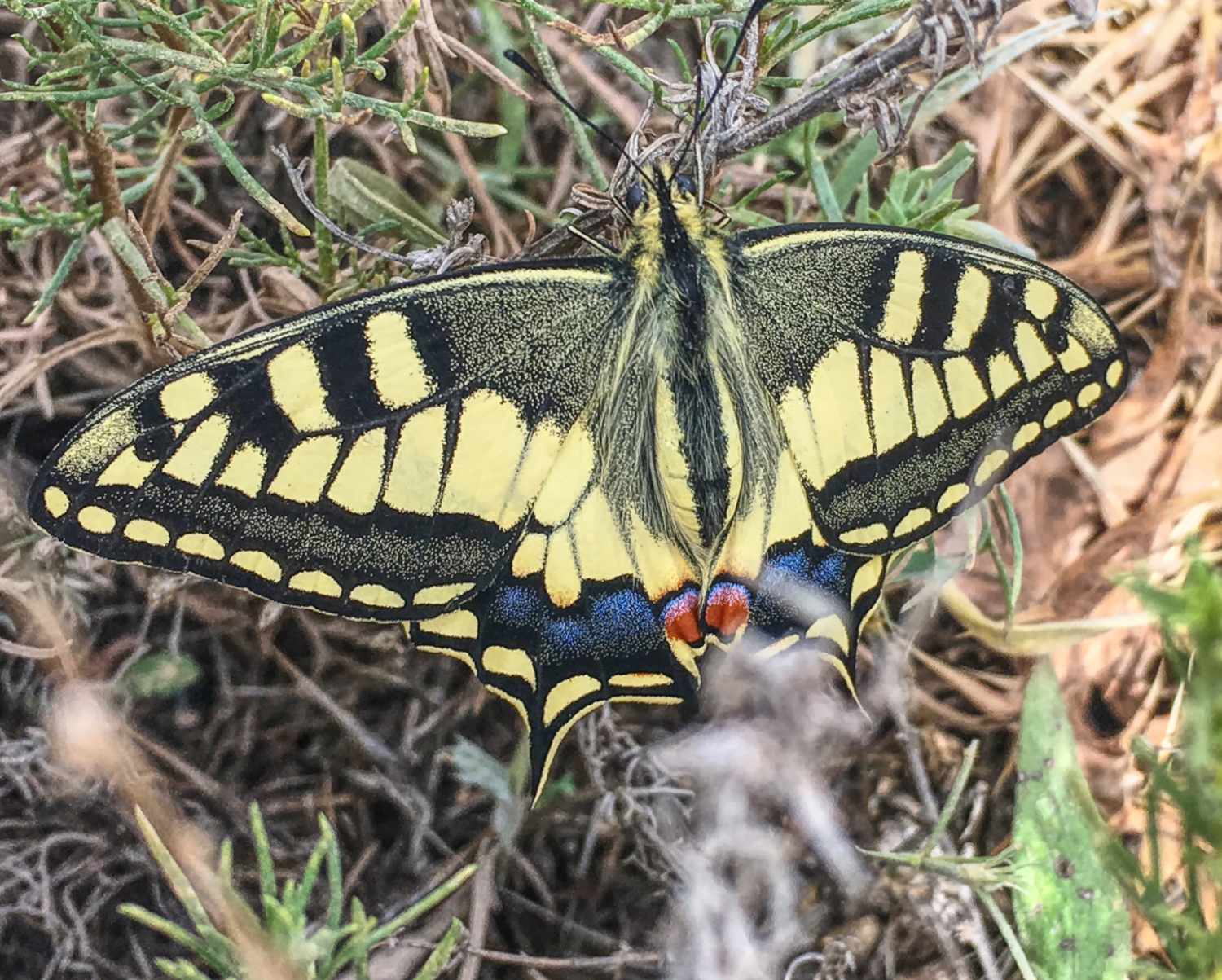
Porte-queue érémicole.
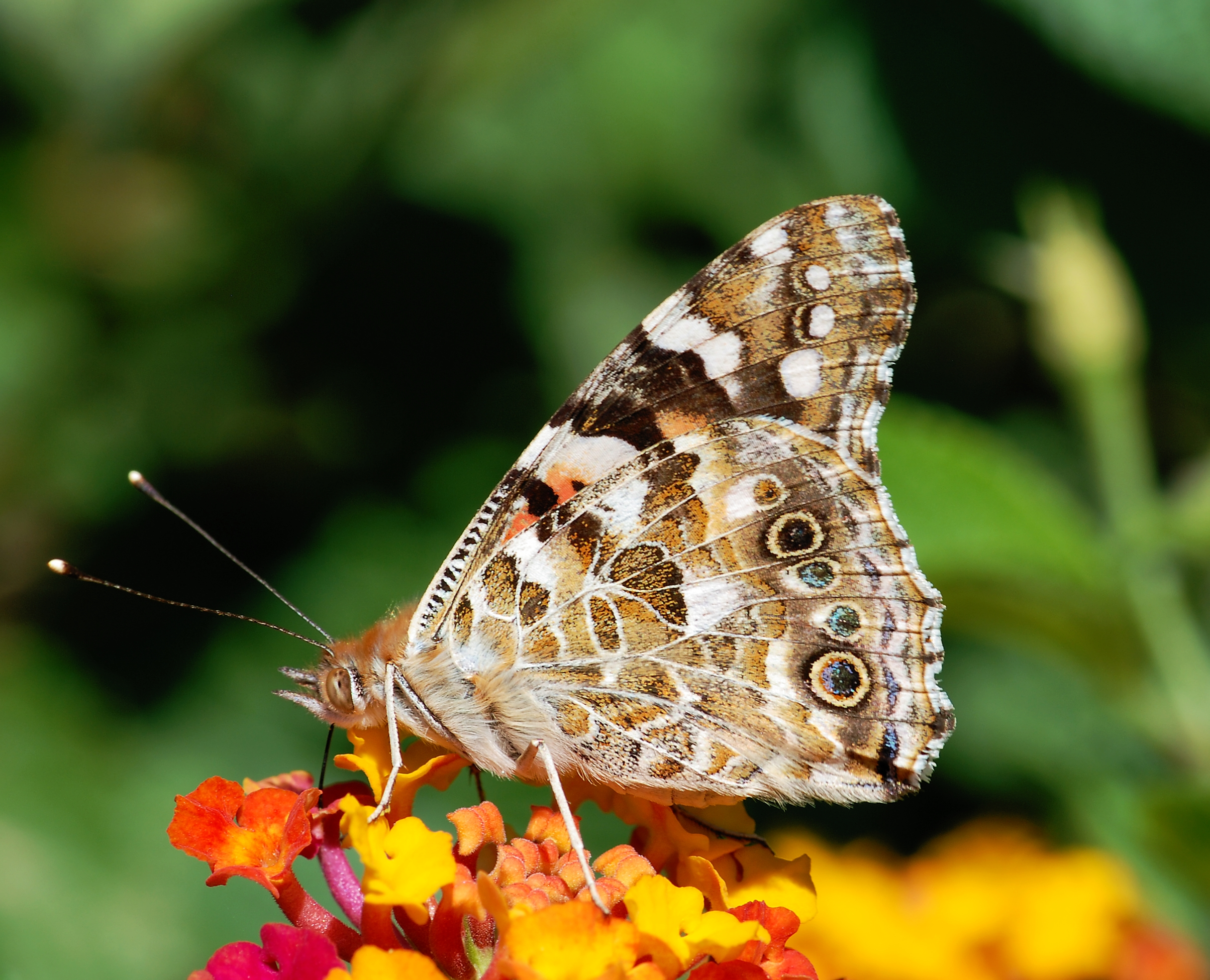
Belle-Dame.
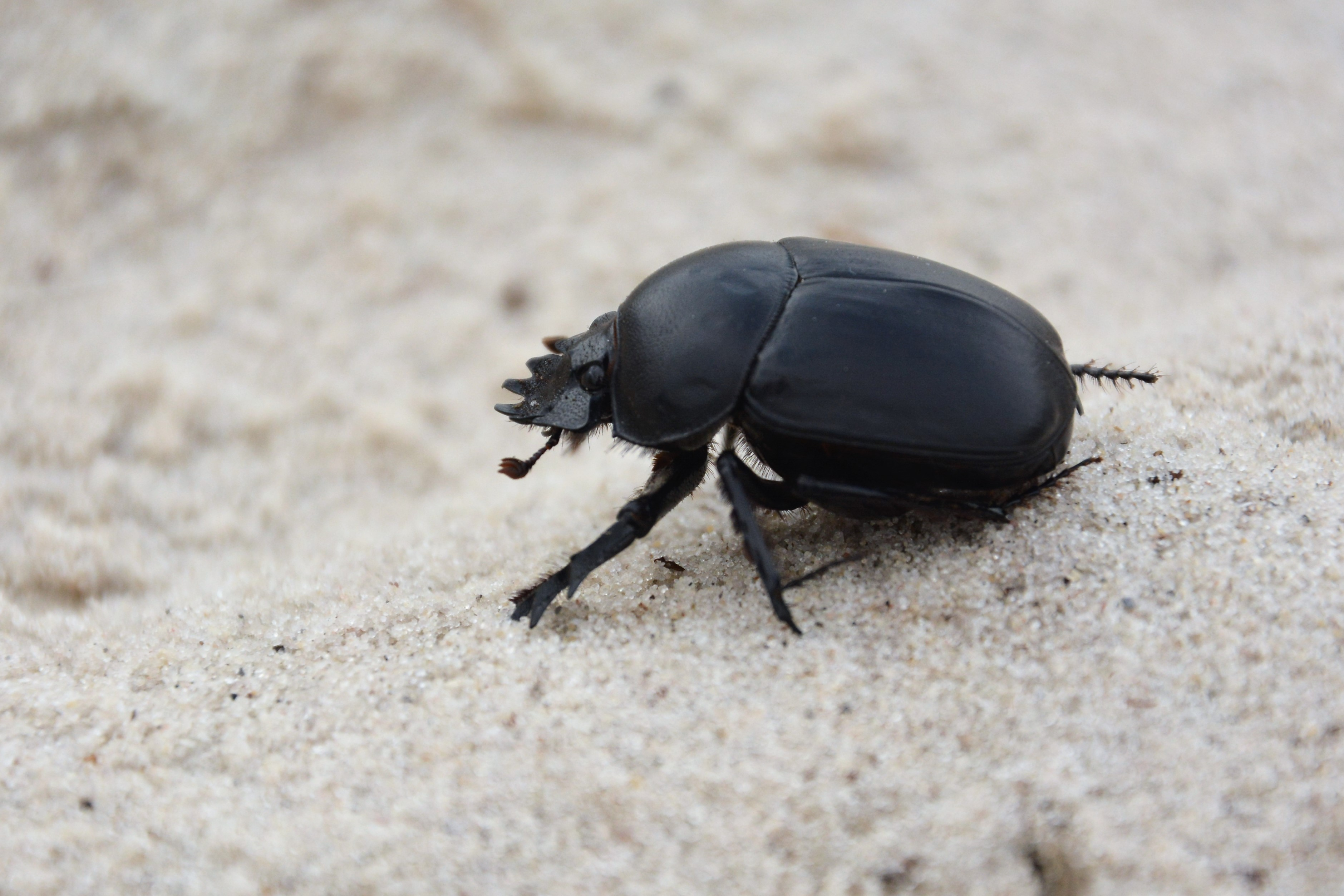
Bousier sacré.
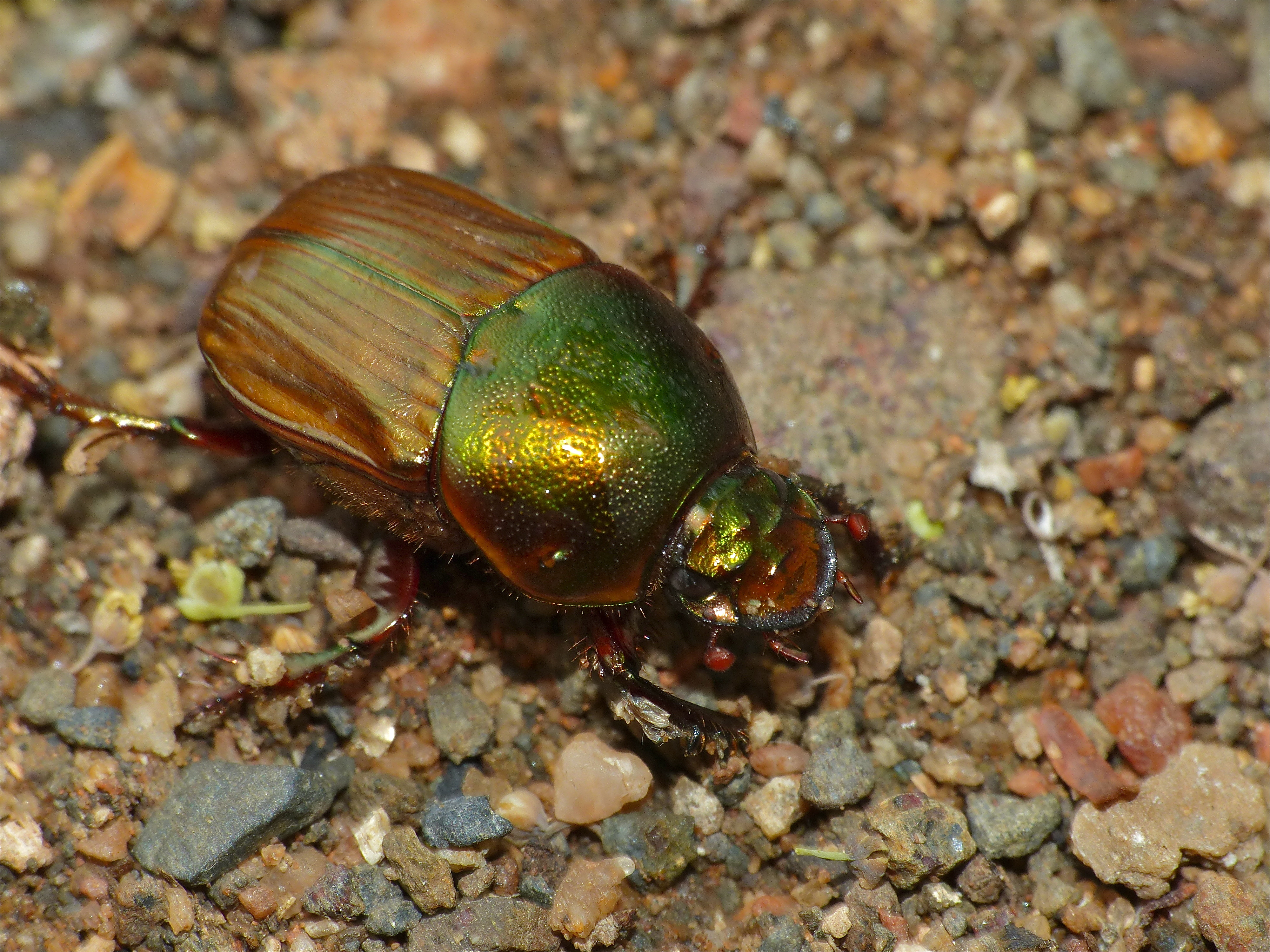
Onitis alexis.
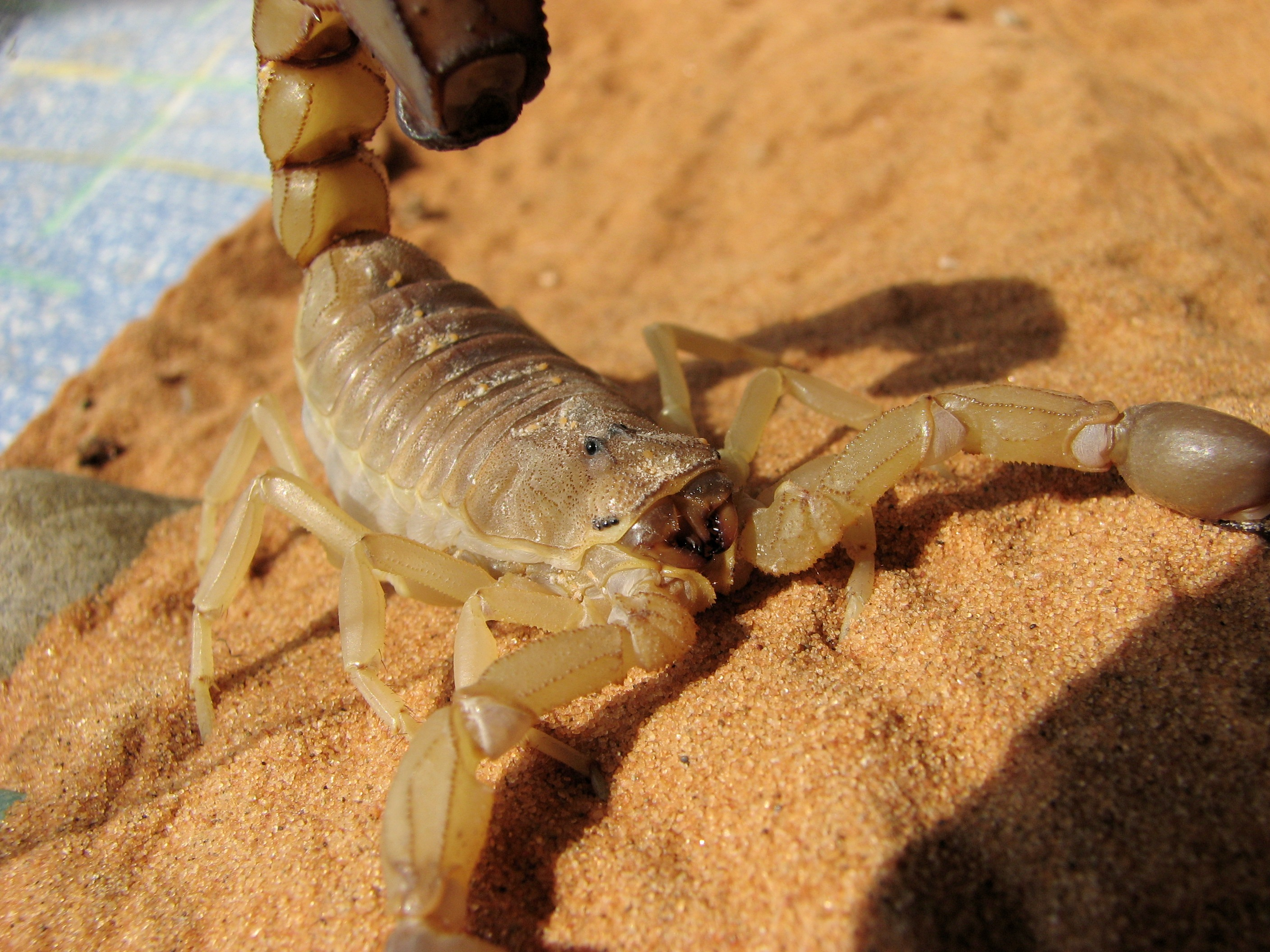
Androctonus australis.
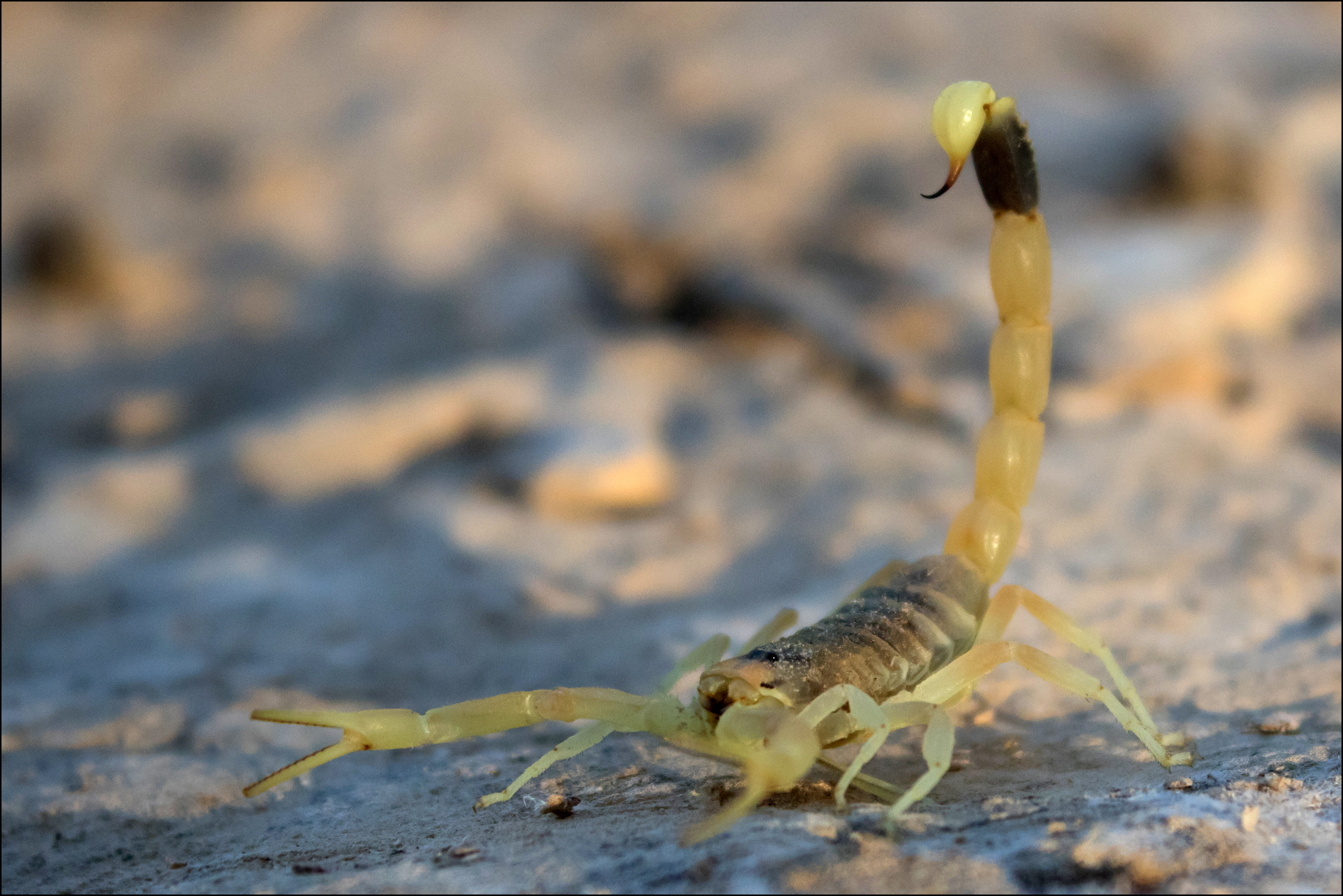
Leiurus quinquestriatus.
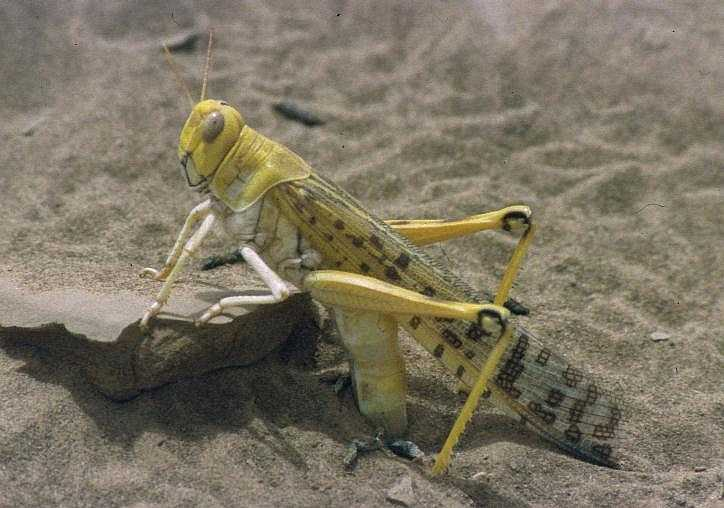
Criquet pèlerin.
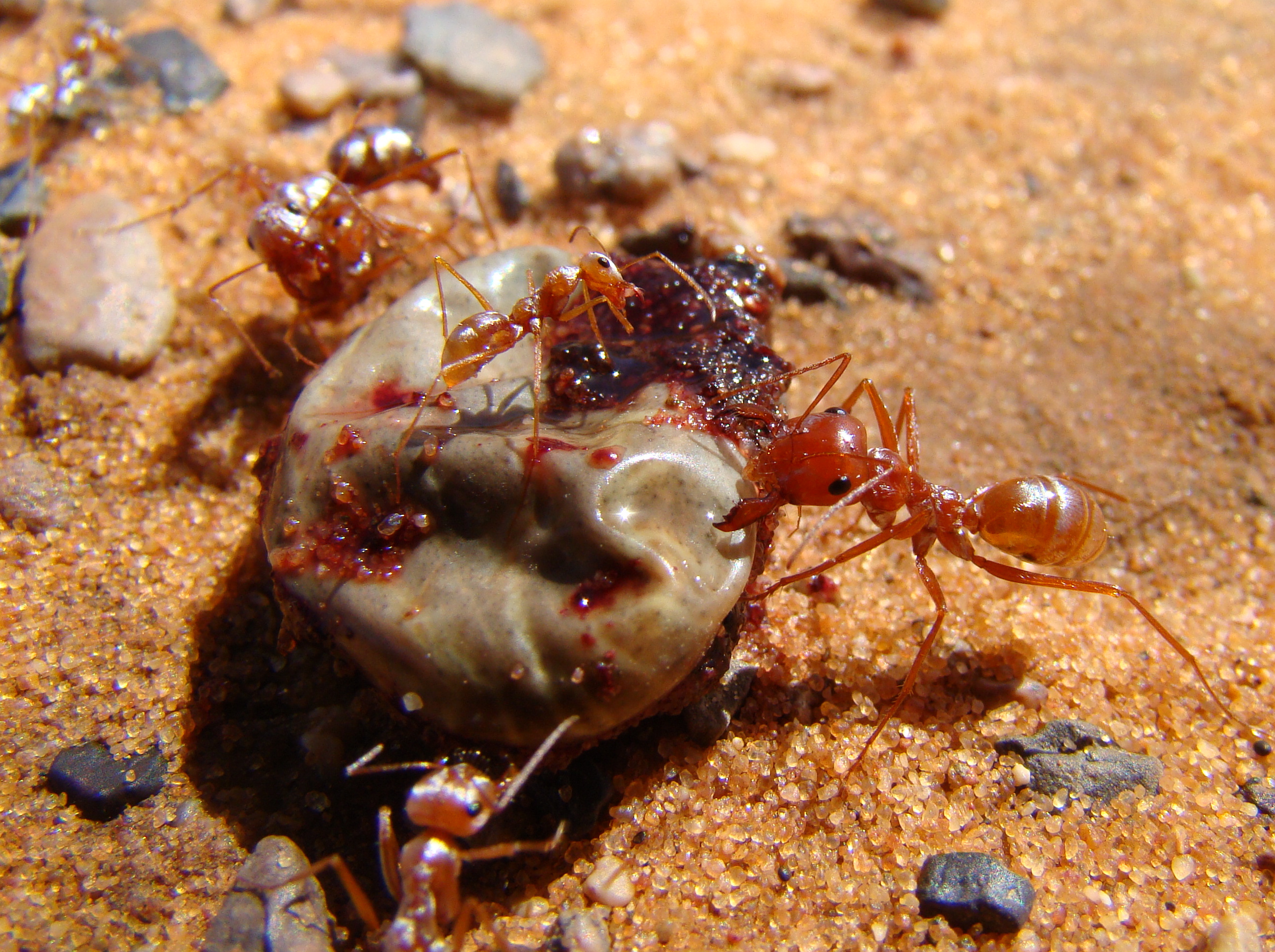
Cataglyphis bombycina.

Concernant la présence de la faune aquatique, celle-ci est limitée, principalement concentrée dans les rares points d'eau, tels que les oasis ou les rivières temporaires. Les poissons qui y vivent sont adaptés à ces environnements temporaires, souvent alimentés par les pluies saisonnières.
Les espèces rencontrées dans cette région incluent des Cyprinidés (comme les poissons-chats ou les gardons) et d'autres poissons d'eau douce, capables de survivre dans des eaux peu profondes et parfois stagnantes. Cependant, la diversité de la faune piscicole dans le Hoggar est relativement faible, en raison de l'aridité de la zone. Les poissons présents sont donc limités à ceux capables de tolérer des conditions de vie extrêmes, et leur présence dépend des fluctuations saisonnières de l'eau,.

### Population

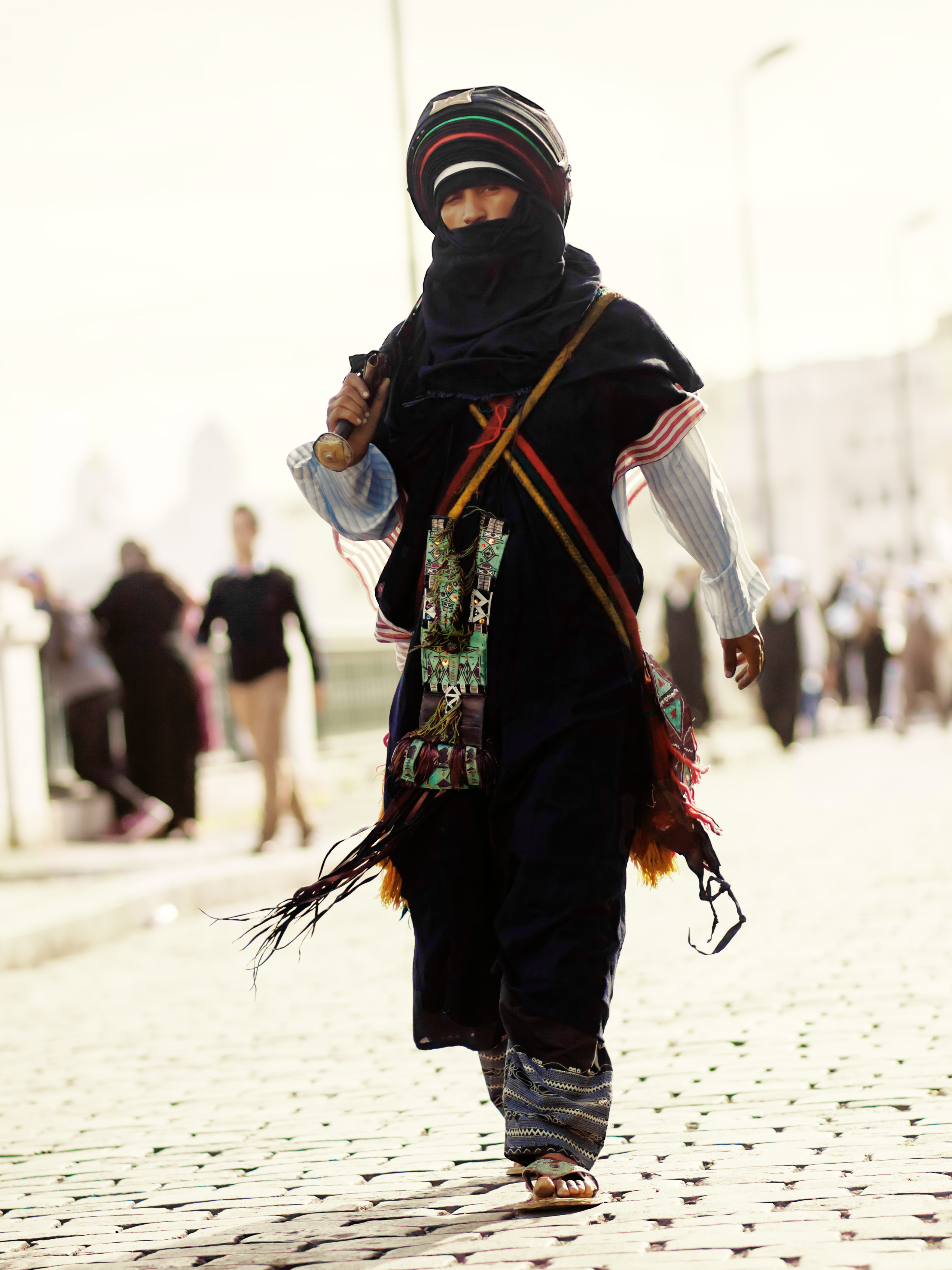
Touareg à Alger.

La région du Hoggar, située dans le sud de l'Algérie, est un massif montagneux dont l'inhospitalité du climat et la géographie complexe n'ont pas empêché l'installation de diverses communautés humaines. Parmi celles-ci, les Touaregs, peuple berbère nomade ou semi-nomade, constituent la majorité de la population. Ils occupent cette zone depuis des siècles et ont su adapter leur mode de vie aux défis posés par l'environnement désertique. Traditionnellement éleveurs de dromadaires, chèvres et moutons, les Touaregs sont des maîtres dans l'art de gérer l'eau et de survivre dans des conditions extrêmes. Leur culture est profondément marquée par le nomadisme, bien qu’une sédentarisation progressive ait eu lieu ces dernières décennies.
Les Touaregs parlent majoritairement le Tamasheq, et leur tenue traditionnelle, notamment les turbans et tuniques longues, est spécialement conçue pour les protéger du soleil ardent et du sable. Leur savoir-faire et leurs connaissances du désert, qui se transmettent de génération en génération, constituent un atout précieux dans ce milieu difficile.
Le Hoggar est une région qui regroupe plusieurs petites localités, réparties autour de quelques oasis et zones de commerce. Tamanrasset, la plus grande ville de la région, constitue son centre administratif et économique avec environ 150 000 habitants. Mais le Hoggar compte également d’autres localités comme In Salah, In Guezzam, et Abalessa, où vivent des populations plus petites, souvent rassemblées autour de points d’eau ou de routes commerciales reliant la région aux autres parties de l’Algérie et au reste de l'Afrique du Nord.
L'économie du Hoggar repose principalement sur l'agriculture, l’élevage, et le commerce. Cependant, les conditions climatiques extrêmes rendent l’agriculture difficile, et seule une petite portion de la population s'y consacre. L’élevage, notamment celui des dromadaires, reste la principale source de subsistance. Le commerce, bien que traditionnellement basé sur les caravanes et l'échange de biens comme les dattes et les produits artisanaux, est aussi un pilier de l’économie locale. Enfin, le tourisme, bien qu’encore marginal, génère des revenus grâce aux sites naturels comme le parc culturel de l'Ahaggar et les montagnes du Tahat.
Tamanrasset, avec ses 150 000 habitants, est la ville la plus peuplée du Hoggar. Cependant, l’ensemble de la région, y compris ses petites localités, abrite une population totale estimée à environ 200 000 personnes. Si la majorité de la population vit dans les zones urbaines et semi-urbaines proches des oasis, certaines communautés plus reculées continuent de pratiquer un mode de vie semi-nomade, se déplaçant selon les saisons et les besoins liés à l'élevage, .
Le Hoggar est aussi riche en histoire. Des vestiges archéologiques, comme les pétroglyphes et peintures rupestres, rappellent que cette région a été habitée depuis des millénaires. Ces traces anciennes témoignent d’une civilisation déjà développée bien avant l’ère actuelle. Les Touaregs du Hoggar se considèrent comme les héritiers de ces anciens peuples et attachent une grande importance à la préservation de leur patrimoine culturel. Des sites comme Assekrem et Abalessa, où Charles de Foucauld a vécu au début du XXe siècle, sont non seulement des témoins de cette histoire, mais aussi des lieux de mémoire importants pour les habitants et les visiteurs.

## Histoire

### Préhistoire

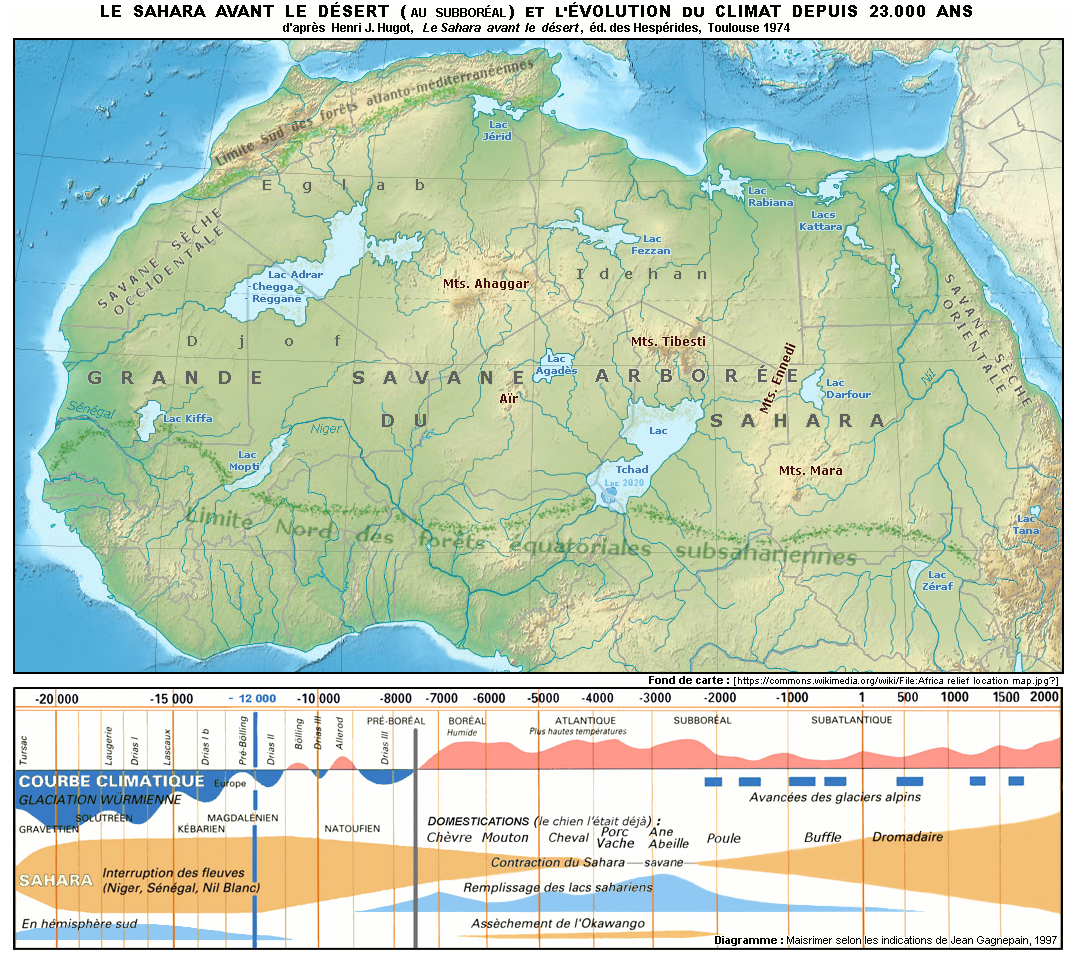
Le « Sahara vert » pendant la période de l'optimum climatique de l'Holocène.

La région du Hoggar, située dans le sud de l'Algérie, possède une richesse archéologique qui témoigne d’une occupation humaine remontant à plusieurs milliers d’années. À l’époque préhistorique, le Sahara, dont fait partie le Hoggar, n’était pas le désert aride que l’on connaît aujourd’hui, mais une vaste région verdoyante et humide. Entre 10 000 et 12 000 ans avant notre ère, le climat saharien était bien plus clément, avec des lacs, des rivières et une végétation abondante, favorisant la prolifération d’une faune variée, incluant des éléphants, des rhinocéros, des hippopotames, des girafes, des gazelles et d’autres espèces qui ont prospéré dans ces conditions. Ce climat favorable a permis l’installation de groupes humains, principalement des chasseurs-cueilleurs, qui se sont adaptés à cet environnement riche en ressources naturelles,.
Au début de l’Holocène, une période marquée par une stabilité climatique relative, le Sahara était un véritable havre de vie. Les températures étaient plus fraîches qu’aujourd’hui, et les précipitations, plus régulières, permettaient le développement d’un réseau complexe de lacs et de rivières dans toute la région. Les bassins fluviaux, comme celui du Lac Tchad, s’étendaient bien plus loin, et la végétation couvrait une grande partie du territoire saharien, soutenant une faune variée. Les groupes humains vivant dans la région bénéficiaient de cet environnement propice à la chasse, à la pêche et à la cueillette. Les peintures rupestres retrouvées dans le massif du tassili n'Ajjer, tout près du Hoggar, offrent un aperçu précieux de cette époque. Elles représentent des scènes de chasse, des animaux sauvages comme des girafes, des zèbres, des buffles et des gazelles, mais aussi des êtres humains stylisés, témoignant d'une vie quotidienne centrée autour des ressources naturelles abondantes.
L’art rupestre de cette période est d'une grande diversité et complexité,. Au-delà des scènes de chasse, il illustre également des pratiques rituelles et symboliques, suggérant une culture riche et structurée. Ces œuvres montrent une profonde connexion avec la nature et la faune environnantes, et témoignent des croyances et des valeurs des sociétés humaines de l’époque. L'art rupestre du Hoggar et du tassili n'Ajjer fait partie des plus anciennes et des plus importantes expressions artistiques du paléolithique, et il demeure une clé pour comprendre les sociétés anciennes qui ont peuplé cette région.
Cependant, à partir de 6000 avant J.-C., le climat de la région a progressivement changé,. Le Sahara, autrefois une terre fertile, a commencé à se dessécher et à se réchauffer, marquant le début d’une transformation qui allait durer plusieurs millénaires. La diminution des précipitations et l’augmentation des températures ont entraîné la disparition des lacs et la réduction de la végétation. Les vastes étendues de savane ont fait place à un désert de plus en plus étendu. Ce phénomène de désertification a profondément bouleversé les conditions de vie des populations humaines du Sahara. Les groupes humains ont dû faire face à des conditions de plus en plus difficiles, obligeant certains à se déplacer vers des zones plus au sud, comme le Sahel, où les conditions étaient encore relativement propices,.
Face à ce changement climatique, les sociétés humaines du Hoggar ont dû adapter leurs modes de vie. La chasse, bien que toujours pratiquée, a été accompagnée d’une évolution des techniques et de l’adoption progressive de l’élevage, bien que cela ne devienne véritablement significatif que dans les périodes suivantes. Les fouilles archéologiques ont révélé de nombreux outils en pierre taillée, tels que des haches, des grattoirs et des pointes de projectiles, qui témoignent de l’ingéniosité de ces sociétés et de leur capacité à utiliser leur environnement de manière optimale pour répondre à leurs besoins. L’évolution de ces techniques sur plusieurs millénaires montre également une capacité d’adaptation face aux transformations environnementales.

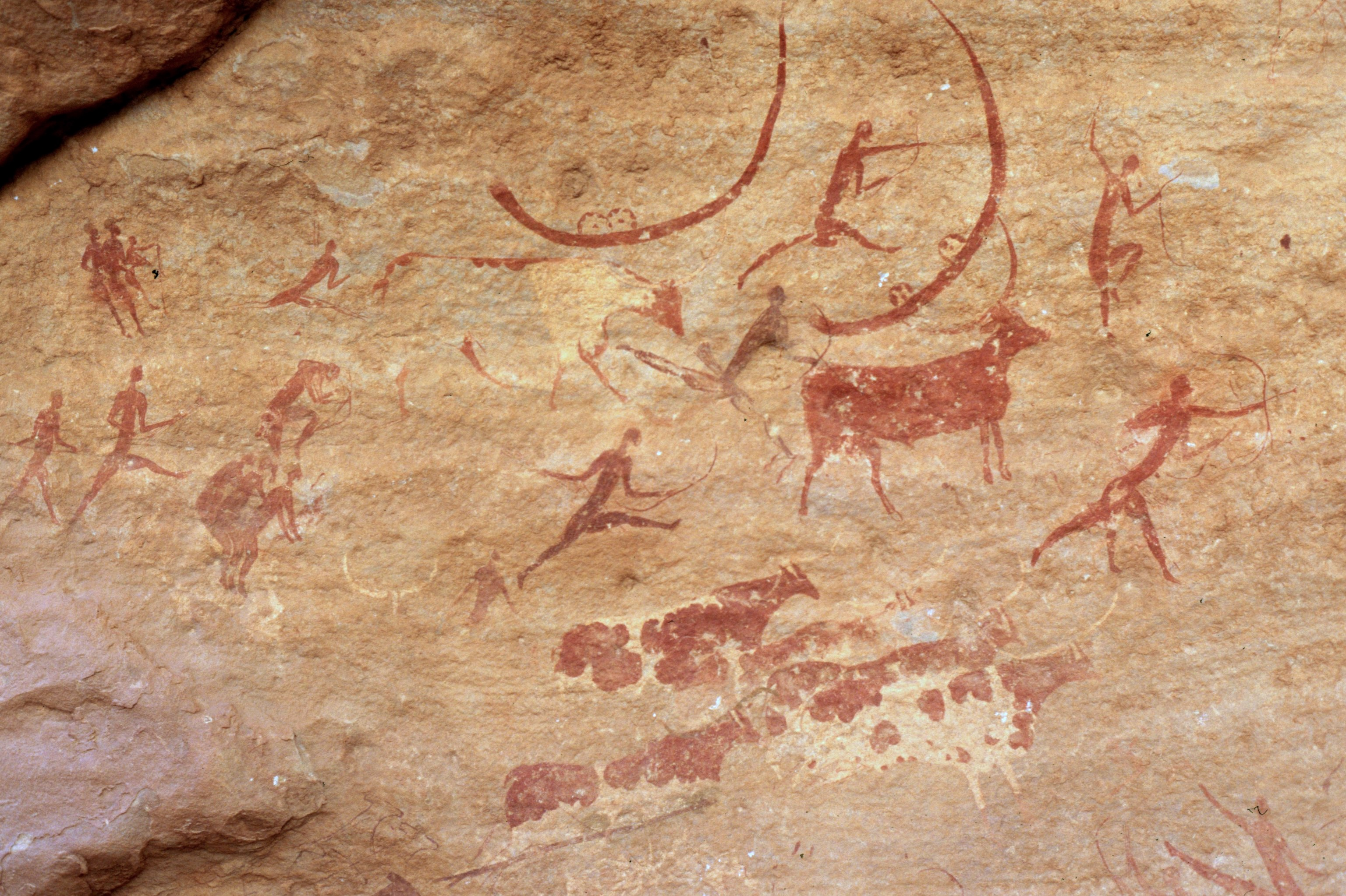
Peintures rupestres du tassili n'Ajjer.
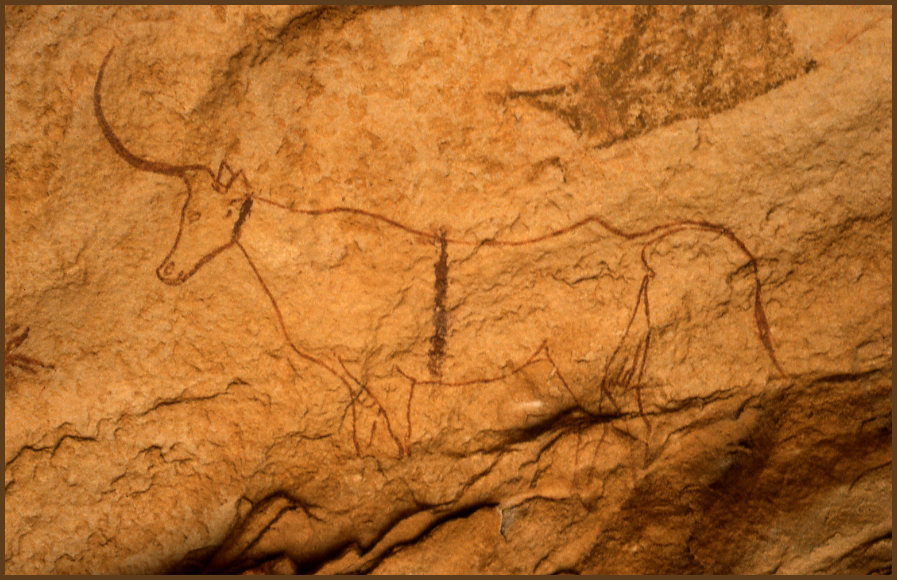
Peintures rupestres de Jabbaren dans le tassili n'Ajjer, Algérie.
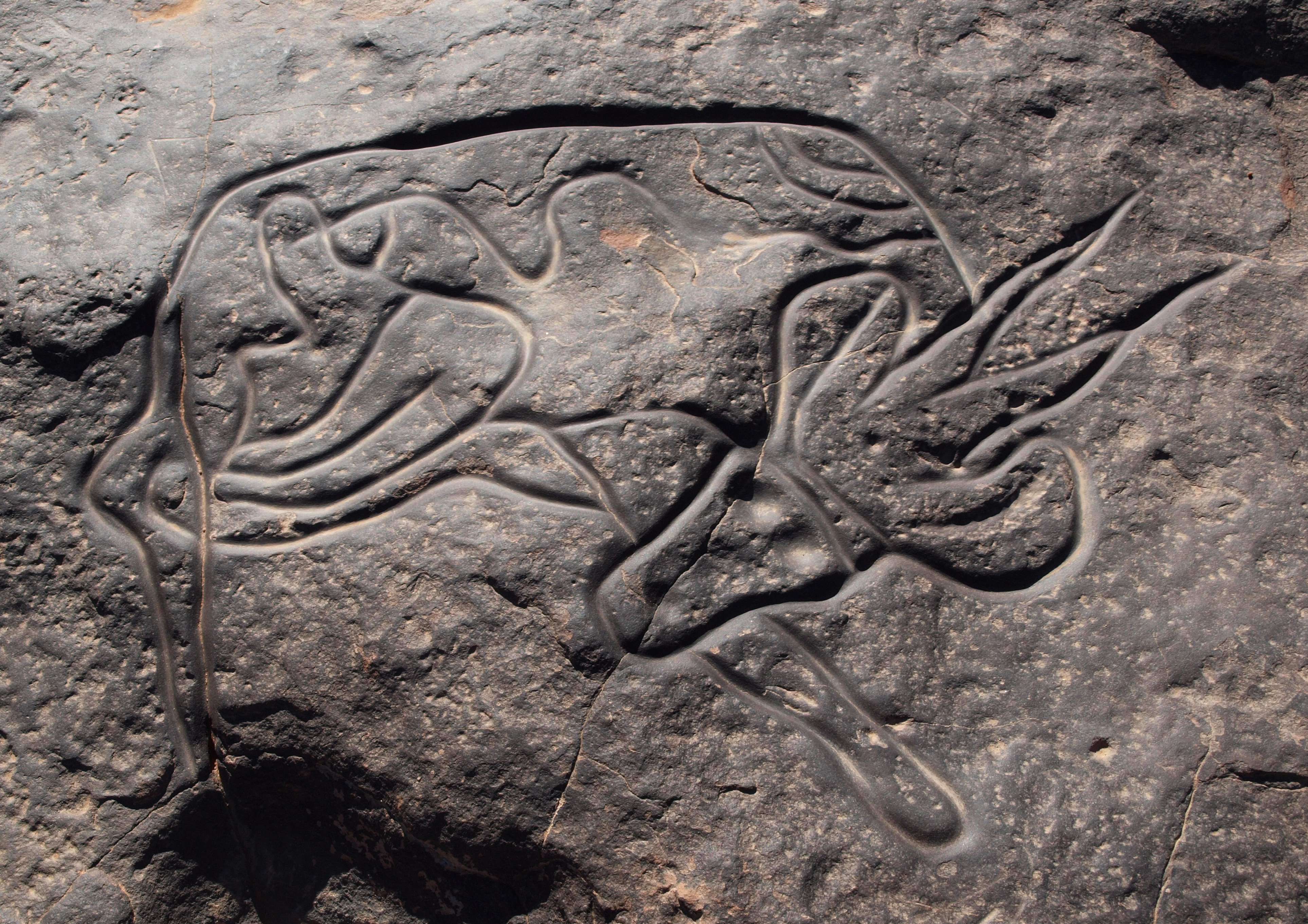
Antilope au repos (Tin Taghirt, Tassili, Algérie).
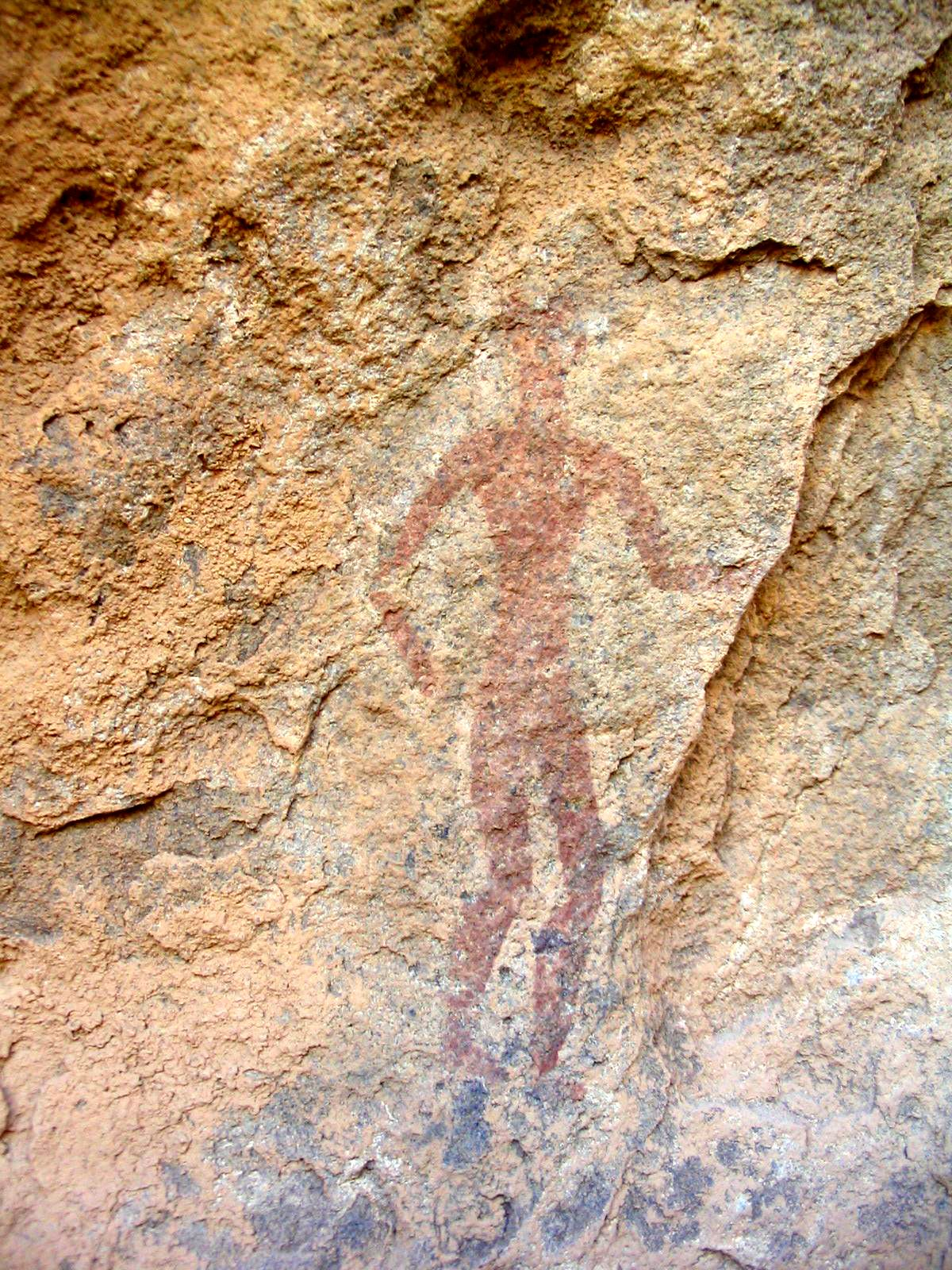
Peinture rupestre dans le Hoggar, représentant un homme.
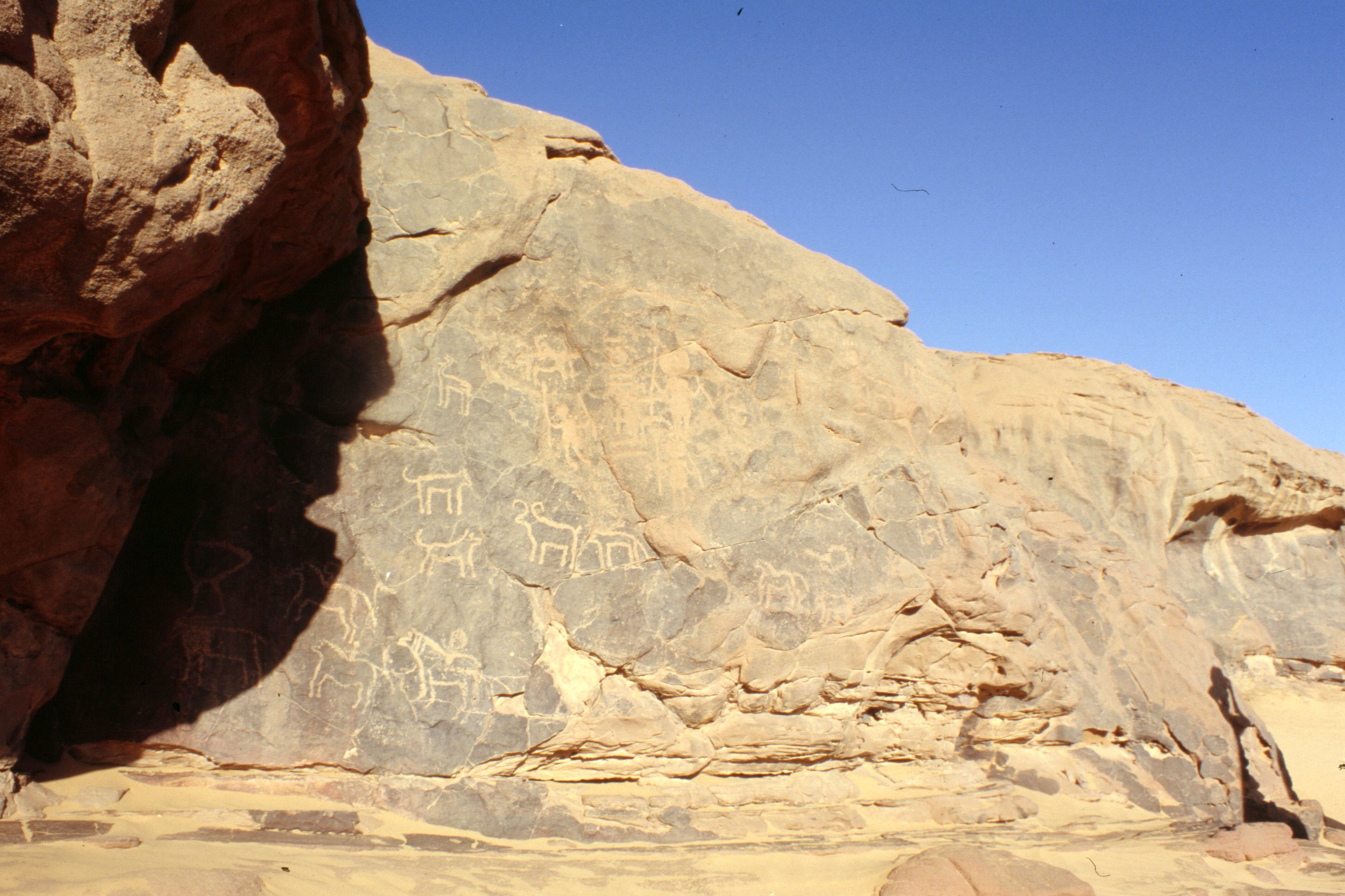
Gravure rupestre dans le Sahara algérien.
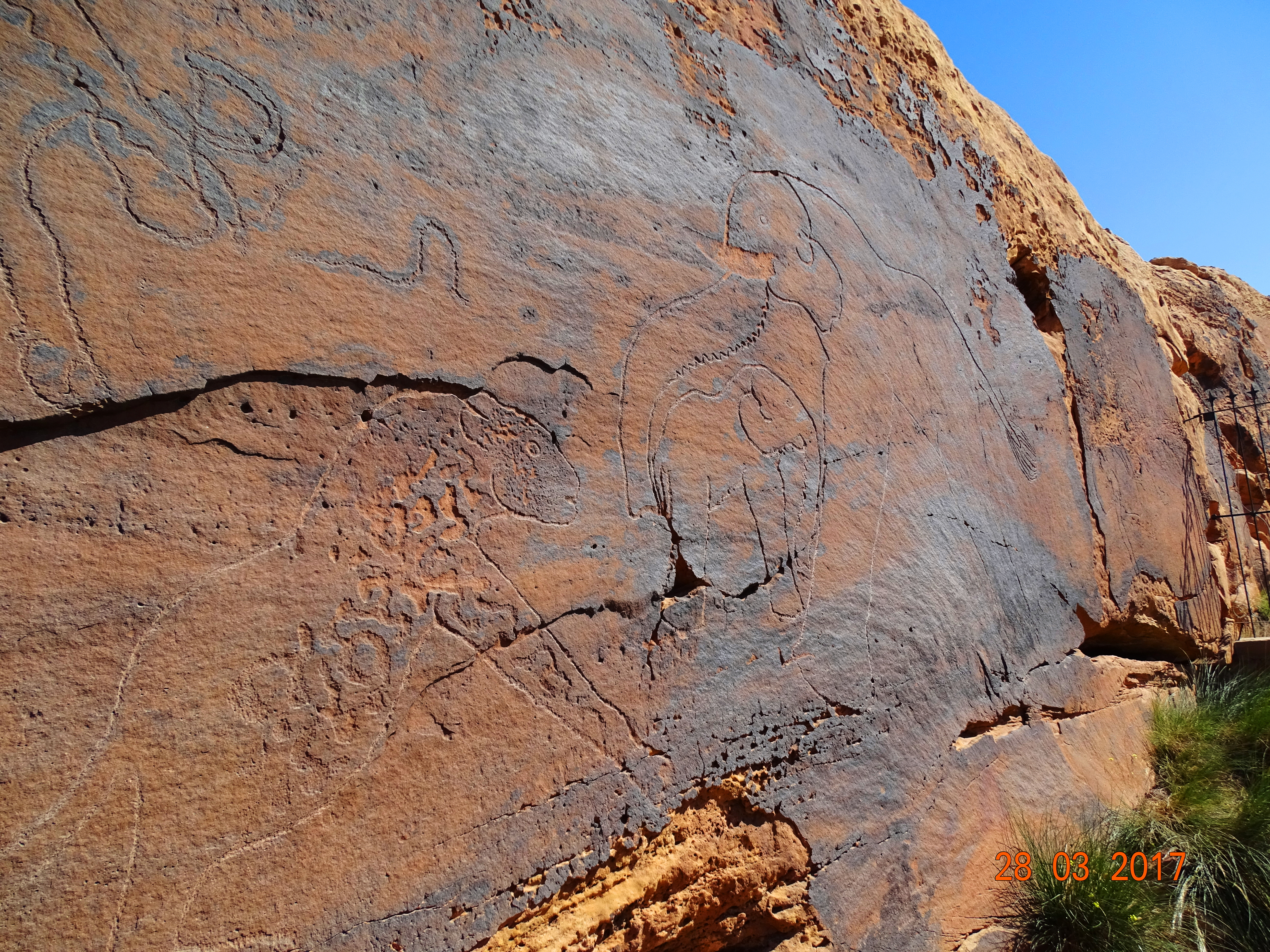
Gravure rupestre dans la wilaya de Laghouat.

Parallèlement, ces groupes ont commencé à tisser des réseaux d’échange avec d’autres populations. Les traces de ces contacts sont visibles dans les artefacts retrouvés dans la région, suggérant des échanges matériels et culturels avec d'autres peuples africains. L’art rupestre et les objets retrouvés montrent des influences venant de régions éloignées, ce qui suggère que le Sahara n’était pas une région isolée, mais un lieu d’interactions régulières entre différentes cultures. Bien que ces échanges n’aient pas encore atteint l’ampleur des routes commerciales transsahariennes de l’Antiquité, ils ont préparé le terrain pour des relations interrégionales plus développées au fil du temps.
Ainsi, la préhistoire du Hoggar reflète l’histoire d’une région en constante évolution. Les premières populations humaines, qui ont su s’adapter à un environnement plus humide et riche en ressources, ont progressivement dû faire face aux transformations climatiques majeures qui ont transformé le Sahara en désert. L’art rupestre et les outils retrouvés dans la région témoignent non seulement de la vie quotidienne de ces sociétés anciennes, mais aussi de leur capacité à s’adapter et à prospérer dans un environnement en constante mutation. Ces populations ont joué un rôle essentiel dans l’histoire du Sahara, et leurs réalisations artistiques et technologiques offrent une fenêtre précieuse sur une époque révolue.

### Antiquité
La région du Hoggar a connu plusieurs évolutions majeures durant l’Antiquité, marquées par l’arrivée de nouvelles populations et par des transformations culturelles et commerciales notables,. Le Sahara, en particulier la zone du Hoggar, a servi de carrefour pour de nombreuses civilisations, notamment celles du Nil, de la Méditerranée et de l'Afrique subsaharienne. Ces interactions ont été facilitées par les premières routes commerciales transsahariennes, qui assuraient la circulation des biens et des idées entre l'Afrique du Nord et les régions situées au sud du Sahara. Cet intense réseau d’échanges a profondément influencé les sociétés sahariennes, notamment dans les domaines de l'art, des croyances religieuses et des technologies.
Durant cette période, la région du Hoggar n’était pas directement intégrée aux royaumes numides, dirigés par des peuples berbères anciens établis dans le nord de l'Algérie. Les Numides, sous des figures comme Massinissa au IIIe siècle av. J.-C. et Juba II au Ier siècle av. J.-C., ont fondé des royaumes prospères en entretenant des relations diplomatiques et commerciales avec des puissances méditerranéennes comme Rome. Bien que les sources écrites antiques ne mentionnent pas explicitement le Hoggar, il est probable que ses habitants aient été influencés de manière indirecte par ces dynamiques, notamment via le commerce transsaharien où des produits comme le sel jouaient un rôle central.
L’Empire romain, bien que n’ayant jamais conquis directement la région du Hoggar, a considérablement étendu son influence dans le Maghreb, particulièrement après la destruction de Carthage en 146 av. J.-C. Les Romains ont établi des colonies et développé des infrastructures pour soutenir les routes commerciales transsahariennes, favorisant ainsi l’échange de richesses tels que l'or, les épices et les esclaves. Ces routes auraient permis aux idées et aux produits méditerranéens de parvenir jusqu’aux populations sahariennes,.
Un moment clé de cette période est marqué par le voyage de Lucius Cornelius Balbus Minor, un haut dignitaire romain, qui est le tout premier à traverser le Sahara en 19 av. J.-C. Balbus est reconnu pour avoir atteint l'Afrique subsaharienne en passant probablement par le massif du Hoggar, faisant de lui l'un des premiers Romains à établir un contact direct avec les populations au sud du Sahara, ce qui souligne l'extension de l'influence romaine dans cette région.
Une figure centrale de cette époque est Tin Hinan, souvent considérée comme la mère fondatrice des Touaregs du Hoggar. Selon la tradition, Tin Hinan serait arrivée dans la région depuis l’Afrique du Nord, accompagnée de sa servante Takamat et d'autres compagnons. Elle aurait migré vers le massif du Hoggar, où elle aurait établi les bases des premières structures sociales des Touaregs. Son rôle symbolique est essentiel dans l’histoire de ce peuple, puisqu'elle est souvent vue comme l’ancêtre des principales lignées touarègues. La découverte de sa sépulture près d’Abalessa, au début du IXe siècle, a confirmé l’importance de cette figure historique. Le tombeau, contenant des bijoux en or, des artefacts et d’autres objets précieux, témoigne d’une société structurée et d’une certaine prospérité dans la région à cette époque.

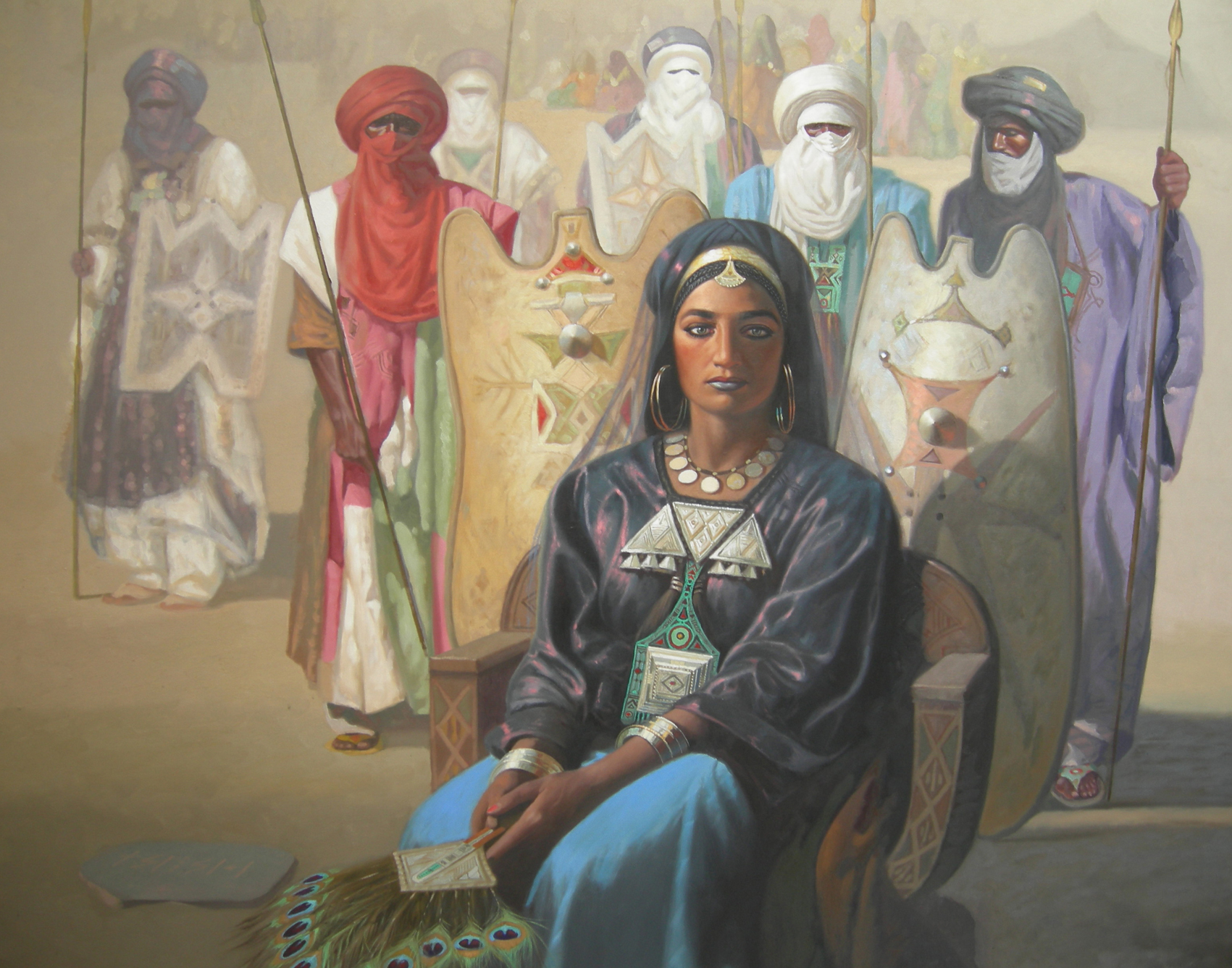
Tin Hinan

Les échanges avec les civilisations méditerranéennes ont également introduit des influences culturelles et religieuses. La présence de communautés chrétiennes et juives dans le nord de l’Afrique a pu exercer une certaine influence sur les croyances locales, bien que la majorité des populations du Hoggar à cette époque ait probablement conservé des pratiques animistes. Les vestiges archéologiques, notamment ceux retrouvés dans le tassili n'Ajjer, témoignent de cette richesse culturelle avec des pratiques funéraires et artistiques où l’on perçoit des influences égyptiennes et puniques,.
Par ailleurs, le Hoggar était habité par des populations nomades, notamment des tribus berbères qui sillonnaient les vastes étendues sahariennes. Adaptés aux conditions extrêmes du désert, ces groupes ont su exploiter les ressources naturelles du Sahara et transmettre leurs savoirs. Les objets retrouvés, tels que des outils en pierre taillée et des instruments rudimentaires, illustrent le quotidien de ces sociétés durant l’Antiquité.
Les vestiges archéologiques dans le Hoggar, bien que limités pour cette période, révèlent que la région, malgré son éloignement des grands centres urbains antiques, était connectée à des réseaux d’échanges culturels et économiques. Ainsi, le Hoggar de l’Antiquité se présente comme un espace dynamique où les interactions humaines et commerciales ont contribué à forger une identité saharienne distincte. La figure de Tin Hinan reste un symbole marquant de cette époque, incarnant l’origine légendaire des sociétés touarègues qui prospèrent encore aujourd’hui dans le massif du Hoggar.

### Moyen Âge et Renaissance

Routes commerciales transahariennes (1000-1500).

Au Moyen Âge, la région du Hoggar a continué de jouer un rôle central dans l’histoire du Sahara et du Maghreb, bien que les sources historiques directes pour cette période soient limitées. Le Hoggar faisait alors partie de la zone d'influence des Berbères, groupe ethnique et culturel majeur en Afrique du Nord, et il était traversé par les importantes routes commerciales transsahariennes reliant le Soudan au Maghreb. Ces routes ont permis le commerce de produits précieux tels que le sel et l'or, et d'esclaves, contribuant à la prospérité de certaines communautés sahariennes.
Les Berbères ont occupé un rôle central dans l’histoire du Sahara, en particulier après la conquête islamique de l'Afrique du Nord au VIIe siècle. Bien que le Hoggar fût relativement éloigné des grands centres de pouvoir comme Le Caire ou Tlemcen, la diffusion de l’Islam et de la culture islamique dans la région s’est poursuivie à travers les échanges commerciaux et culturels. Le Hoggar a ainsi joué un rôle en tant que carrefour pour les caravanes, facilitant la propagation de l'Islam sunnite et le développement de petites communautés religieuses, ainsi que la construction de mosquées,.
Dans le Maghreb, plusieurs dynasties berbères ont marqué le Moyen Âge dans le Maghreb central, notamment les Rostemides et les Zirides, qui ont eu une influence politique et culturelle importante sur le Sahara. Les Zirides, d'origine kutama, ont régné entre les Xe et XIe siècles et ont exercé une influence sur le Maghreb central. Leur contrôle des routes commerciales leur a permis de favoriser les échanges avec le Soudan et d’intégrer la région dans les réseaux commerciaux transsahariens. Leur capitale Mahdia était un centre commercial majeur qui influença aussi le commerce du Hoggar.
Les Rostemides, quant à eux, ont fondé leur royaume au IXe siècle à Tiaret et ont été les pionniers de l’administration islamique en Ifriqiya . Issus de la tribu Khuza’a, les Rostemides ont joué un rôle essentiel dans la propagation du chiisme ismaélien dans le Maghreb et ont exercé une influence qui s’est étendue au-delà de leurs frontières, notamment vers le sud du Sahara. Grâce à leur contrôle des échanges commerciaux transsahariens, ils ont renforcé les liens entre le Soudan et le Maghreb.
À partir du XVIe siècle, la régence d'Alger, sous domination ottomane, a joué un rôle majeur dans l’évolution géopolitique du Sahara. Bien que faisant théoriquement partie de l'Empire ottoman, la Régence d'Alger jouissait d'une semi-autonomie, voire d'une quasi-indépendance, particulièrement dans la gestion de ses affaires internes et de sa politique commerciale. En effet, les autorités locales, dirigées par le Dey d'Alger, exerçaient un pouvoir relativement indépendant tout en reconnaissant la suzeraineté du sultan ottoman. La Régence d'Alger a cherché à contrôler les routes commerciales sahariennes pour étendre son influence, tout en résistant aux incursions européennes. Alger est devenue un centre névralgique pour les échanges entre le Maghreb et l'Afrique subsaharienne, en particulier pour le commerce des esclaves et des matières premières telles que le sel et l’or.
La Régence d'Alger a également joué un rôle dans la diffusion de l'Islam dans les régions sahariennes et dans l'organisation des caravanes commerciales traversant le Sahara. Les autorités algéroises ont soutenu les caravanes reliant le Soudan aux centres commerciaux du Maghreb et ont assuré la sécurité des routes, un facteur crucial pour le maintien des échanges. Cette présence ottomane dans la région a renforcé l’intégration du Sahara dans le monde islamique et a contribué à l’essor des échanges culturels et religieux entre les régions sahariennes et méditerranéennes.

Liste des puissances
Califat omeyyade.
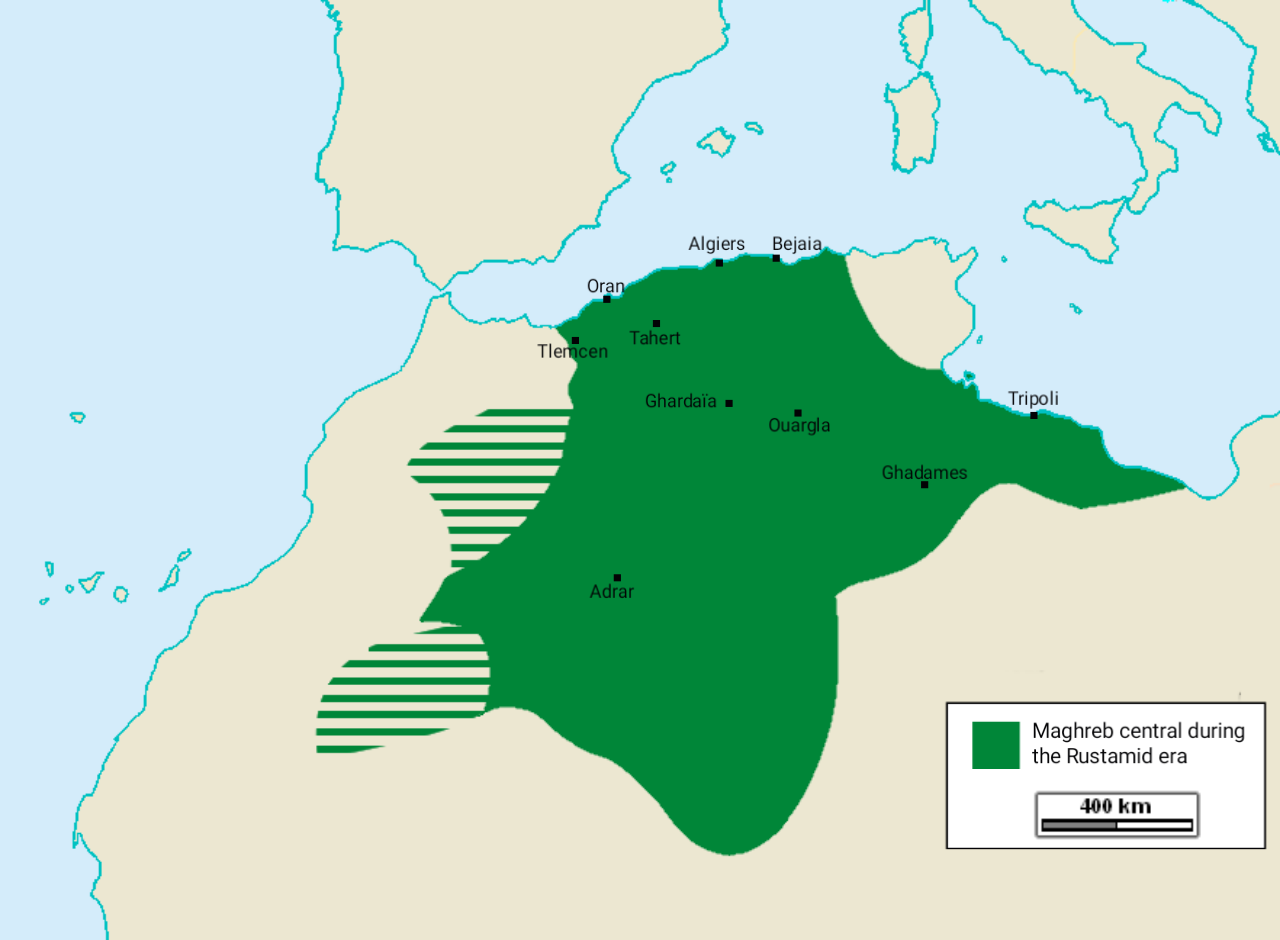
Rostémides.
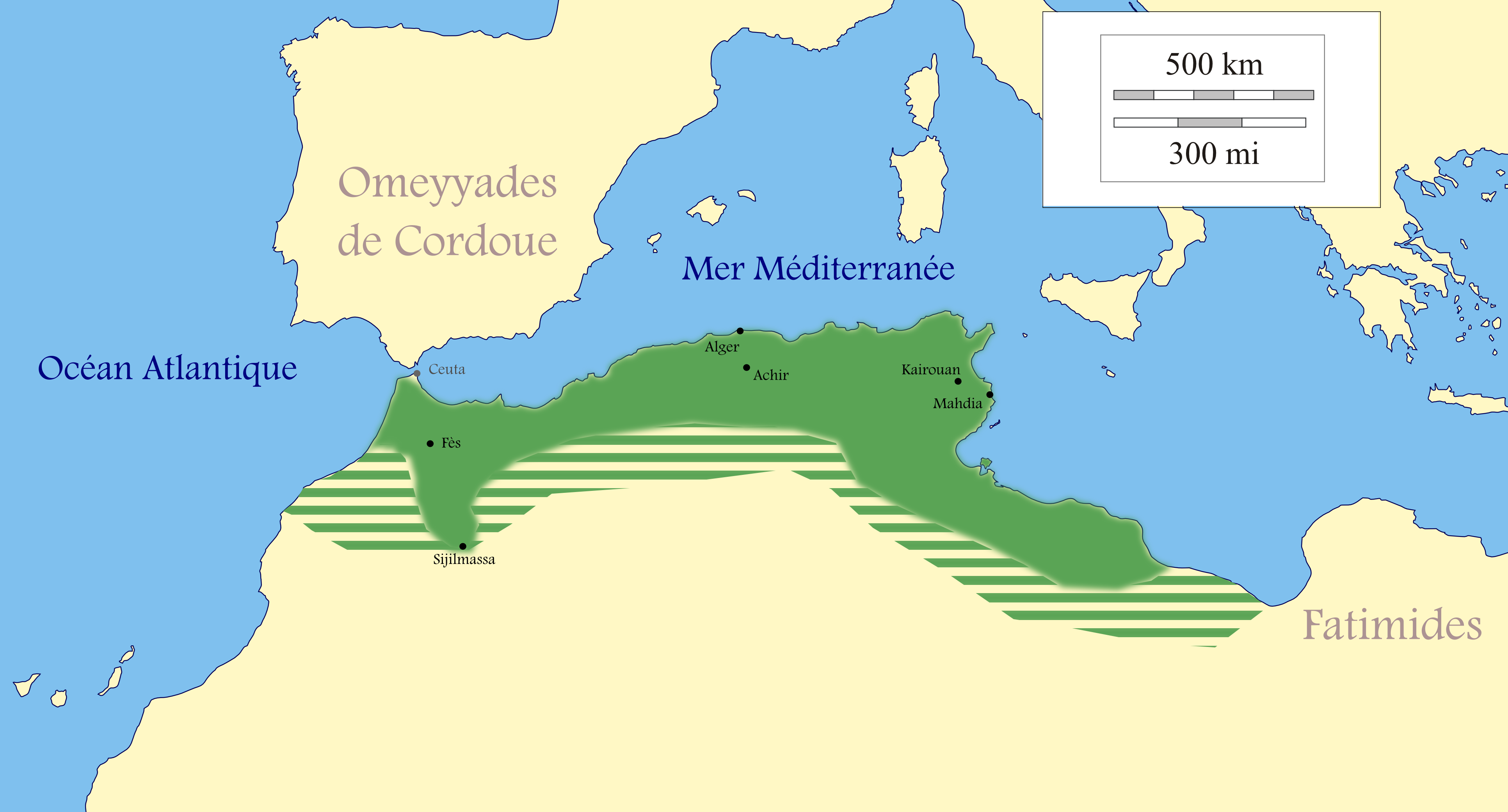
Zirides.
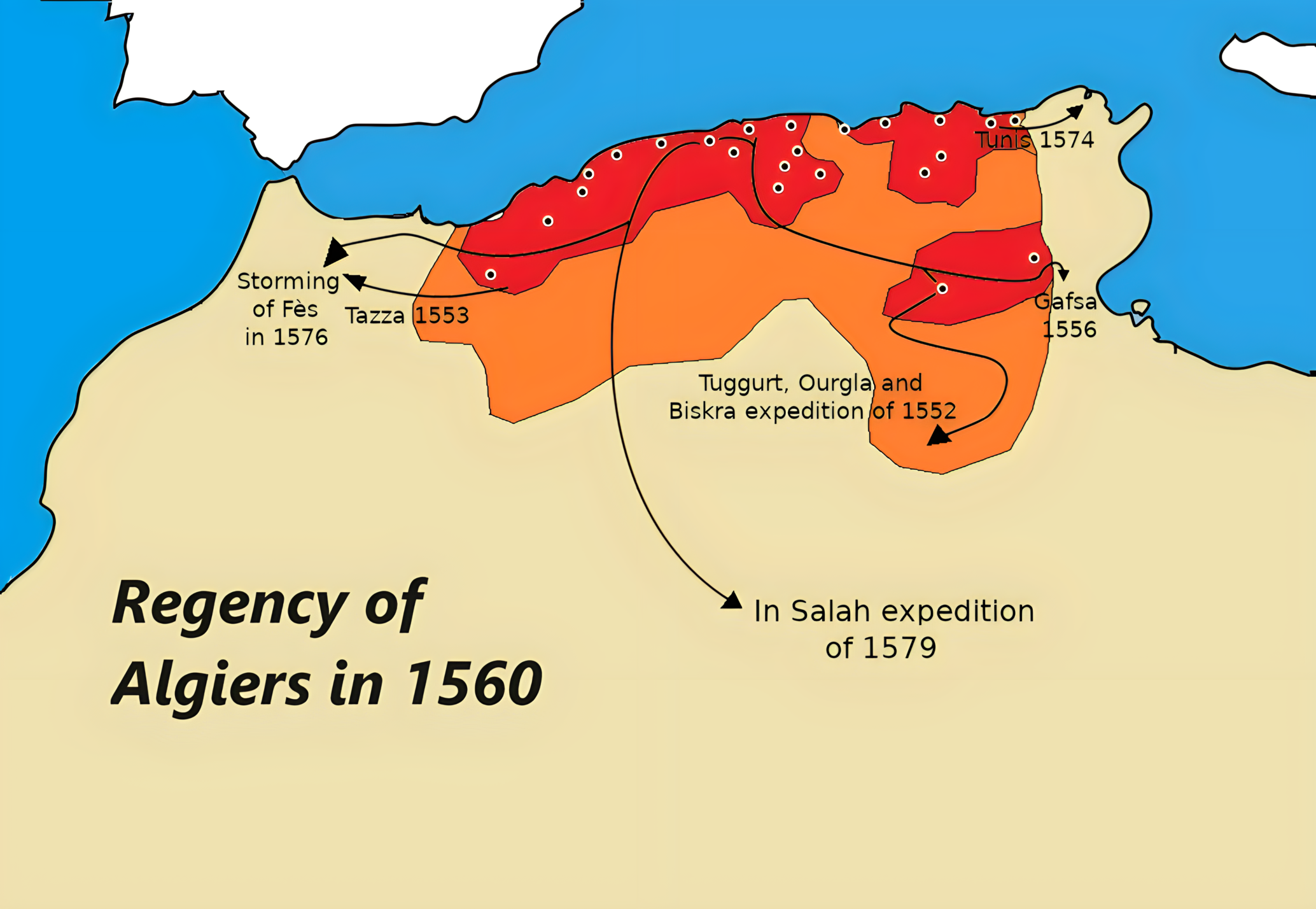
Régence d'Alger.
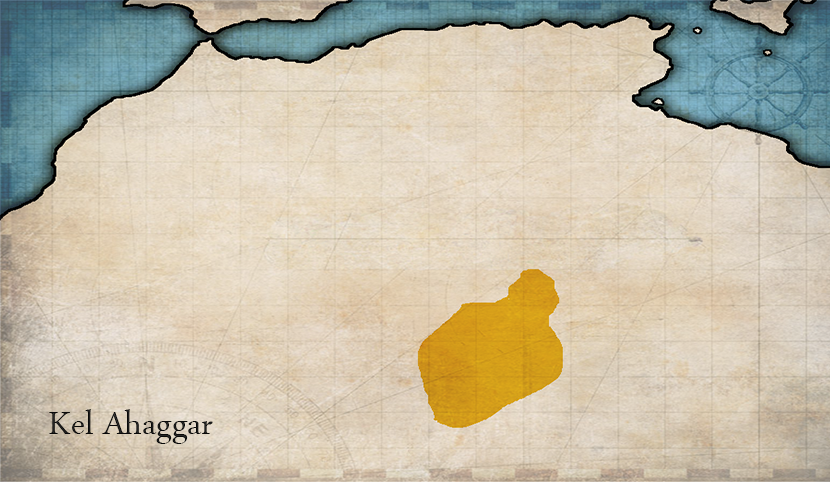
Kel Ahaggar.

Ces dynasties et puissances ont facilité la circulation des biens et des idées dans le Sahara, contribuant à l'intégration de la région dans le monde islamique. Le Hoggar, bien que relativement isolé des grands centres de pouvoir, a été un point de passage essentiel pour les caravanes qui traversaient le Sahara,. Les échanges commerciaux ont continué d'enrichir l’économie et la culture de la région, avec l’arrivée d’influences arabes et soudanaises,. La diffusion de l'Islam s'est accélérée avec la construction de centres religieux et de mosquées, consolidant l'intégration du Sahara dans l'espace islamique.
À partir du XVe siècle, durant la Renaissance, bien que la région du Hoggar soit restée en grande partie éloignée des dynamiques géopolitiques européennes, l’arrivée des expéditions portugaises a ravivé l’intérêt pour les routes commerciales sahariennes. Ces explorations ont permis une redécouverte de la géographie du Sahara et ont renforcé l’importance stratégique des routes transsahariennes pour le commerce entre l'Afrique subsaharienne et le monde méditerranéen.
Les Zirides et les Rostemides avaient disparu avant cette époque, mais leur héritage perdurait à travers les structures commerciales et religieuses qu'ils avaient mises en place dans la région. En dépit de l’absence de grandes capitales politiques au Hoggar, la région a continué de jouer un rôle important dans les échanges de biens, de cultures et de religions, contribuant ainsi à l’histoire complexe du Sahara et du Maghreb. L’influence de la régence d'Alger, semi-autonome de l'Empire ottoman, a également été déterminante dans le maintien des routes commerciales sahariennes sous domination ottomane, renforçant l'intégration du Sahara dans le réseau commercial méditerranéen.
Ainsi, au Moyen Âge et durant la Renaissance, bien que la région du Hoggar ne fût pas un centre de pouvoir politique majeur, elle a été profondément marquée par les dynasties berbères, comme les Rostemides, ainsi que par la régence d'Alger, qui ont façonné le commerce, la culture et la religion dans le Sahara. Le Hoggar a ainsi joué un rôle essentiel dans l’échange de biens, de connaissances et de croyances entre les différentes régions du Maghreb et du Soudan, contribuant à l’histoire complexe du Sahara.

### Époque moderne
L'époque moderne marque une période de profonds bouleversements pour le massif du Hoggar, principalement en raison de la colonisation française et des transformations qu'elle a entraînées dans la région saharienne. À partir du XIXe siècle, le Sahara devint un enjeu stratégique pour la France, désireuse de consolider son contrôle sur l'Afrique du Nord et d'étendre son influence vers l'Afrique de l'Ouest. Situé au cœur du Sahara algérien, le massif du Hoggar se retrouva au centre de ces ambitions coloniales.
La conquête française du Hoggar s'inscrivit dans la volonté de la France de parachever la soumission totale de l’Algérie, entreprise depuis 1830 avec la prise d’Alger,. Les Français considéraient le Sahara comme une région essentielle pour sécuriser leur domination sur l’ensemble du territoire algérien et faciliter leur expansion vers l’Afrique subsaharienne. Cependant, le Hoggar, avec son relief escarpé et ses habitants farouchement attachés à leur autonomie, représenta un défi militaire et logistique majeur. À partir des années 1880, les Français menèrent des expéditions militaires vers le Sahara, d’abord dans un but d’exploration, puis pour établir leur autorité sur le territoire. Ces opérations culminèrent en 1902 avec la campagne contre les Touaregs du Hoggar, dirigée par le général François-Henry Laperrine, un proche collaborateur de Charles de Foucauld. Les troupes françaises, mieux équipées et organisées, réussirent à pénétrer dans le massif et à imposer leur domination après plusieurs affrontements. La prise du Hoggar, en 1902, marqua la fin officielle de la conquête de l’Algérie par la France, scellant près de 70 années de guerres et de résistances dans cette colonie,.
Les Touaregs du Hoggar, menés par l’Amenokal, Moussa ag Amastan, opposèrent une résistance acharnée à l’invasion française. Conscients de la menace que la colonisation représentait pour leur mode de vie et leur liberté, ils engagèrent plusieurs affrontements contre les troupes françaises, exploitant leur connaissance du terrain pour tenter de contenir l’avancée ennemie. Toutefois, la supériorité technologique et numérique des Français eut raison de la résistance armée. En 1904, Moussa ag Amastan choisit la voie de la négociation pour éviter de nouvelles pertes et assurer une certaine préservation des traditions touarègues. En signant un accord avec les autorités coloniales, il accepta une forme de domination française, tout en conservant un degré limité d’autonomie pour son peuple.
L’intégration du Hoggar dans l’Algérie coloniale transforma profondément les structures sociales et économiques de la région. Les routes transsahariennes, autrefois vitales pour le commerce reliant le Maghreb à l’Afrique subsaharienne, tombèrent sous le contrôle strict des autorités françaises. Les caravanes, essentielles à l’économie locale, furent lourdement taxées et surveillées, fragilisant les échanges traditionnels. Par ailleurs, les autorités coloniales encouragèrent la sédentarisation progressive des populations nomades, perturbant leur mode de vie basé sur l’élevage et les migrations saisonnières,. Bien que ces changements aient été présentés comme une forme de modernisation, ils entraînèrent une rupture importante avec les traditions séculaires des Touaregs,.
Un acteur clé de cette période est Charles de Foucauld, missionnaire, linguiste et explorateur français, né à Strasbourg en 1858. En 1905, il s’installa à l’Assekrem, dans le massif du Hoggar, où il construisit un ermitage. Fasciné par la culture touarègue, il consacra plusieurs années à l’étude de leur langue, de leur poésie et de leurs traditions. Ses travaux, notamment un dictionnaire touareg-français, restent une référence incontournable pour la compréhension de cette culture. Le rôle de Foucauld est toutefois sujet à controverse,. Certains le voient comme un pacificateur et un défenseur de la culture touarègue, tandis que d’autres critiquent ses liens avec l’administration coloniale, qui aurait profité de ses travaux pour asseoir son autorité sur les populations locales. Aujourd’hui, son ermitage à l’Assekrem est devenu un site emblématique, à la fois pour son importance historique et pour sa valeur touristique.

Annexion francaise de l'Algerie
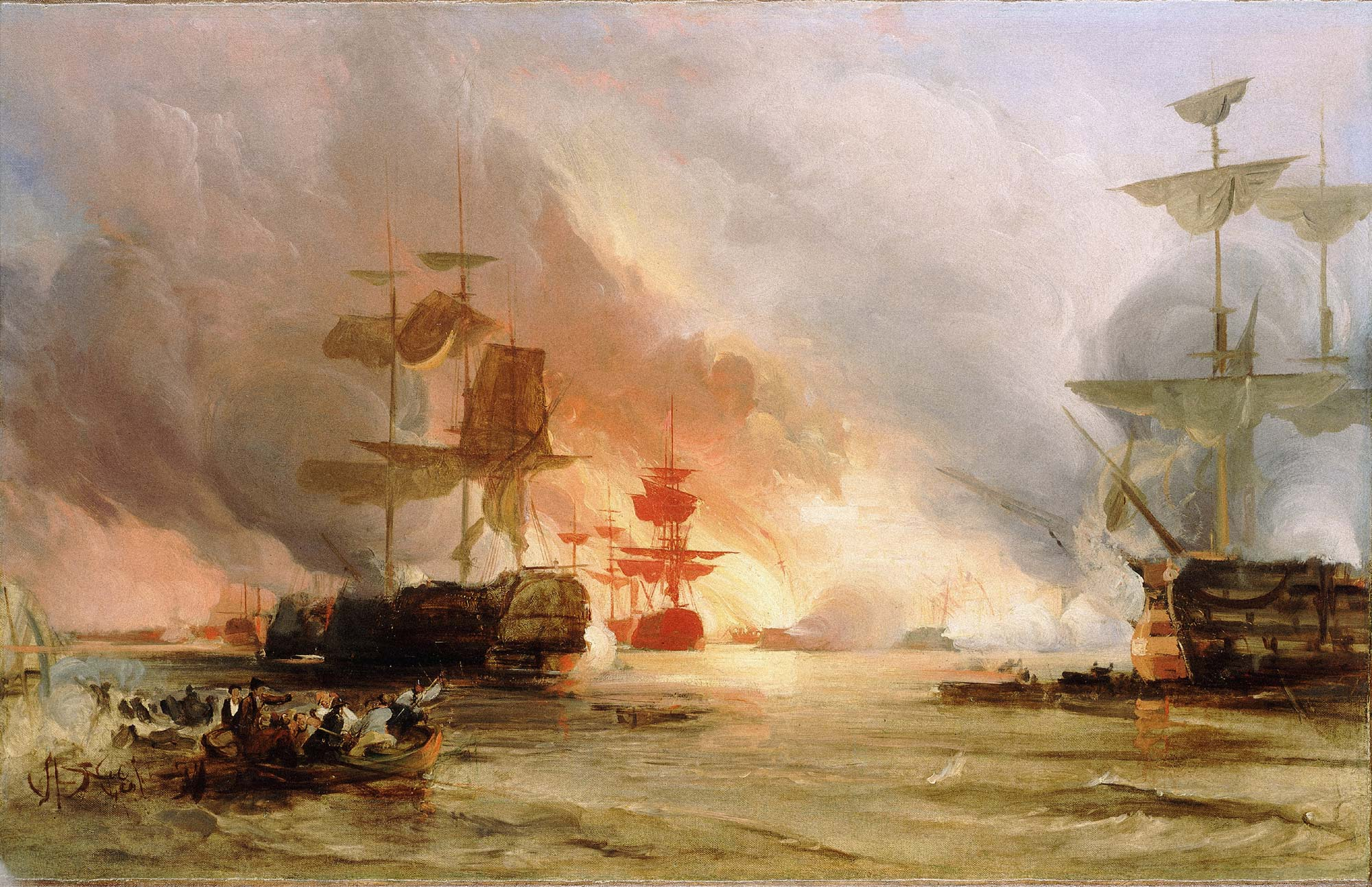
Bombardement d'Alger 1816
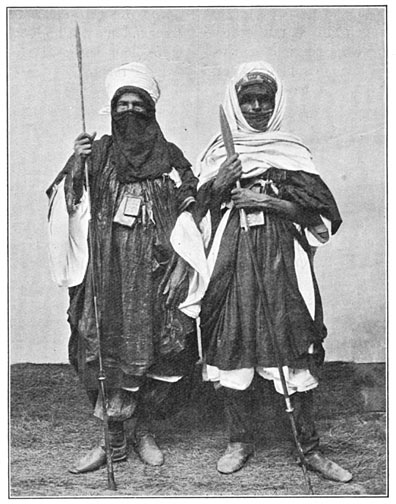
Guerriers touaregs 1906
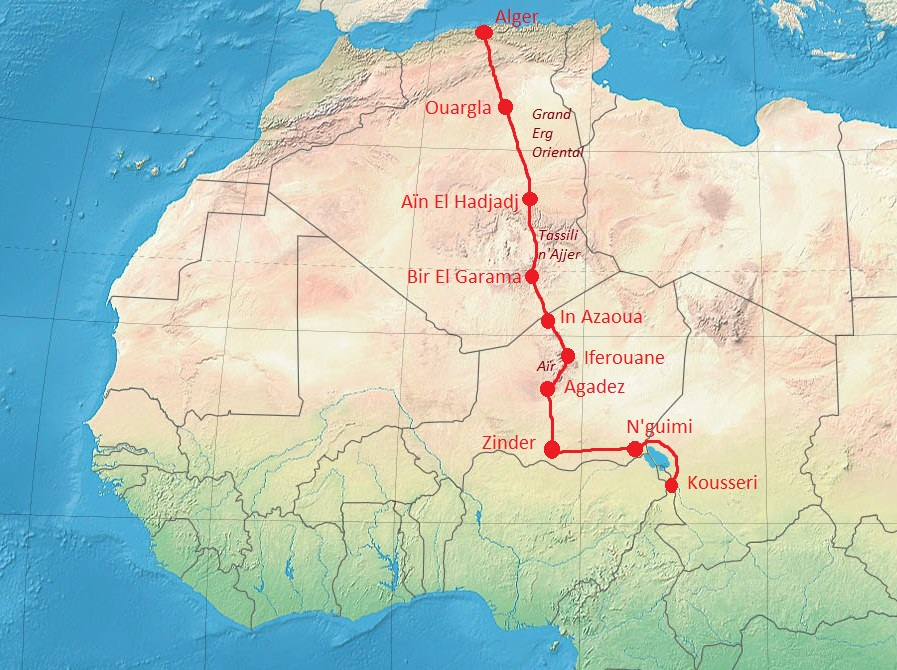
Mission Foureau-Lamy
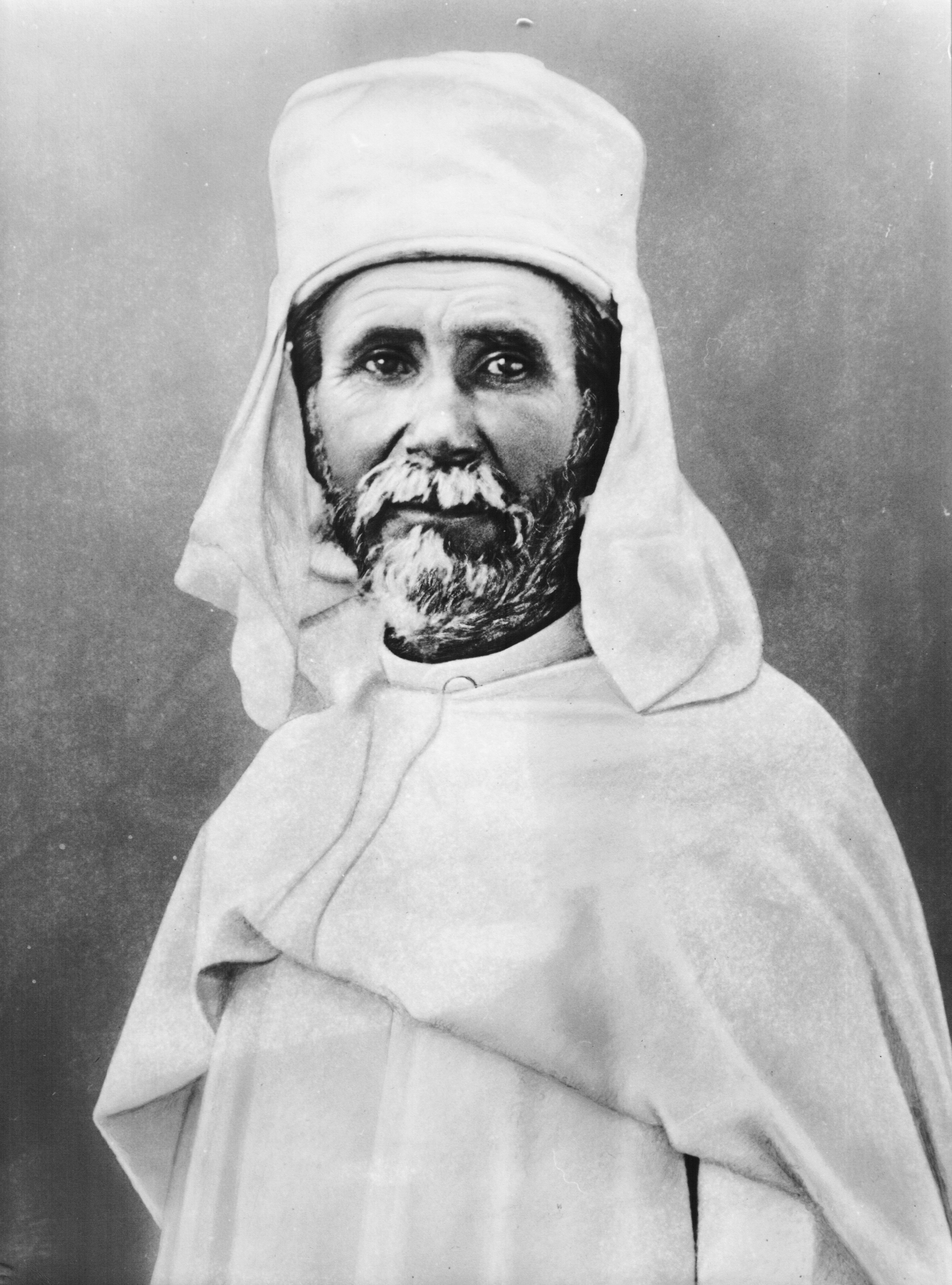
Charles de Foucauld
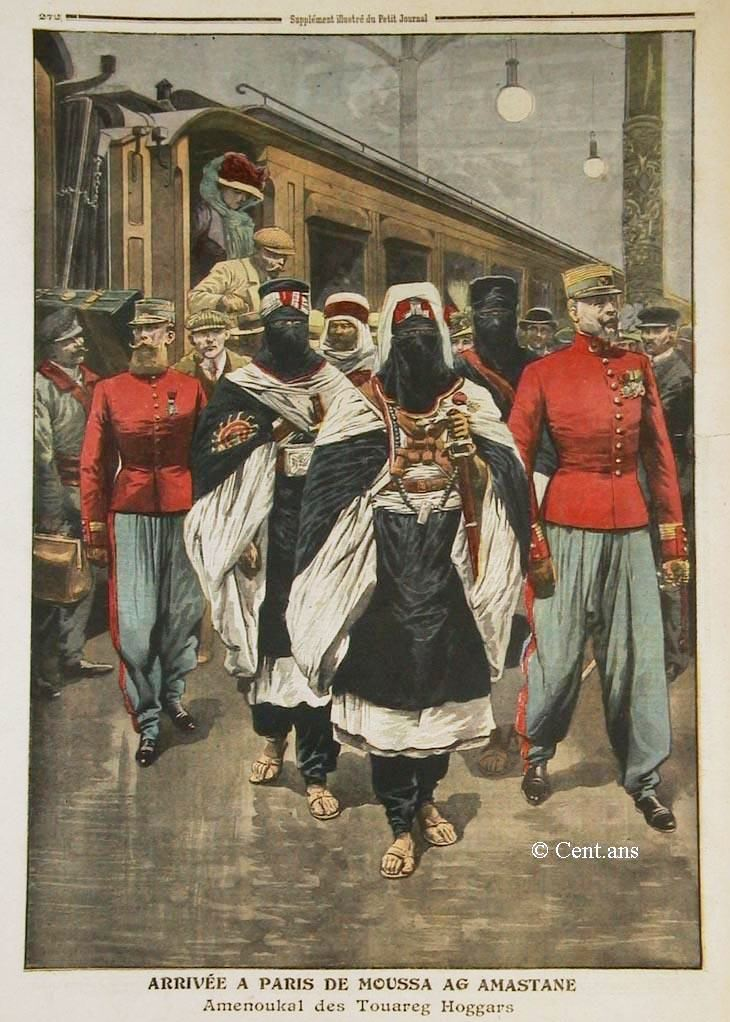
Moussa ag Amastan
Algérie française

Au début du XXe siècle, avec la chute de la confédération des nomades Kel Ahaggar, spécifiquement constituée des Touaregs du Hoggar, et l’établissement d’un contrôle colonial, la France avait achevé la conquête de l’Algérie. Cette intégration forcée marqua un tournant pour le Hoggar, qui connut des transformations profondes sous l’influence de l’administration coloniale. Les structures sociales et économiques locales furent bouleversées, tandis que la culture touarègue fut mise à rude épreuve. Malgré ces changements, les Touaregs continuèrent à préserver leur identité culturelle à travers leurs pratiques, leur langue et leurs traditions. À l’aube du XXe siècle, alors que l’Algérie entamait une nouvelle phase de son histoire, les bouleversements politiques et économiques amorcés dans le Hoggar sous la colonisation allaient poser les bases des défis à venir pour cette région emblématique du Sahara.

### Époque contemporaine

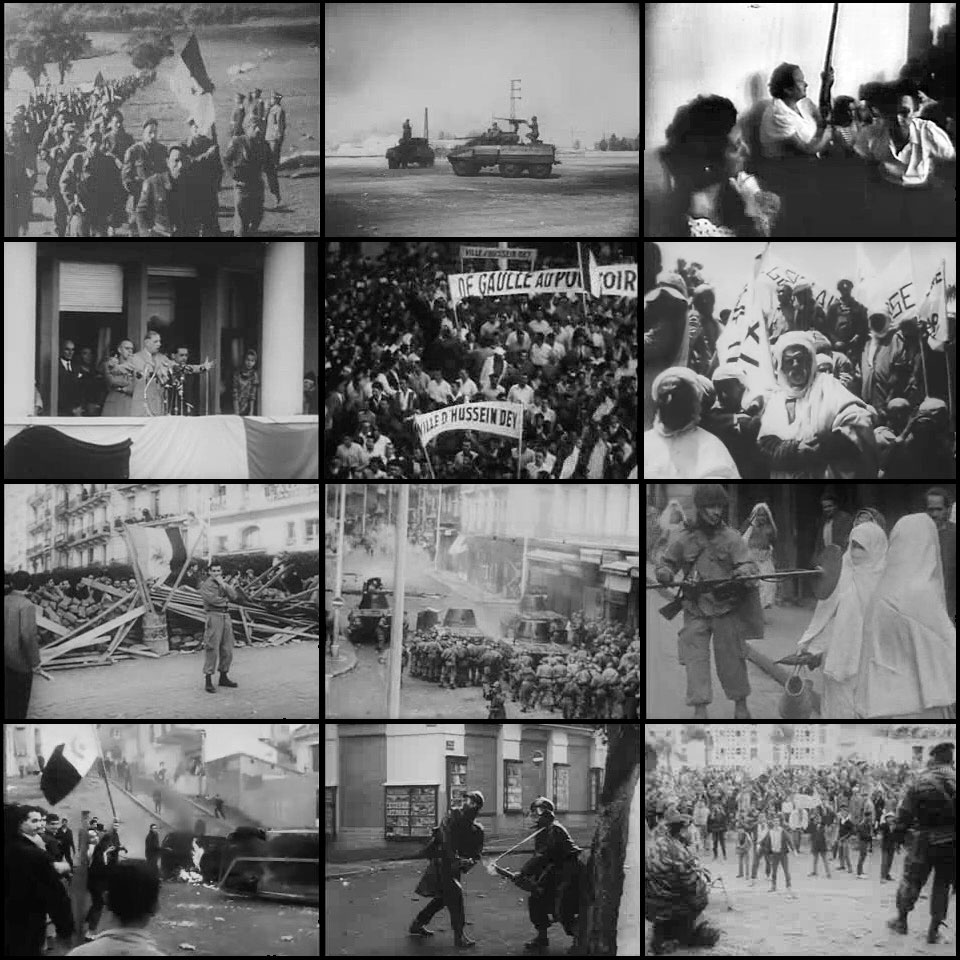
Guerre d'Algérie.

L'époque contemporaine du massif du Hoggar est marquée par des événements majeurs, notamment la guerre d'Algérie, la décolonisation du pays, la libération de l'Algérie et les changements politiques, économiques et sociaux qui ont suivi. Après l'indépendance de l'Algérie en 1962, la région du Hoggar a dû faire face à des défis importants, à la fois en raison des conséquences de la guerre et du processus de développement post-colonial.
Le massif du Hoggar, bien qu'il n'ait pas été le théâtre principal des combats de la guerre d'Algérie (1954-1962), a joué un rôle stratégique au cours de ce conflit. La maquis de l'Armée de libération nationale (ALN), notamment dans les montagnes et les zones isolées du Sahara, a utilisé la région comme base de résistance contre l'occupant français. Les Touaregs du Hoggar, comme d'autres populations sahariennes, ont été profondément impliqués dans le soutien aux forces indépendantistes, malgré les répressions sévères menées par l'armée française. La guerre d'indépendance a été marquée par des combats intenses, des opérations de guérilla et une répression brutale de la population locale. La France a cherché à maintenir son contrôle sur le territoire, mais la résistance, tant militaire que civile, a contribué à la pression qui a abouti à la signature des accords d'Évian en 1962, mettant fin à 132 ans de colonisation. La libération de l'Algérie a ouvert la voie à la création de la République algérienne, bien que le pays ait dû faire face à des défis importants dans la construction de son indépendance.
Au-delà de la guerre d'indépendance, la région du Hoggar a également été impliquée dans un autre aspect de l'histoire contemporaine de l'Algérie : les essais nucléaires français. Après l'indépendance, la France a choisi le Sahara algérien, et notamment le Hoggar, comme site pour mener ses premiers essais nucléaires,. Entre 1960 et 1966, la France a effectué plusieurs essais nucléaires dans le cadre de son programme de développement de l'arme atomique, dont certains ont eu lieu dans la zone de Reggane, située dans le sud du Hoggar. Ces essais ont eu des conséquences environnementales et sanitaires considérables. Les populations locales, y compris les Touaregs, ont été exposées à des radiations, et des études ultérieures ont révélé des effets dévastateurs sur la santé des personnes vivant à proximité. Les conséquences des essais nucléaires sont encore débattues aujourd'hui, avec des accusations concernant le manque de prise en charge des victimes et des dommages causés à l'environnement. Ce chapitre de l'histoire a laissé une marque indélébile sur la région, ajoutant une dimension supplémentaire aux luttes pour la justice et la reconnaissance des droits des populations locales.
Un autre élément emblématique du massif du Hoggar est le tombeau de Tin Hinan, situé près de Abalessa. Ce site est le lieu de sépulture de Tin Hinan, une figure légendaire et fondatrice de la dynastie touarègue des Hoggar, selon les traditions locales. Le tombeau, datant du IVe ou du Ve siècle, est un témoignage important de l'histoire ancienne de la région et symbolise l'identité des Touaregs. Il constitue un lieu de pèlerinage et un symbole culturel majeur pour les communautés locales, tout en attirant des chercheurs et des touristes intéressés par l'archéologie et l'histoire préislamique de l'Afrique du Nord.
À la suite de l'indépendance de l'Algérie en 1962, la région du Hoggar, comme d'autres zones reculées, a longtemps été négligée par les autorités centrales. Cependant, au fil du temps, le gouvernement algérien a déployé des efforts pour améliorer l'intégration de cette région dans le développement national, en mettant en place des réformes administratives et économiques. Malgré ces efforts, le Hoggar est resté relativement isolé, avec un développement limité, en raison de son éloignement géographique et du manque d'infrastructures adaptées. Bien que la découverte de ressources naturelles, telles que le pétrole et le gaz naturel, ait été un moteur essentiel pour l'économie du pays, l'impact direct sur le Hoggar a été modéré. Le complexe pétrolier de Hassi Messaoud, situé dans la région nord du Sahara algérien, est devenu un pôle majeur de l'industrie énergétique, mais il n'est pas dans le Hoggar, qui demeure une région moins accessible. Les défis liés à l'isolement et à l'insuffisance des infrastructures persistent, mais les autorités continuent de déployer des efforts pour améliorer la situation.

Algérie
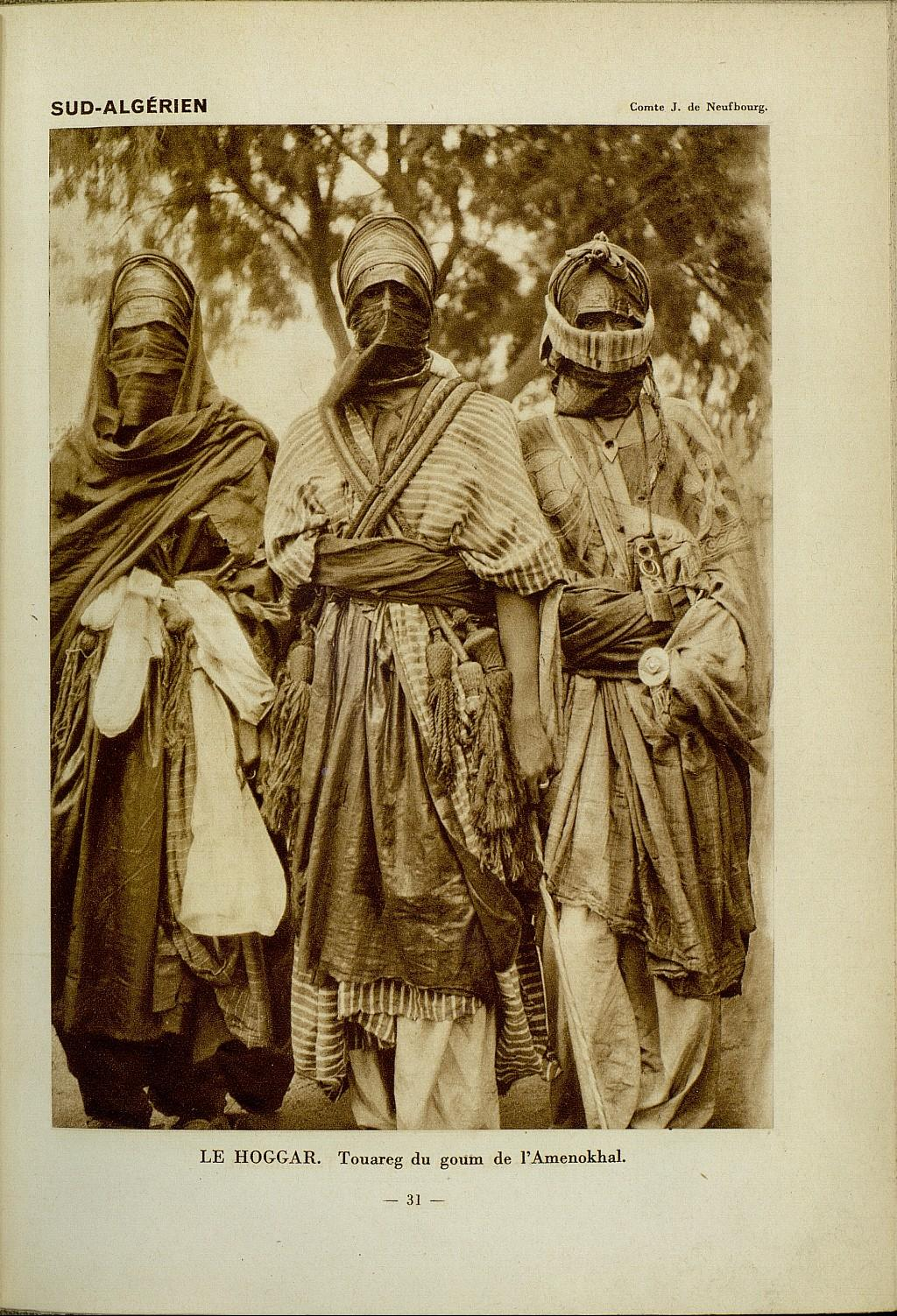
Touareg du goum de l'Amenokhal.
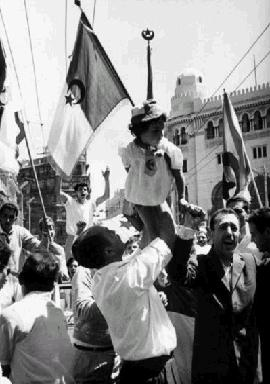
Indépendance.
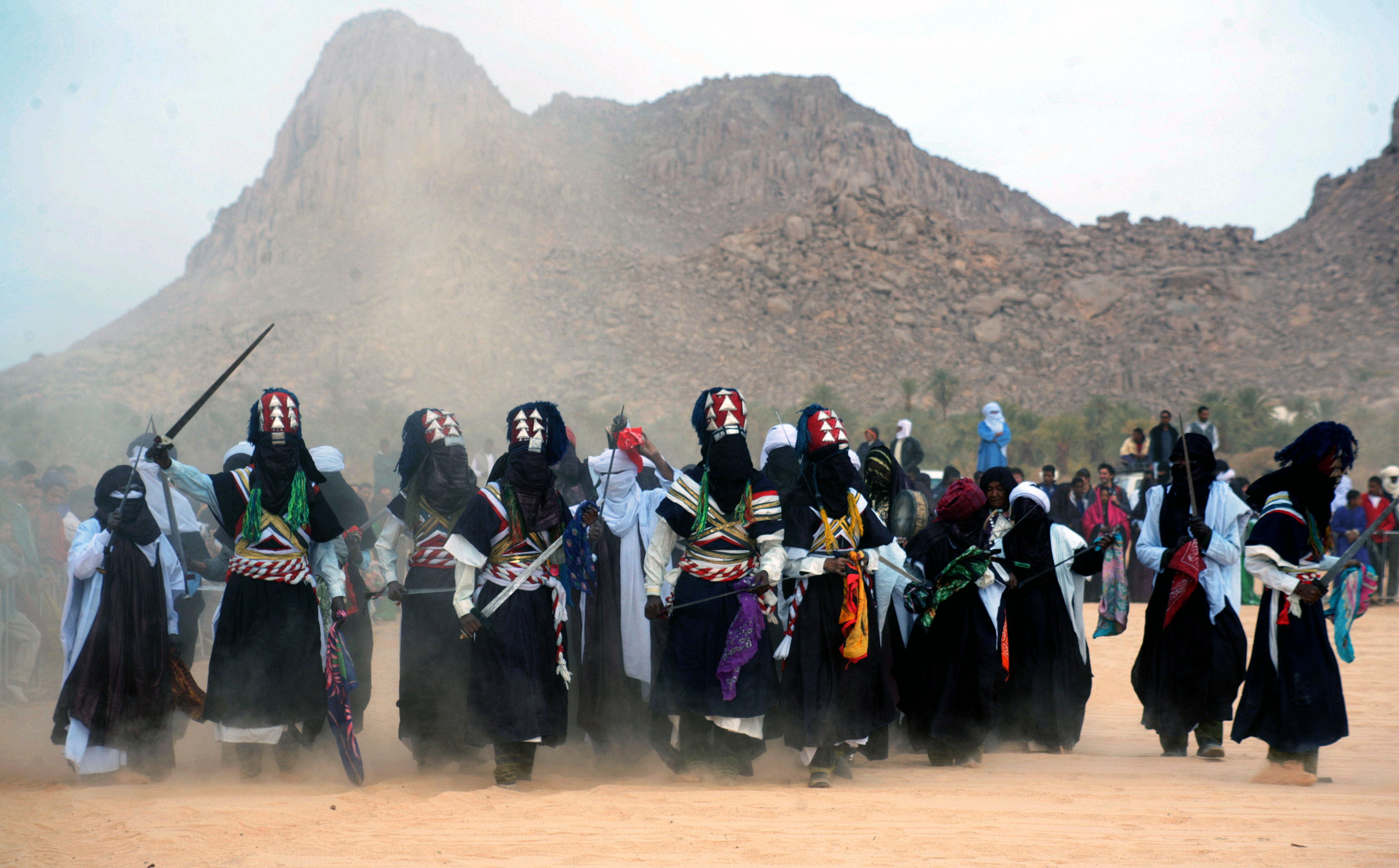
Touaregs.
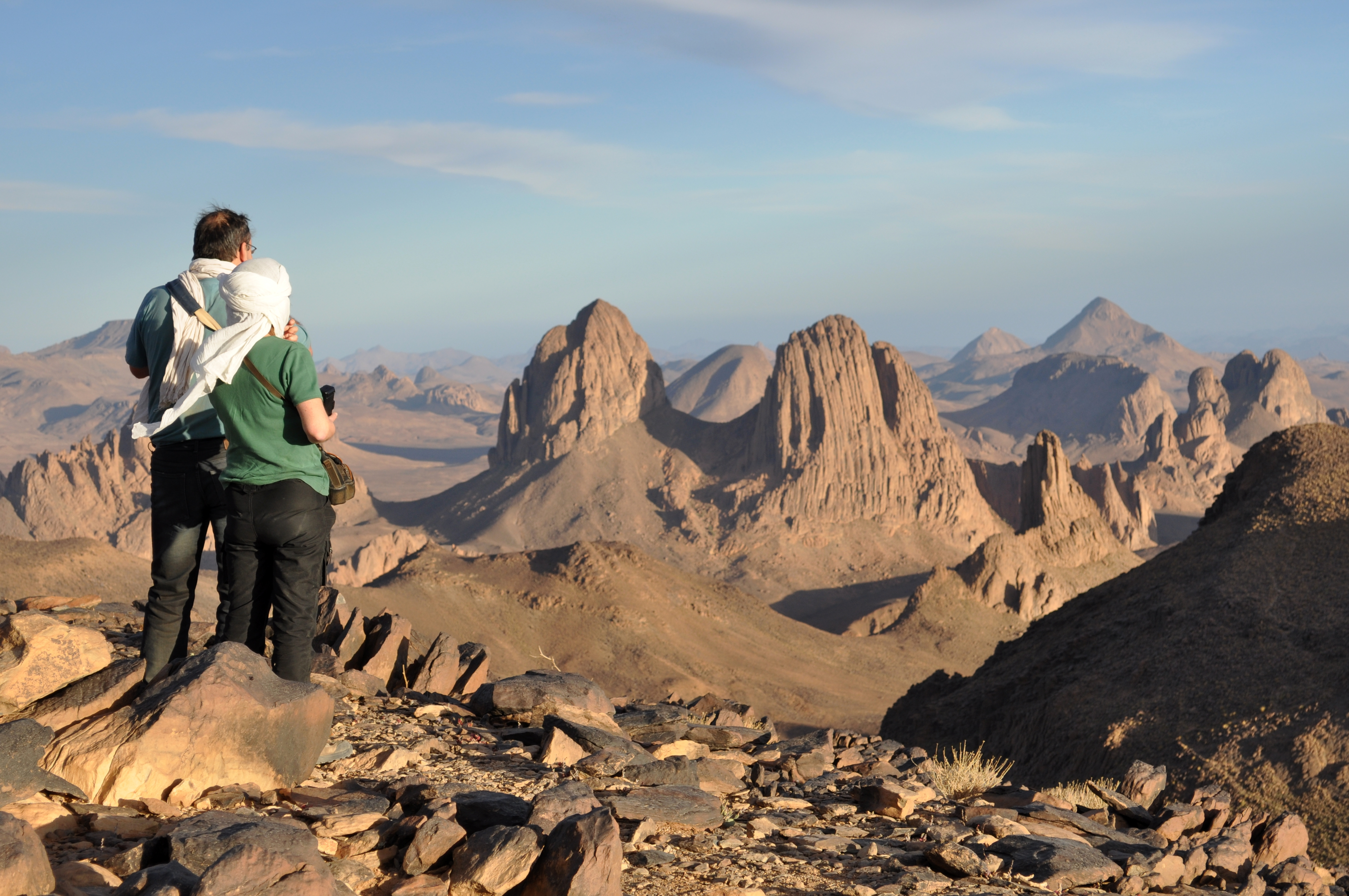
Assekrem.

Sur le plan culturel, les Touaregs du Hoggar ont maintenu leur identité, en dépit des pressions de la modernité et des politiques du gouvernement central. La langue touarègue et les traditions locales ont continué de jouer un rôle central dans la vie des populations. Cependant, les communautés touarègues ont également exprimé des préoccupations concernant la reconnaissance de leurs droits et de leur culture au sein de l'État algérien. Au cours des dernières décennies, des mouvements ont émergé pour revendiquer une plus grande autonomie et une meilleure prise en compte des spécificités culturelles et économiques du Hoggar.
Le développement du tourisme a également contribué à l'économie locale. Le Hoggar, avec ses paysages spectaculaires et ses sites historiques, comme l'Assekrem, où Charles de Foucauld avait établi un ermitage, attire de nombreux visiteurs intéressés par la culture touarègue et les paysages du Sahara. Toutefois, l'accès difficile à la région et les conditions climatiques extrêmes limitent le potentiel touristique, bien que des initiatives d'éco-tourisme aient été mises en place pour dynamiser certains secteurs économiques locaux,.
Sur le plan géopolitique, la région du Hoggar se trouve dans un contexte stratégique complexe. Le Sahara sahélien, incluant le Hoggar, est une zone où se déroulent des conflits liés au terrorisme, notamment avec des groupes armés tels qu'Al-Qaïda au Maghreb islamique (AQMI) et l'État islamique (EI). Ces groupes ont cherché à s'implanter dans la région, en raison de sa position géographique et de son isolement, ce qui a suscité des efforts de coopération régionale et internationale pour assurer la sécurité. Le gouvernement algérien a également renforcé sa présence militaire dans la région pour prévenir toute incursion de groupes armés.
Le massif du Hoggar continue de représenter une région stratégique et culturelle importante pour l'Algérie, marquée par son histoire de résistance à la colonisation française, sa participation à la guerre d'indépendance, les conséquences des essais nucléaires et les défis contemporains. La région, tout en s'adaptant aux évolutions économiques et sociales du pays, continue de maintenir une forte identité culturelle à travers les Touaregs et leur mode de vie traditionnel, tout en étant confrontée à des enjeux liés à son développement, à la gestion de ses ressources naturelles et à la sécurité régionale.

## Activités

### Exploitation des ressources naturelles
Le massif du Hoggar, situé dans le Sahara central en Algérie, possède un potentiel notable en matière de ressources naturelles malgré son environnement désertique. Cette région abrite plusieurs richesses minérales qui suscitent depuis longtemps l'intérêt économique. Le sous-sol du Hoggar est particulièrement connu pour ses gisements métalliques, notamment l’or. Autrefois exploité de manière artisanale par les populations locales, comme les Touaregs, ce métal précieux a été extrait pour des usages culturels et artisanaux, comme la confection de bijoux en argent et autres objets traditionnels. Depuis quelques décennies, des explorations géologiques plus poussées ont révélé des gisements aurifères plus importants, attirant ainsi des compagnies minières, qu’elles soient nationales ou internationales.
Outre l'or, le Hoggar renferme des métaux rares et divers minéraux industriels, bien que leur exploitation reste encore limitée en raison des contraintes géographiques et climatiques. Durant la période de la colonisation française de l'Algérie, des traces d'uranium avaient également été identifiées dans certaines zones, et cet intérêt s’est poursuivi après l’indépendance de l'Algérie, bien que son extraction demeure à petite échelle.
L’exploitation des ressources naturelles dans cette région pose plusieurs enjeux économiques et environnementaux. Si elle offre un potentiel de développement économique, notamment en matière de création d’emplois et de revenus pour la région, elle présente également des risques majeurs pour l’environnement. L’extraction minière peut entraîner la dégradation des paysages, l’épuisement des ressources en eau souterraine, ainsi que la destruction des habitats naturels uniques de cette région saharienne. Ce phénomène est particulièrement préoccupant dans un environnement aussi fragile que le Hoggar, où la faune et la flore ont réussi à s’adapter à des conditions extrêmes.
Face à ces défis, l’accent est aujourd’hui mis sur une exploitation plus raisonnée et durable des ressources naturelles. Les autorités algériennes, avec le soutien d’experts et d’organisations environnementales, cherchent à concilier les besoins économiques de la région avec la protection de l’environnement. L’objectif est de promouvoir un développement équilibré tout en préservant les paysages emblématiques du Hoggar, qui représentent un patrimoine naturel et culturel exceptionnel.

### Agriculture
L’agriculture dans le massif du Hoggar est marquée par les conditions climatiques difficiles propres au Sahara, notamment la faible pluviométrie, l’aridité et les températures extrêmes. Malgré ces contraintes, les populations locales, en particulier les Touaregs, ont développé des techniques agricoles adaptées pour tirer parti des ressources limitées de cette région.
Les principales cultures pratiquées sont liées à l’agriculture oasienne, qui repose sur l’utilisation d’eau issue de puits profonds et de sources souterraines. Cette méthode permet la culture de plantes résistantes à la sécheresse comme le mil, l’orge et des légumineuses adaptées au climat saharien. Les palmiers-dattiers jouent également un rôle central dans l’économie agricole de la région, offrant une source essentielle de dattes et d’ombre pour les autres cultures.
En complément des cultures, l’élevage occupe une place importante dans l’économie locale. Les populations nomades et semi-nomades élèvent principalement des chèvres, des moutons et des dromadaires, qui sont particulièrement bien adaptés aux conditions arides du Hoggar. Ces animaux fournissent de la viande, du lait et des peaux, des produits essentiels pour la subsistance des populations locales.
L’agriculture dans le Hoggar demeure néanmoins confrontée à plusieurs défis majeurs. La rareté de l’eau, due à la faiblesse des précipitations et à la surexploitation des nappes phréatiques, menace la pérennité des activités agricoles. De plus, la désertification, accentuée par le réchauffement climatique, réduit progressivement les terres cultivables.
Face à ces enjeux, des initiatives locales et nationales sont mises en place pour améliorer l’accès à l’eau et promouvoir des techniques agricoles plus durables. Des projets de développement visent à moderniser les systèmes d’irrigation et encourager l’utilisation de plantes plus résistantes à la sécheresse. Ces efforts contribuent à préserver l’agriculture traditionnelle du Hoggar tout en assurant une meilleure gestion des ressources naturelles.

### Tourisme

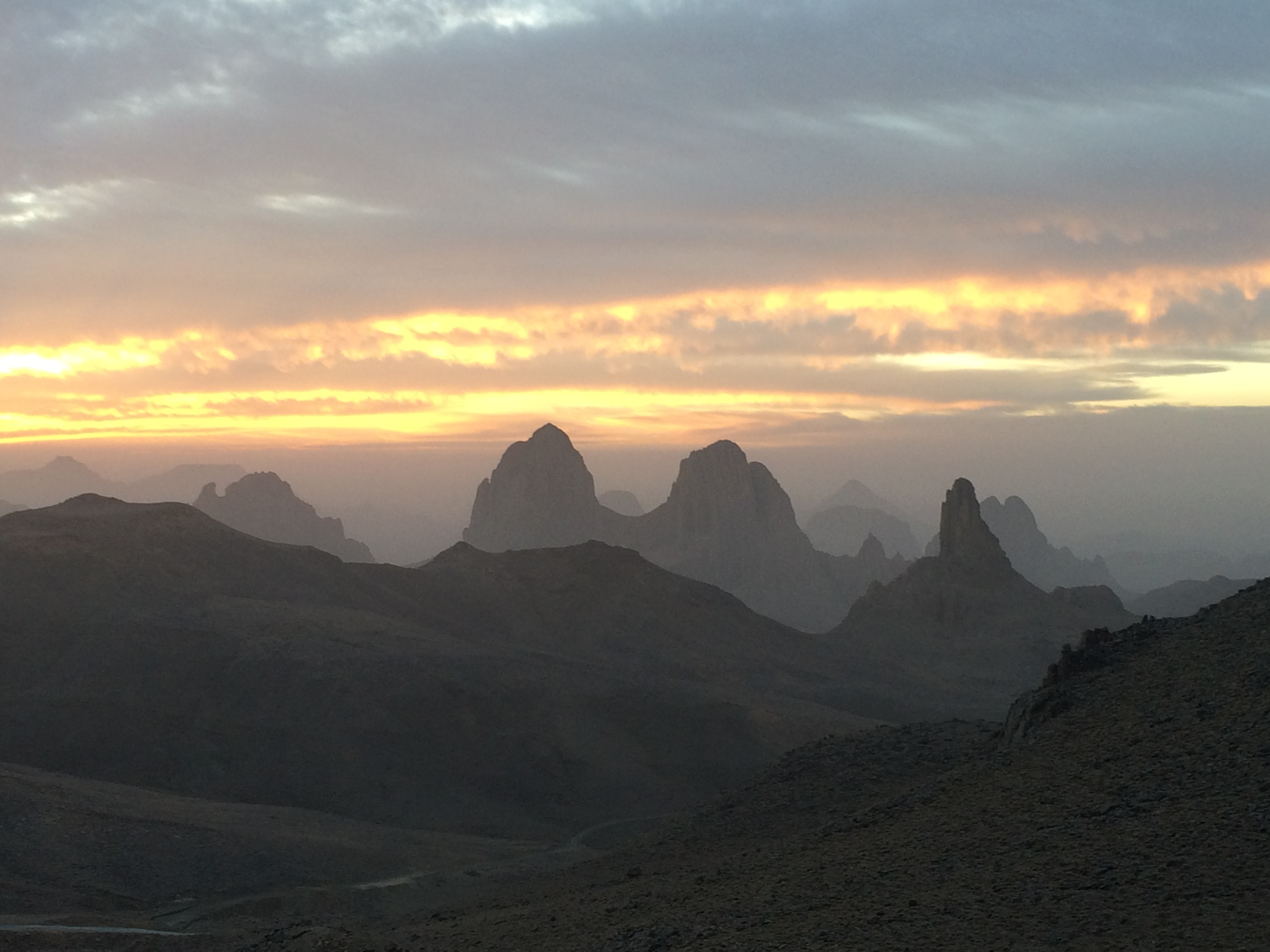
Parc culturel de l'Ahaggar.

Le tourisme dans le massif du Hoggar joue un rôle central dans la valorisation du patrimoine naturel et culturel de cette région emblématique du Sahara central en Algérie. Grâce à ses paysages spectaculaires, sa richesse historique et ses traditions locales, le Hoggar attire des visiteurs en quête de découverte et d'aventure .
Parmi les principaux attraits touristiques, on trouve le massif lui-même avec ses formations volcaniques uniques, telles que l’Assekrem, un sommet célèbre offrant des panoramas exceptionnels sur le Sahara, en particulier au lever et au coucher du soleil. Ce lieu est également connu pour être associé à Charles de Foucauld, explorateur et religieux français, qui y a passé une partie de sa vie en quête de solitude et de spiritualité,.
Les visiteurs peuvent également découvrir le Tombeau de Tin Hinan, situé près d’Abalessa, qui constitue un site archéologique majeur. Tin Hinan est considérée comme l’ancêtre des Touaregs et une figure légendaire dans l’histoire de la région.
Le parc culturel de l'Ahaggar, l'un des plus grands parcs nationaux d'Algérie et du monde, est un autre élément clé du tourisme dans la région. Il offre une biodiversité remarquable, abritant de nombreuses espèces animales et végétales adaptées aux conditions extrêmes du désert. Le parc est également un lieu idéal pour les amateurs de randonnée et de trek, présentant des paysages variés, incluant des montagnes, des dunes et des formations rocheuses caractéristiques du désert. Ce lieu est un véritable sanctuaire pour la faune locale, notamment le gazelle dorcas, le mouflon à manchettes et les léopards des montagnes. L'intégration de ce parc dans les circuits touristiques permet non seulement de préserver cet environnement fragile, mais aussi de sensibiliser les visiteurs à la nécessité de la conservation de cet écosystème.
Le patrimoine culturel est également un point fort du tourisme dans le Hoggar. Les Touaregs, habitants historiques de cette région, perpétuent leurs traditions à travers leur artisanat, notamment la fabrication de bijoux en argent, les tapisseries et d’autres objets typiques. Les festivals locaux, marqués par la musique, la poésie et la danse, offrent aux touristes une immersion dans cette culture saharienne unique.
En termes d’écotourisme, le Hoggar offre des opportunités pour les amateurs de randonnée et d’exploration. Les circuits organisés permettent de découvrir les paysages désertiques, les formations rocheuses impressionnantes, ainsi que la faune et la flore sahariennes qui ont su s’adapter aux conditions extrêmes.
Malgré son potentiel touristique, la région est confrontée à plusieurs défis. Les contraintes climatiques, l’éloignement géographique et le manque d’infrastructures touristiques modernes limitent encore l’accès et le développement du secteur. Par ailleurs, la nécessité de préserver l’environnement fragile du Hoggar impose une gestion touristique responsable afin d’éviter la dégradation des sites naturels et culturels.
Des initiatives locales et gouvernementales visent à promouvoir un tourisme durable, en mettant en valeur les richesses naturelles et culturelles du Hoggar tout en impliquant les populations locales dans ce processus. Ces efforts contribuent à faire du tourisme un levier de développement économique pour cette région emblématique du Sahara.

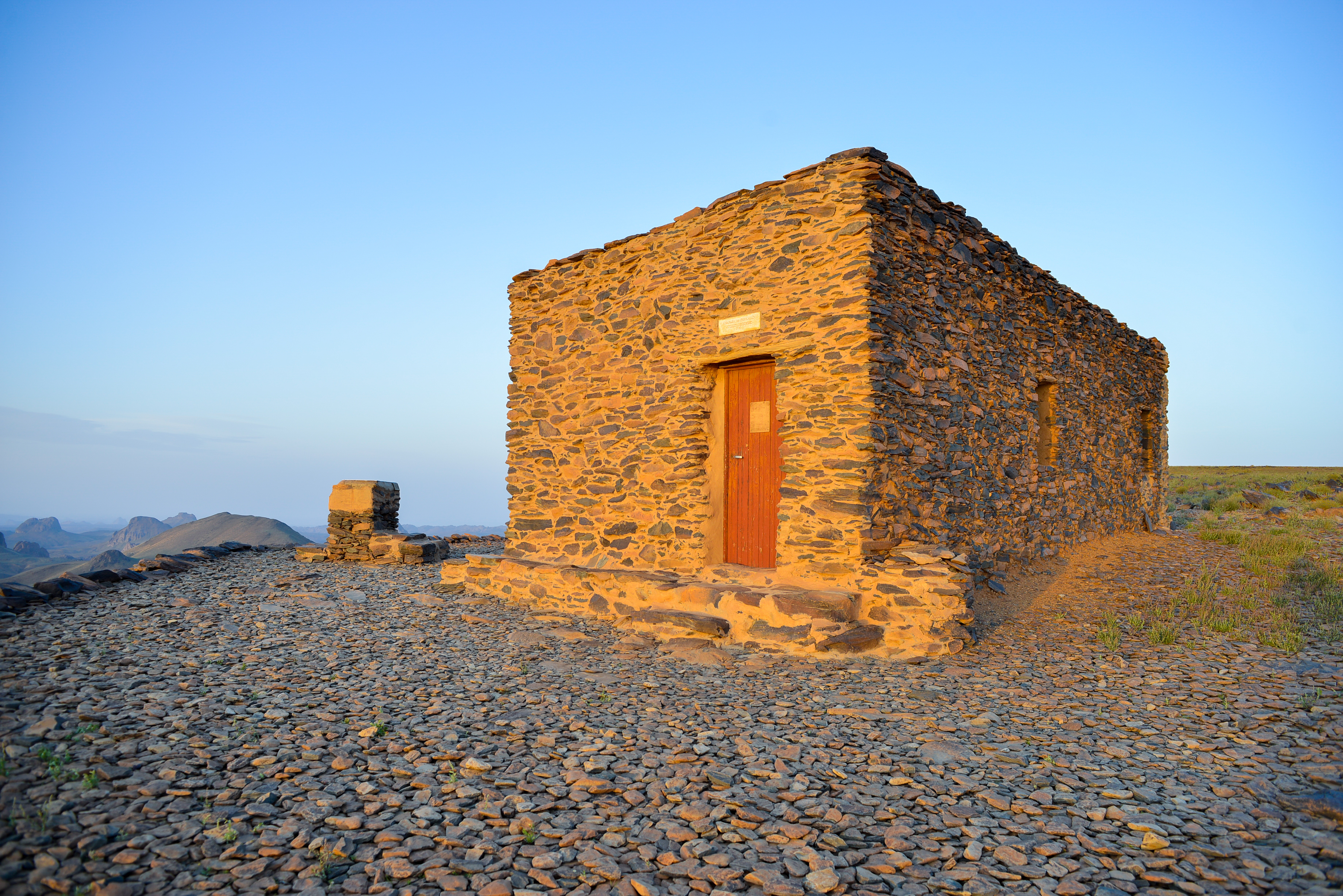
Ermitage, utilisé par Charles de Foucauld dans le Hoggar (Algérie).
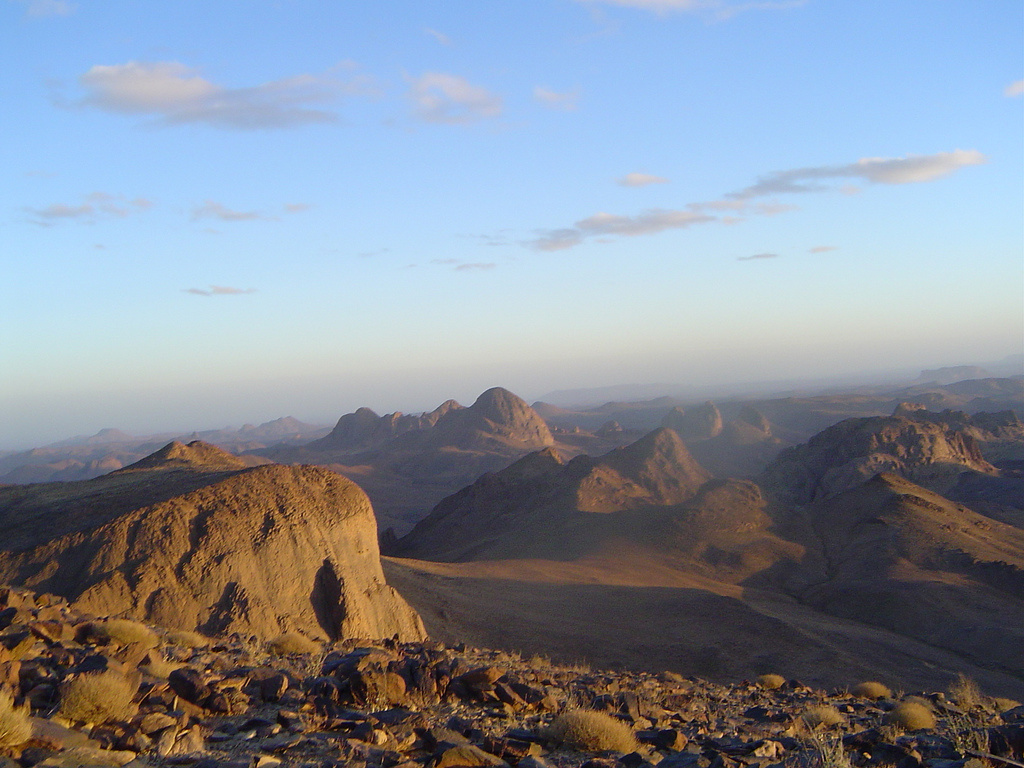
Vue sur l'Assekrem.
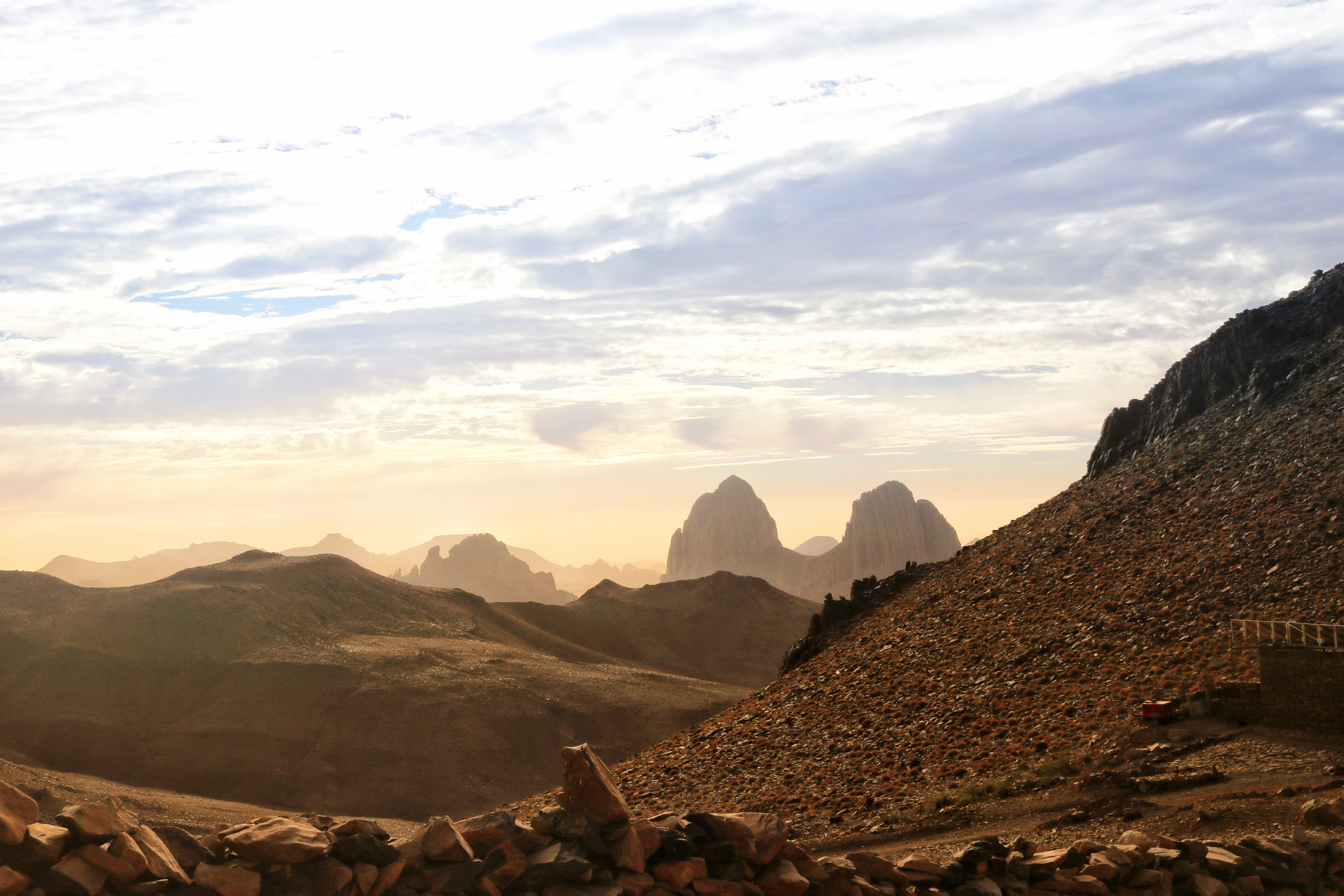
Vue sur l'Assekrem.
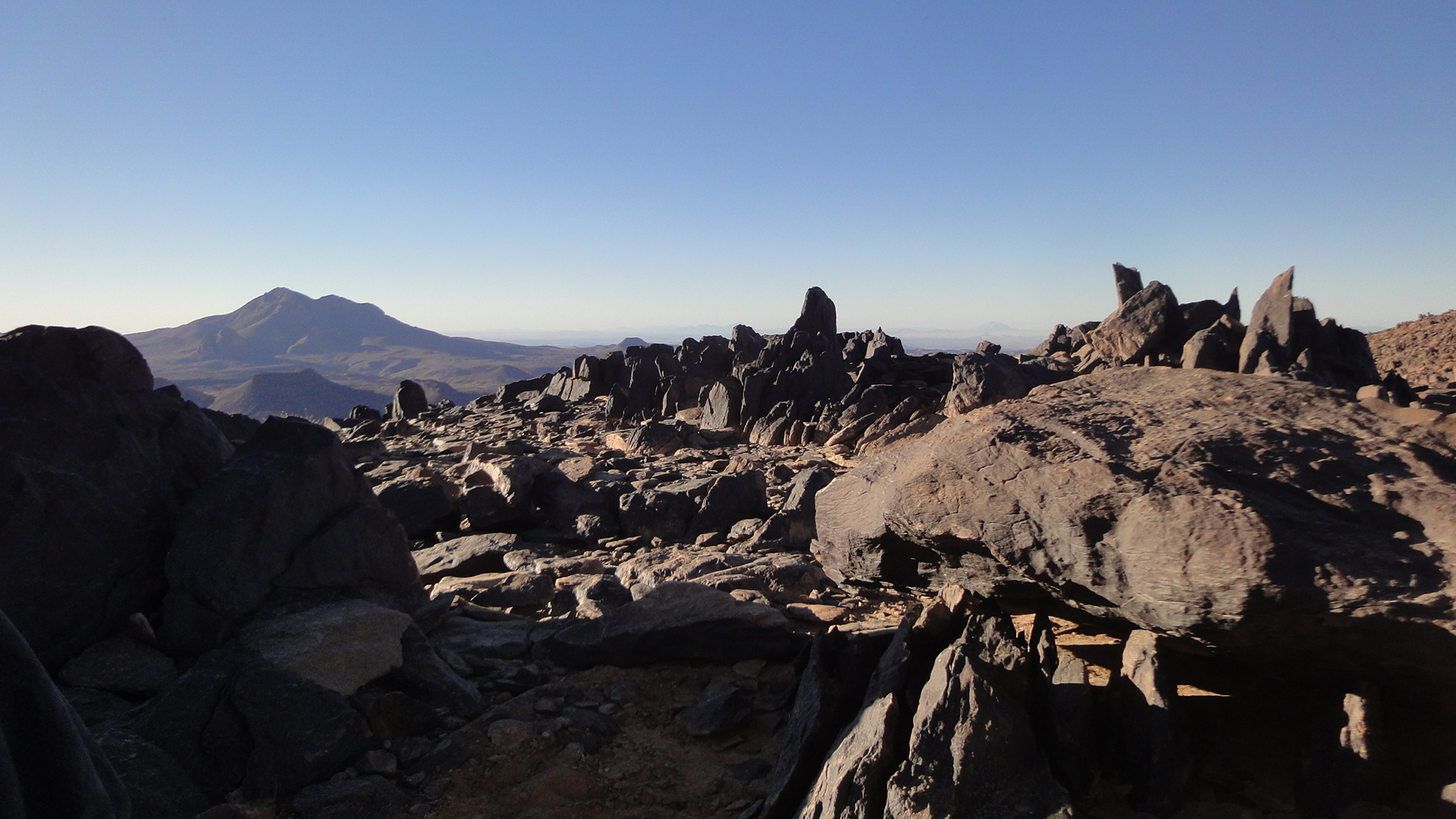
Vue sur l'Assekrem.
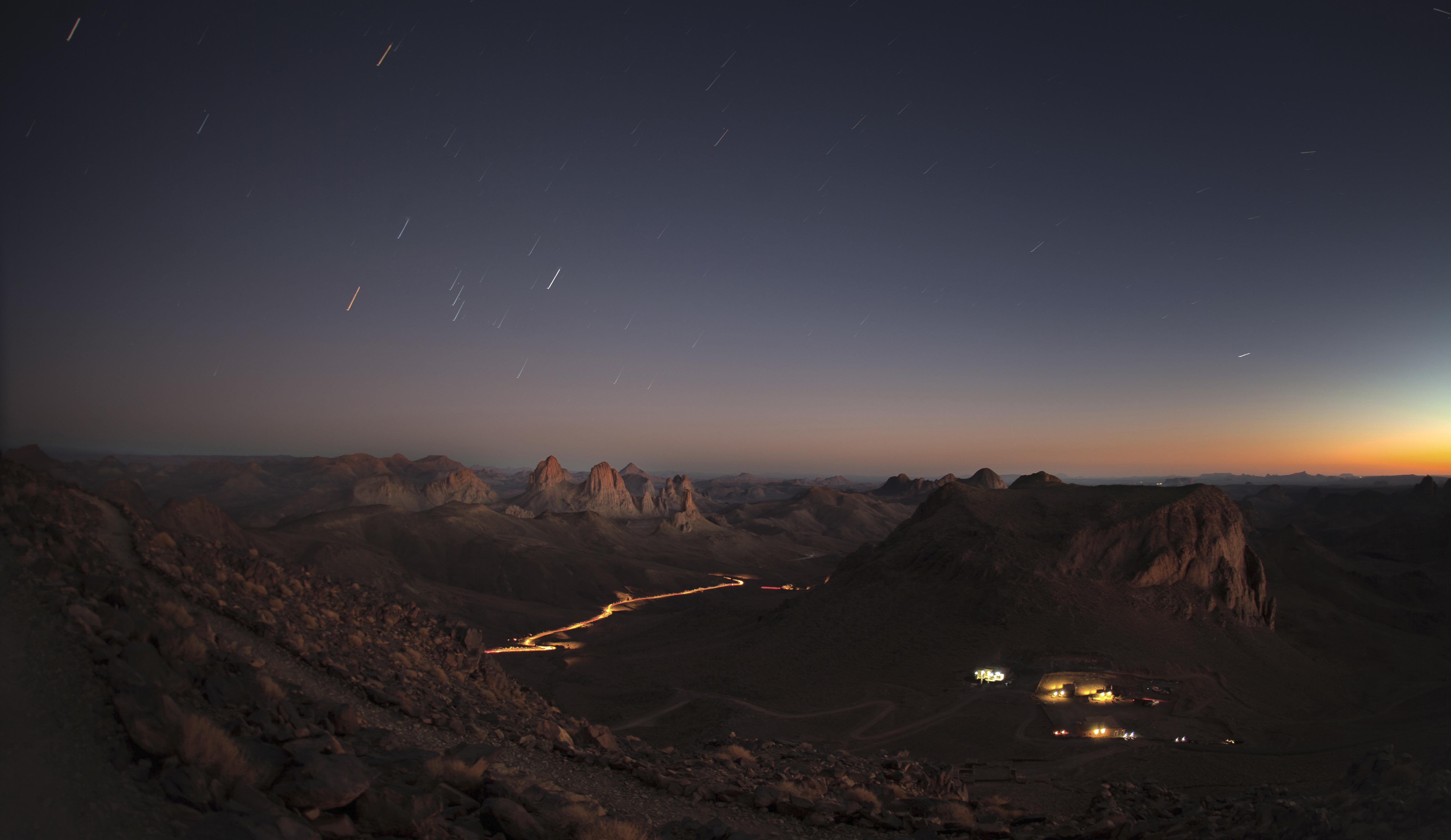
Coucher du soleil au parc culturel de l'Ahaggar.
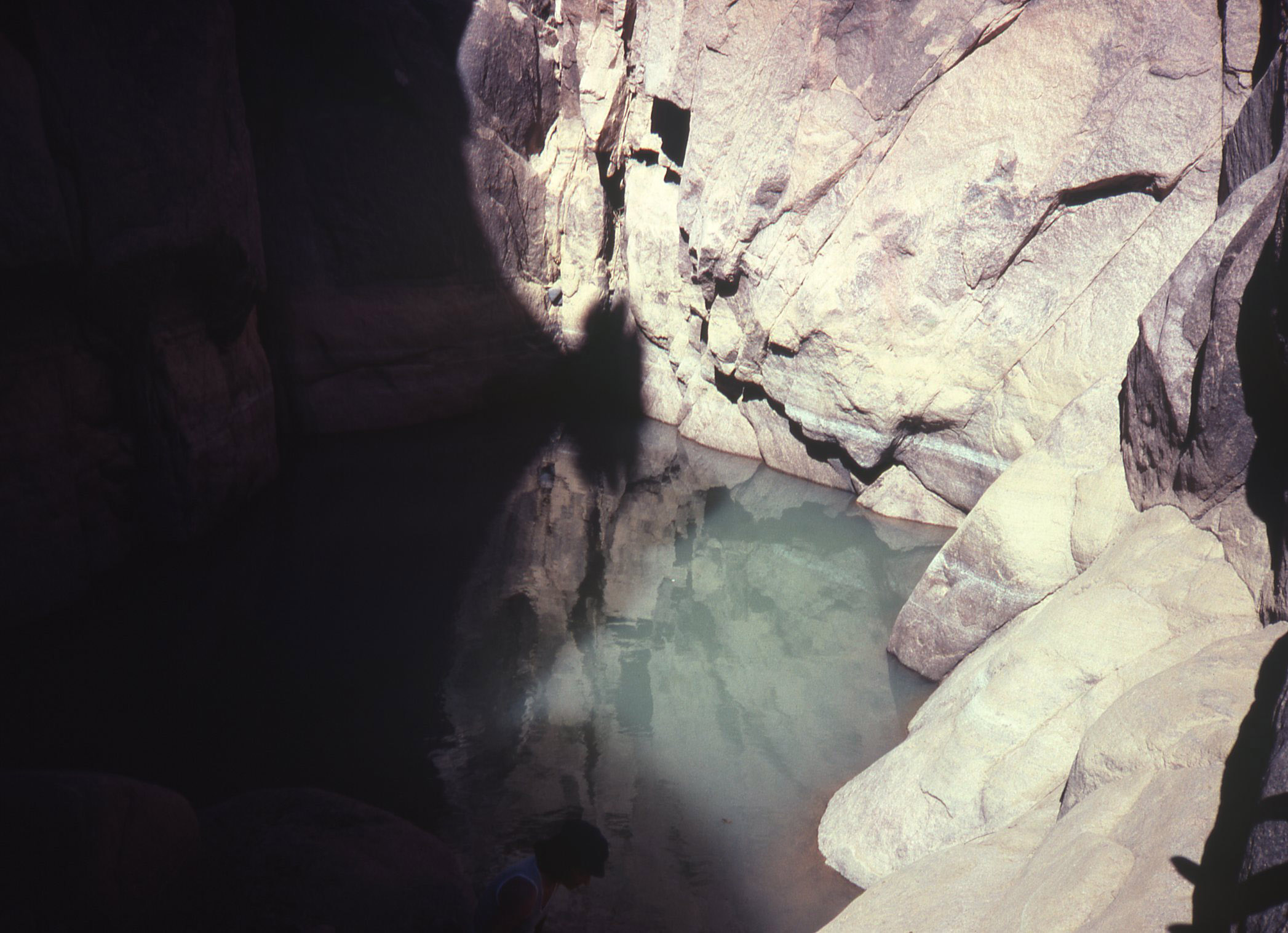
Une petite guelta nichée dans le Hoggar.
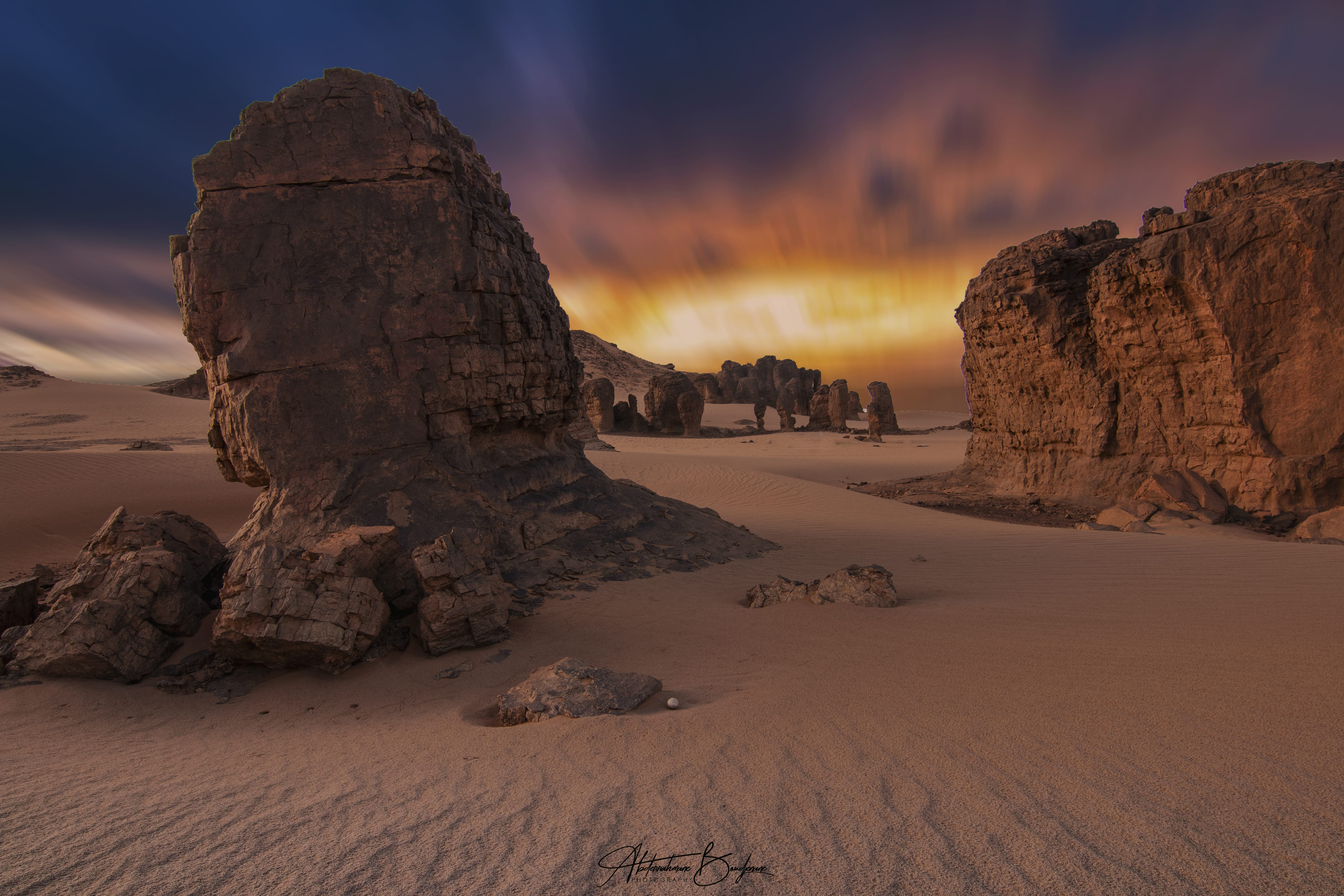
Paysage désertique.

### Protection environnementale
La protection environnementale dans le massif du Hoggar constitue un enjeu majeur en raison de la fragilité des écosystèmes sahariens et des pressions croissantes exercées sur cette région. Le Hoggar, situé dans le Sahara central en Algérie, abrite des paysages exceptionnels, une faune et une flore adaptées à des conditions climatiques extrêmes, ainsi qu’un patrimoine culturel unique qu’il est essentiel de préserver.
L’une des principales menaces pour l’environnement dans le Hoggar est la désertification, un phénomène accentué par le changement climatique et les activités humaines telles que l’exploitation des ressources naturelles et l’élevage extensif. La raréfaction des ressources en eau, combinée à une utilisation souvent non durable des nappes phréatiques, aggrave cette situation en mettant en péril la végétation saharienne et les communautés locales qui dépendent de ces ressources.
Pour faire face à ces défis, le massif du Hoggar bénéficie de mesures de protection environnementale mises en place par les autorités algériennes. Le parc culturel du Tassili n'Ajjer et le parc culturel de l'Ahaggar sont deux exemples majeurs d’initiatives visant à préserver la biodiversité et les écosystèmes uniques de la région. Ces espaces protégés permettent également de sauvegarder des sites culturels et historiques, comme les gravures rupestres et les vestiges archéologiques témoignant du riche passé de la région.
Par ailleurs, des efforts sont entrepris pour encourager un développement durable et sensibiliser les populations locales à l’importance de la préservation de leur environnement. Cela inclut la promotion de pratiques agricoles respectueuses des ressources naturelles, le contrôle de l’exploitation minière pour limiter les impacts négatifs sur les paysages et les nappes d’eau, ainsi que le développement d’un écotourisme responsable.
Des projets de reboisement et de lutte contre l’érosion sont également mis en œuvre pour freiner la progression de la désertification. Ces initiatives visent à restaurer les zones dégradées et à renforcer la résilience des écosystèmes sahariens face aux défis environnementaux.
Enfin, la coopération internationale joue un rôle important dans la protection environnementale du Hoggar. Des partenariats avec des organisations environnementales permettent de mobiliser des ressources et des compétences pour la préservation de cette région emblématique du Sahara, tout en assurant le bien-être des populations locales.

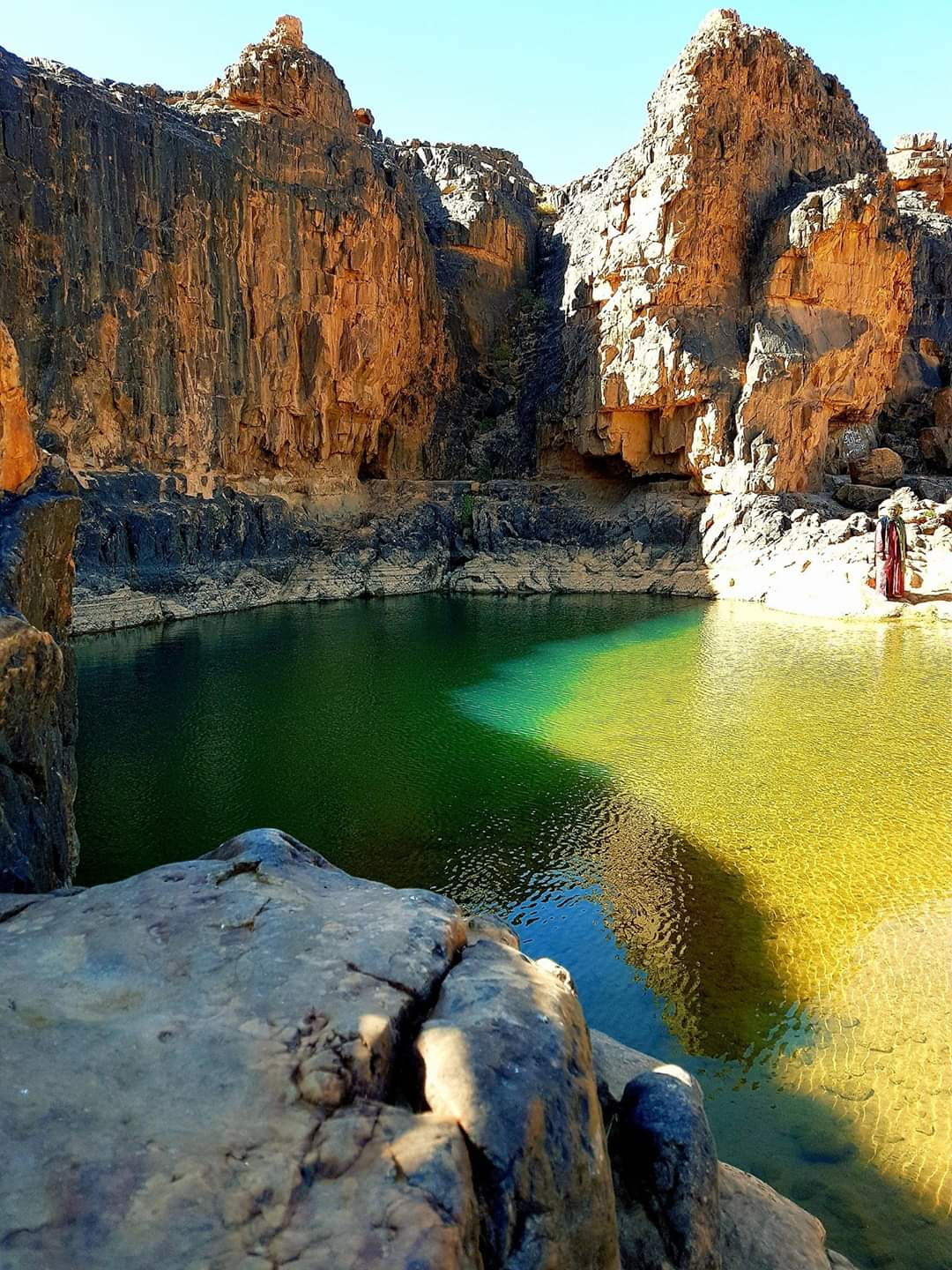
Oasis.
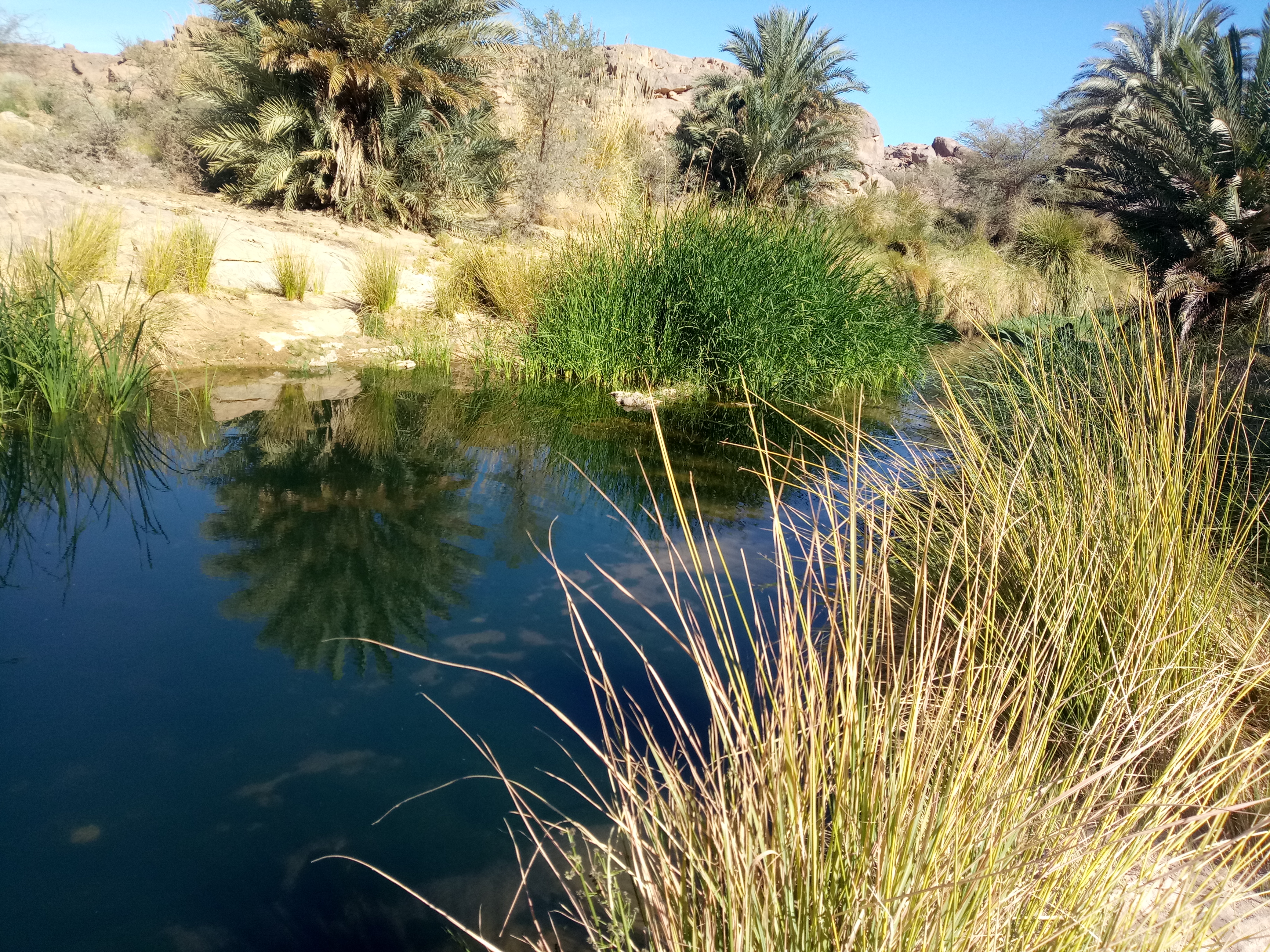
Oasis à Tamanrasset.
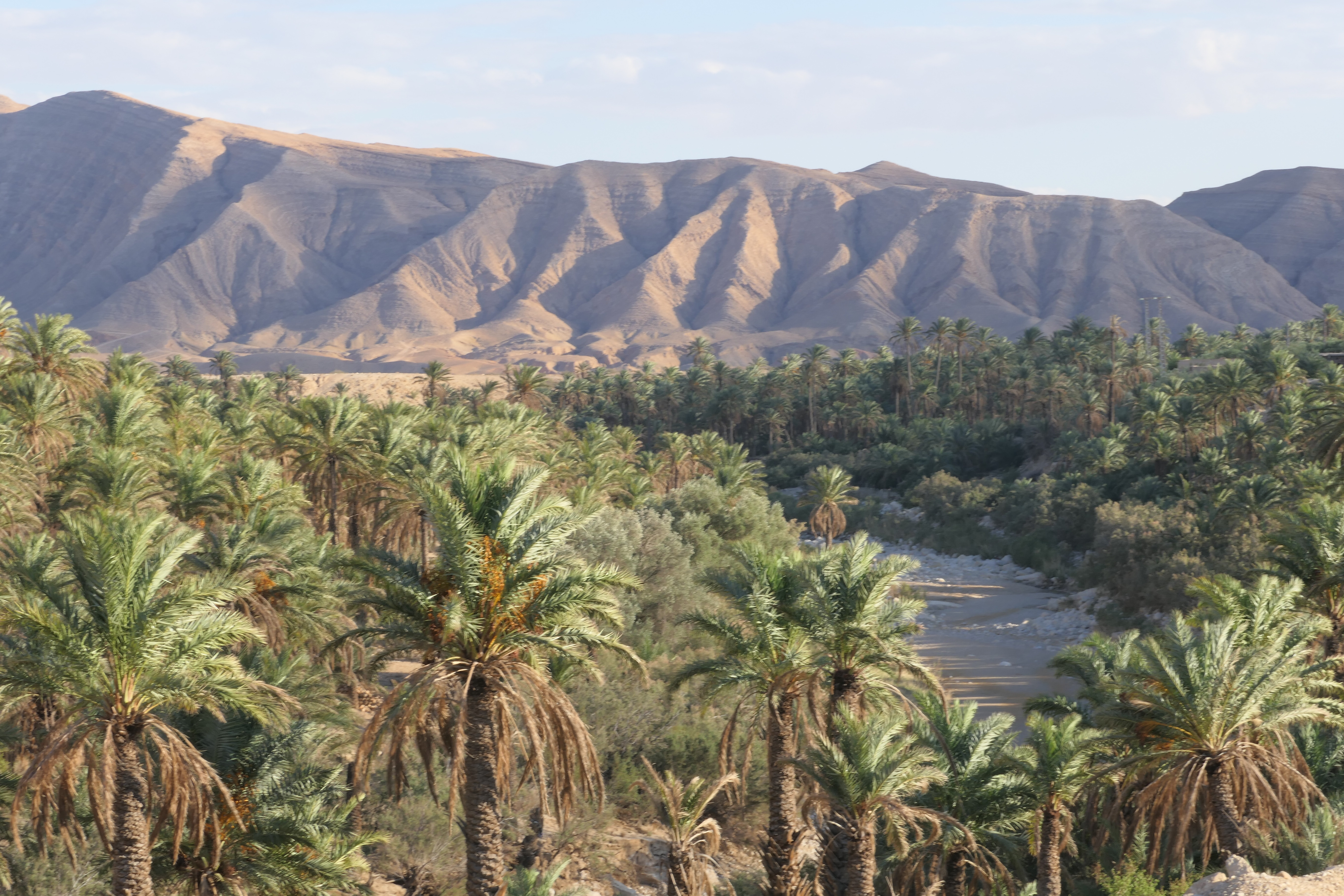
Oasis à Sièr.
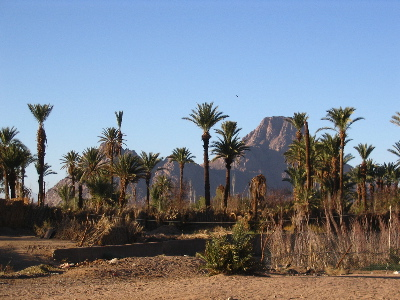
Flore du Hoggar.
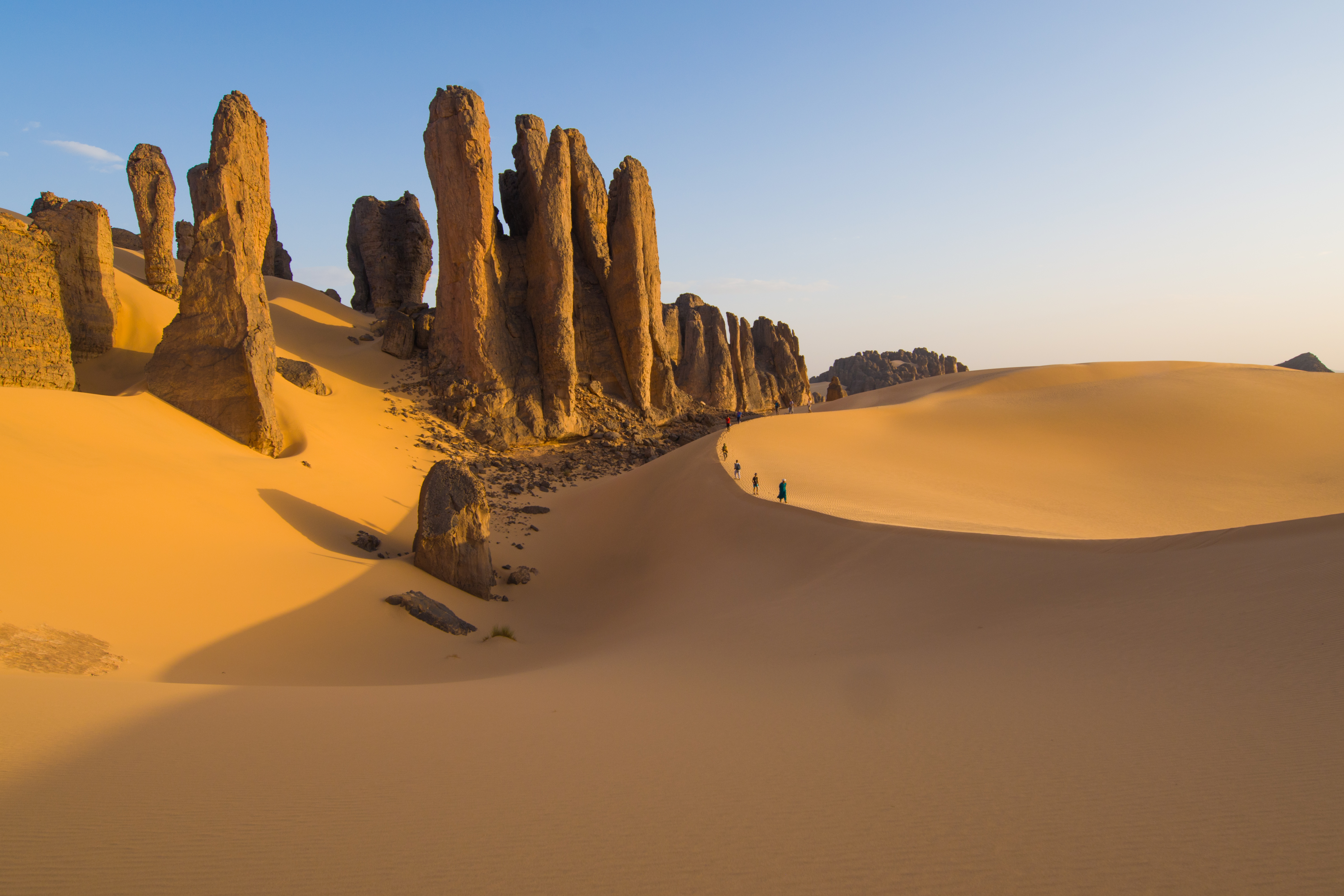
Dune au Hoggar.
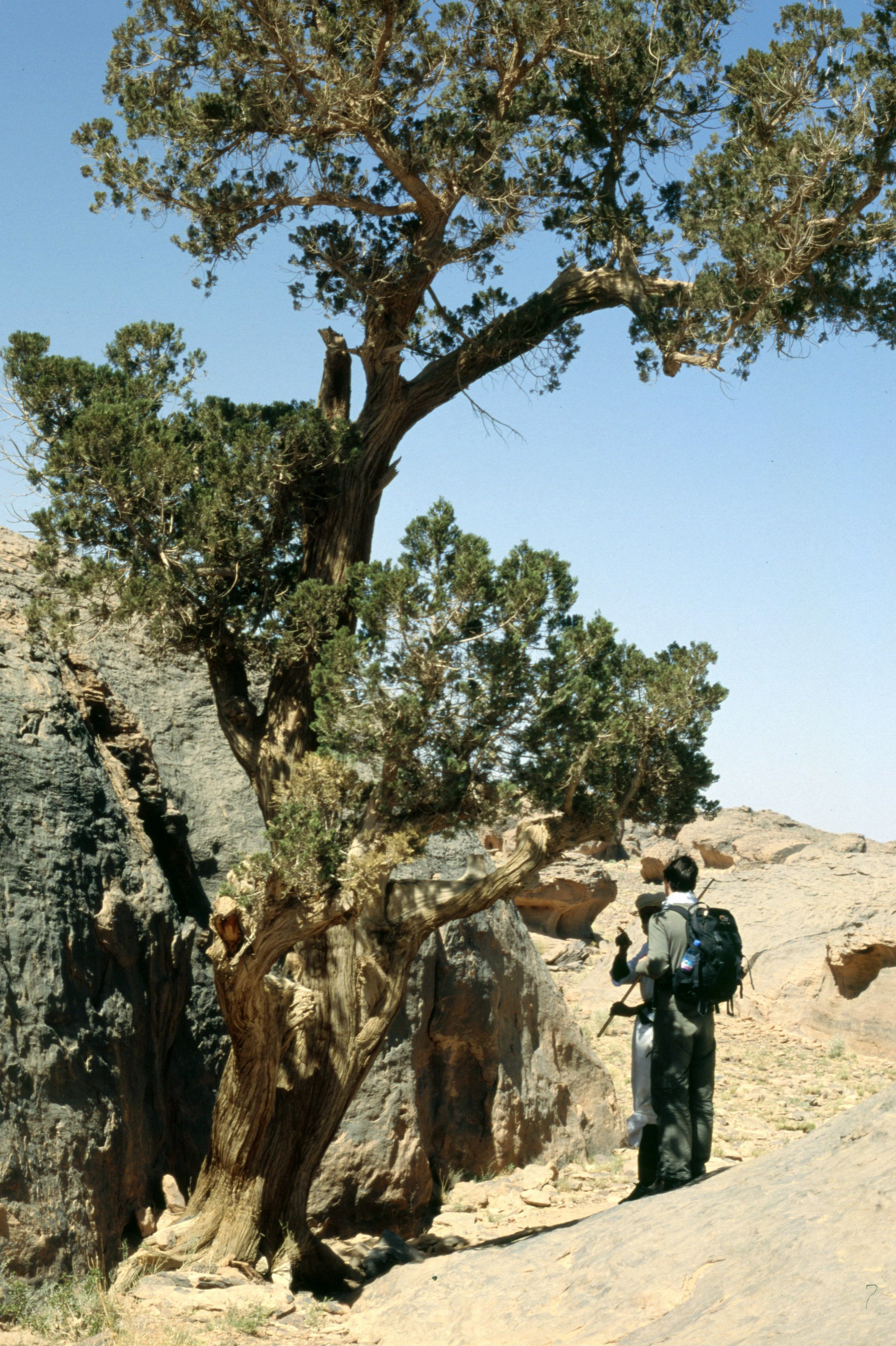
Tarout.

## Culture et société

### Société et modes de vie

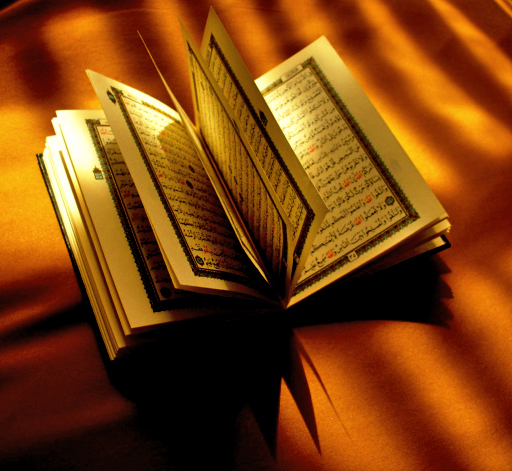
Le Coran, livre sacré de l'islam.

La société du massif du Hoggar est principalement composée des Touaregs, un peuple traditionnellement nomade qui vit principalement dans les régions du Sahara central, notamment en Algérie, mais aussi dans des territoires voisins comme le Niger, la Libye et le Mali, plus précisément dans la région de l'Azawad. Historiquement, les Touaregs ont formé des communautés organisées autour de tribus et de clans, avec une hiérarchie sociale qui accorde une grande importance aux rôles de chaque membre, particulièrement au sein des familles élargies.
Le mode de vie des Touaregs est parfaitement adapté aux conditions extrêmes du désert. Il repose principalement sur l’élevage, notamment de dromadaires, de moutons et de chèvres, ainsi que sur des activités commerciales telles que le commerce caravanier. En tant que nomades, les Touaregs se déplacent en fonction des ressources naturelles et des points d'eau dans le désert. Cependant, certaines communautés sont sédentaires et vivent dans des oasis, où elles pratiquent l’agriculture de subsistance grâce à des systèmes d’irrigation traditionnels. Ces terres agricoles sont irriguées par des puits et des systèmes simples mais efficaces, permettant de cultiver des produits comme le mil, le blé, les dattes, et d'autres fruits et légumes.
La cuisine du Hoggar, comme celle d’autres régions du Sahara, est influencée par les conditions climatiques sévères et la vie nomade. Parmi les plats traditionnels, on retrouve la tagella, un pain typique des Touaregs du Hoggar, préparé à base de semoule et cuit sur des pierres chaudes ou dans des fours traditionnels. Ce pain accompagne souvent des repas à base de viande, de lait ou de légumes, et constitue un aliment de base dans la vie quotidienne.
L'organisation sociale des Touaregs repose sur un système de clans et de tribus, qui jouent un rôle central dans la vie politique et économique de ces communautés,. Le respect des aînés et des traditions est fondamental. La société touarègue valorise particulièrement la solidarité, et la transmission des connaissances se fait oralement, par des contes, des poèmes et des proverbes. La langue principale est le tamachek, bien que l'arabe et le français soient également couramment utilisés.
Les femmes touarègues occupent une place particulière dans cette société. Elles sont responsables de la gestion du foyer, mais participent aussi à des activités artisanales, comme la fabrication de tapis et de bijoux. Leur statut est généralement plus élevé que dans d’autres sociétés sahariennes, et elles jouissent d’une certaine autonomie. Elles jouent également un rôle clé dans la transmission des connaissances, en particulier à travers les contes et les chansons qui préservent l’histoire et la culture touarègue.
La religion occupe une place centrale dans la culture des Touaregs. Majoritairement musulmans, les Touaregs pratiquent l’Islam sunnite. Les pratiques religieuses, telles que les prières quotidiennes, le jeûne pendant le mois de Ramadan et d'autres obligations religieuses, sont profondément ancrées dans leur quotidien. Les mosquées sont des lieux importants pour les communautés sédentaires, où les Touaregs se rassemblent pour prier, apprendre et échanger.
Le Coran joue un rôle fondamental dans la vie religieuse des Touaregs du Hoggar. La lecture et la mémorisation du Coran sont largement pratiquées, et son enseignement se fait à travers des écoles coraniques dirigées par des imams ou des cheikhs respectés. Le Coran est bien plus qu’un texte sacré; il est un guide moral et un modèle de conduite qui régit les relations au sein de la communauté touarègue. En ce sens, il contribue à renforcer la cohésion sociale et à maintenir l’identité culturelle des Touaregs.

### Art, artisanat et traditions culturelles
L'artisanat des Touaregs du massif du Hoggar constitue un aspect essentiel de leur culture et de leur identité. Les bijoux en argent, particulièrement réputés, sont réalisés avec une grande précision et décorés de pierres précieuses. Ces objets, au-delà de leur fonction ornementale, symbolisent également le statut social et l'appartenance tribale. Les Touaregs sont également célèbres pour la fabrication de tapis et de textiles, tissés à la main selon des motifs géométriques distinctifs. Ces pièces, souvent confectionnées à partir de laine de chèvre, de mouton ou de coton, possèdent une valeur à la fois décorative et utilitaire.
La musique et la danse occupent une place centrale dans la vie sociale des Touaregs. Les instruments de musique traditionnels, tels que le bendir (un tambour), la guitare et la flûte, sont utilisés lors des cérémonies, des rassemblements communautaires et des célébrations religieuses. L'Imzad, un violon traditionnel joué principalement par les femmes, est un instrument spécifique au Hoggar,. Il accompagne les chants et les danses, et est associé à des événements importants. L'Imzad est perçu comme un symbole de l'identité culturelle des Touaregs de la région. Les chants et les danses racontent des histoires et des légendes locales, transmettant les traditions et la culture à travers les générations. Ces manifestations artistiques se produisent lors d'événements tels que les mariages, les fêtes religieuses et les rassemblements communautaires.
Les coutumes et traditions des Touaregs sont profondément ancrées dans leur quotidien. L'hospitalité est un principe fondamental de leur culture, et les visiteurs sont souvent reçus avec une grande générosité. Les cérémonies de mariage, par exemple, peuvent durer plusieurs jours et inclure des chants, des danses, des échanges de cadeaux et des repas partagés. Les récits oraux, tels que les contes et proverbes, jouent un rôle important dans la transmission de l'histoire, du savoir et des valeurs des Touaregs.
L'art, l'artisanat et les traditions culturelles des Touaregs du Hoggar reflètent leur histoire et leur capacité à adapter leur culture aux conditions du désert. Ces traditions continuent de jouer un rôle majeur dans la préservation de leur identité dans le Sahara.

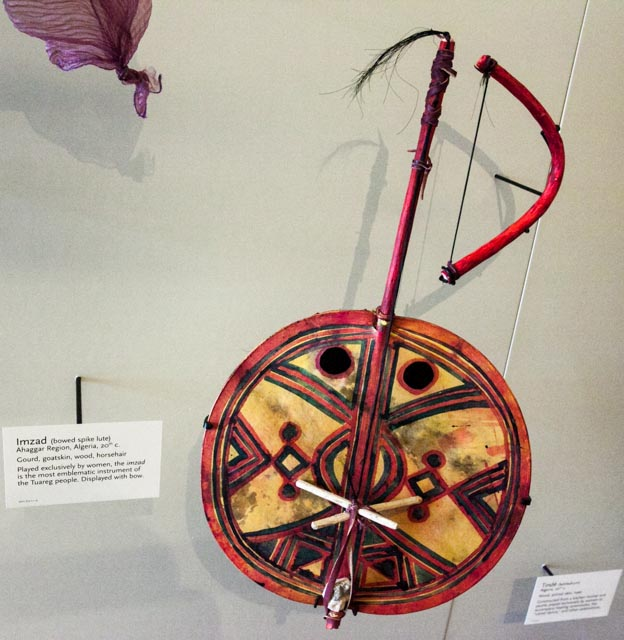
Imzad.
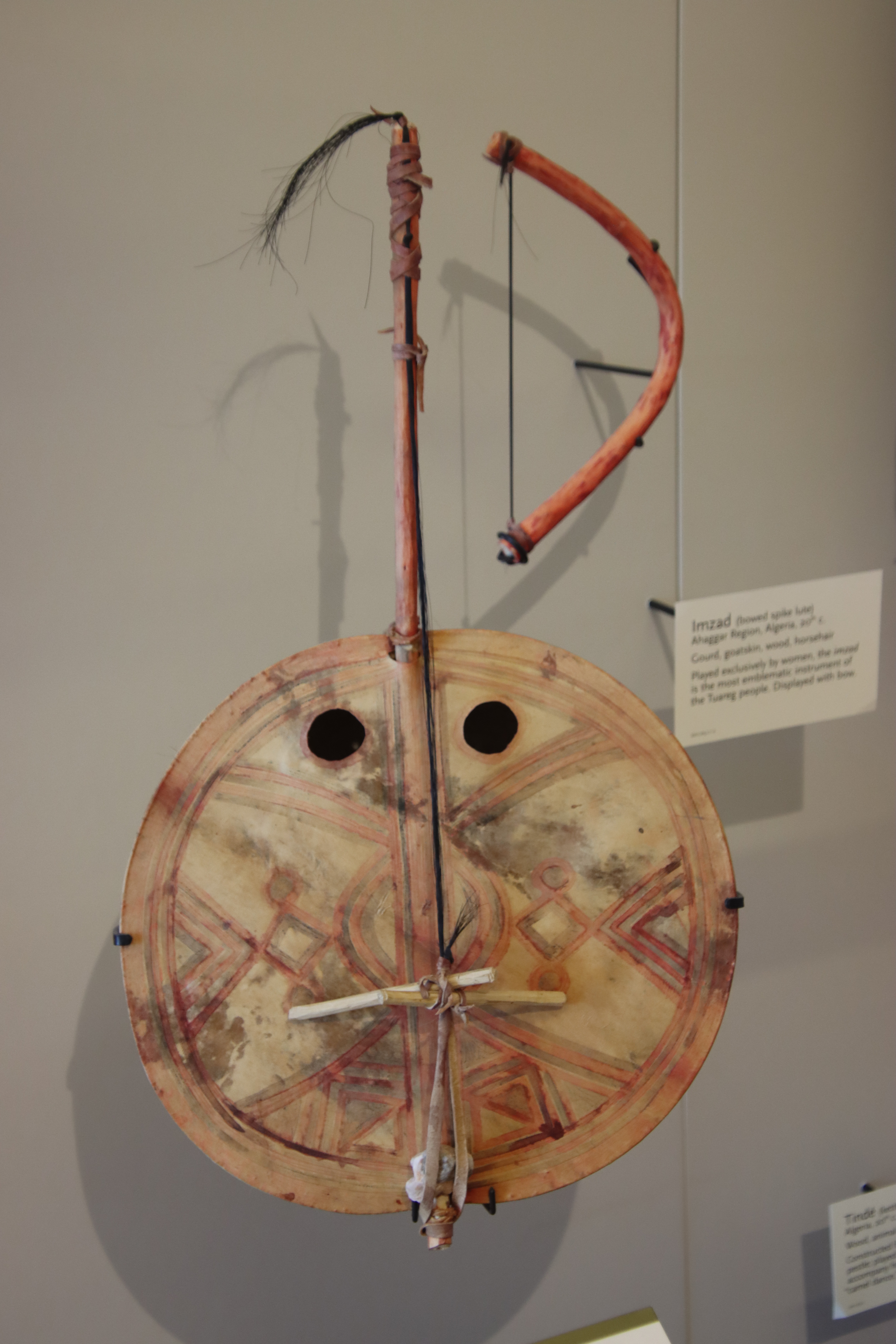
Imzad.
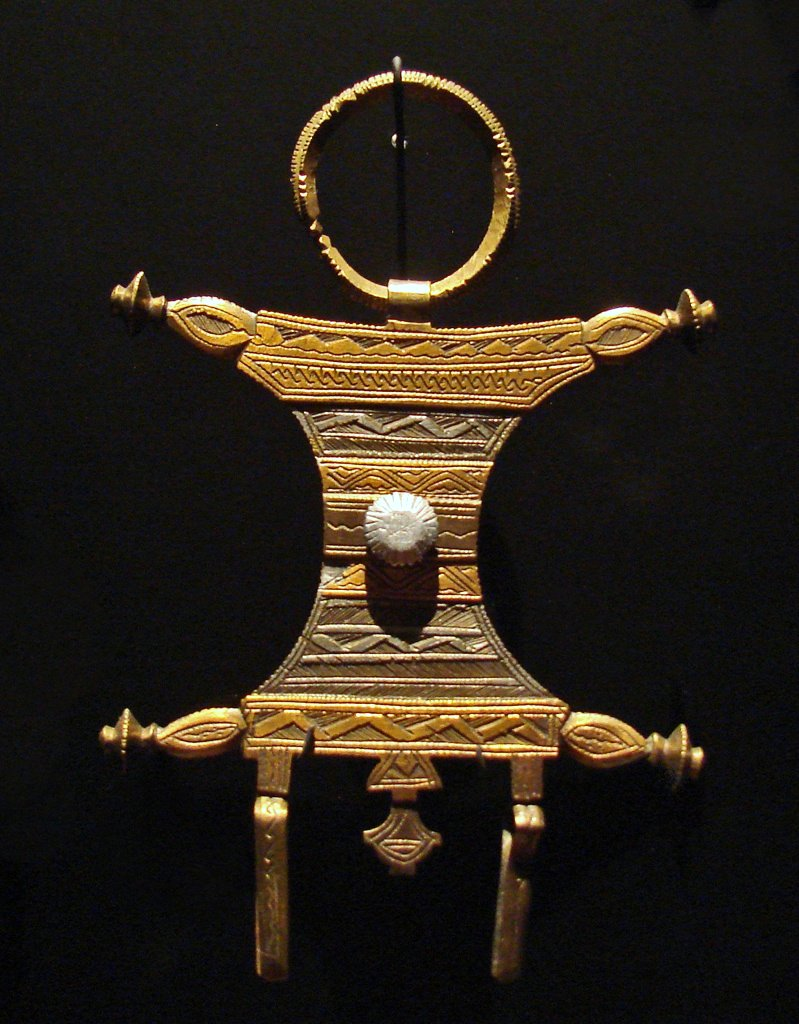
Bijou touareg.
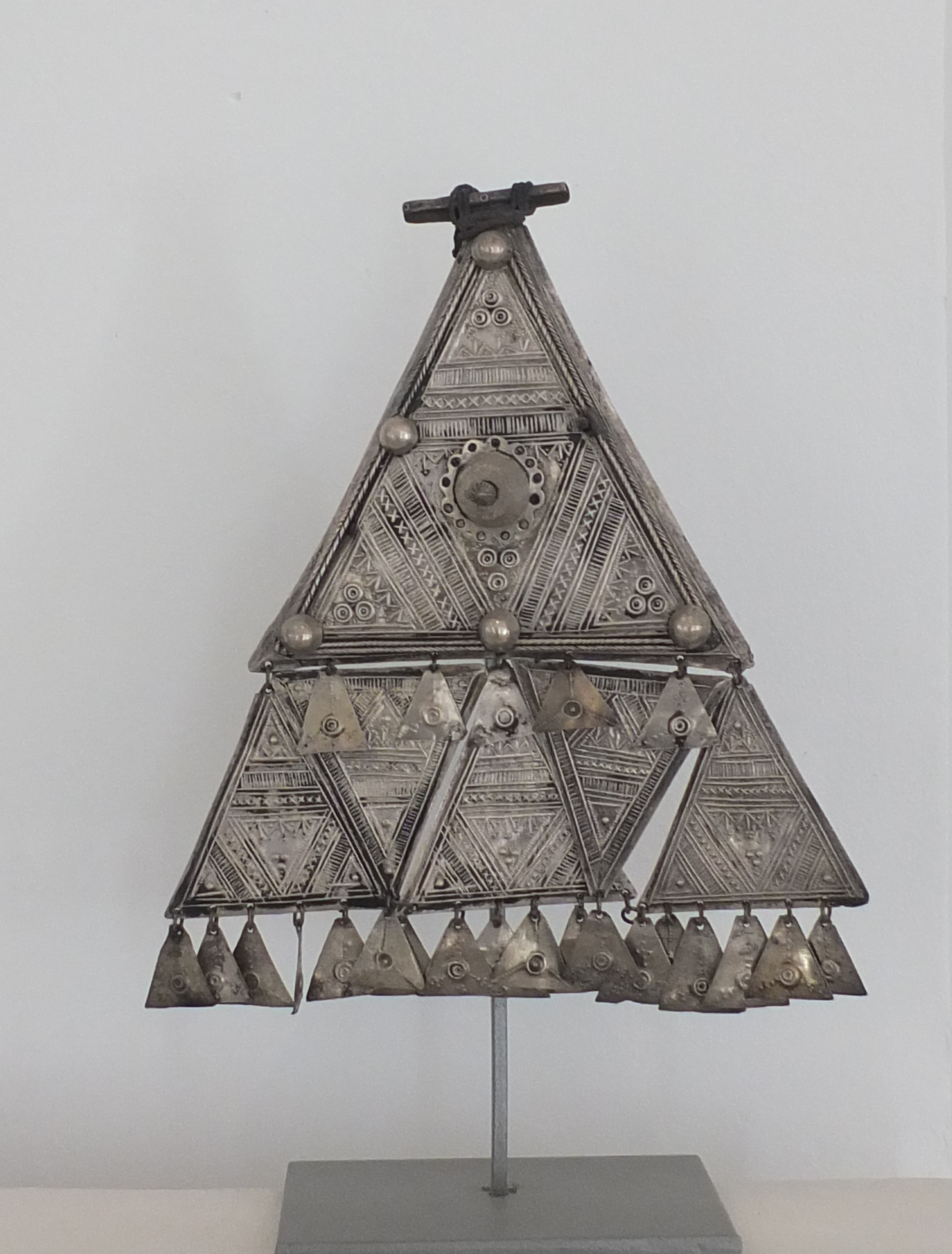
Pendentif du Hoggar (musée Lalla Hadria).
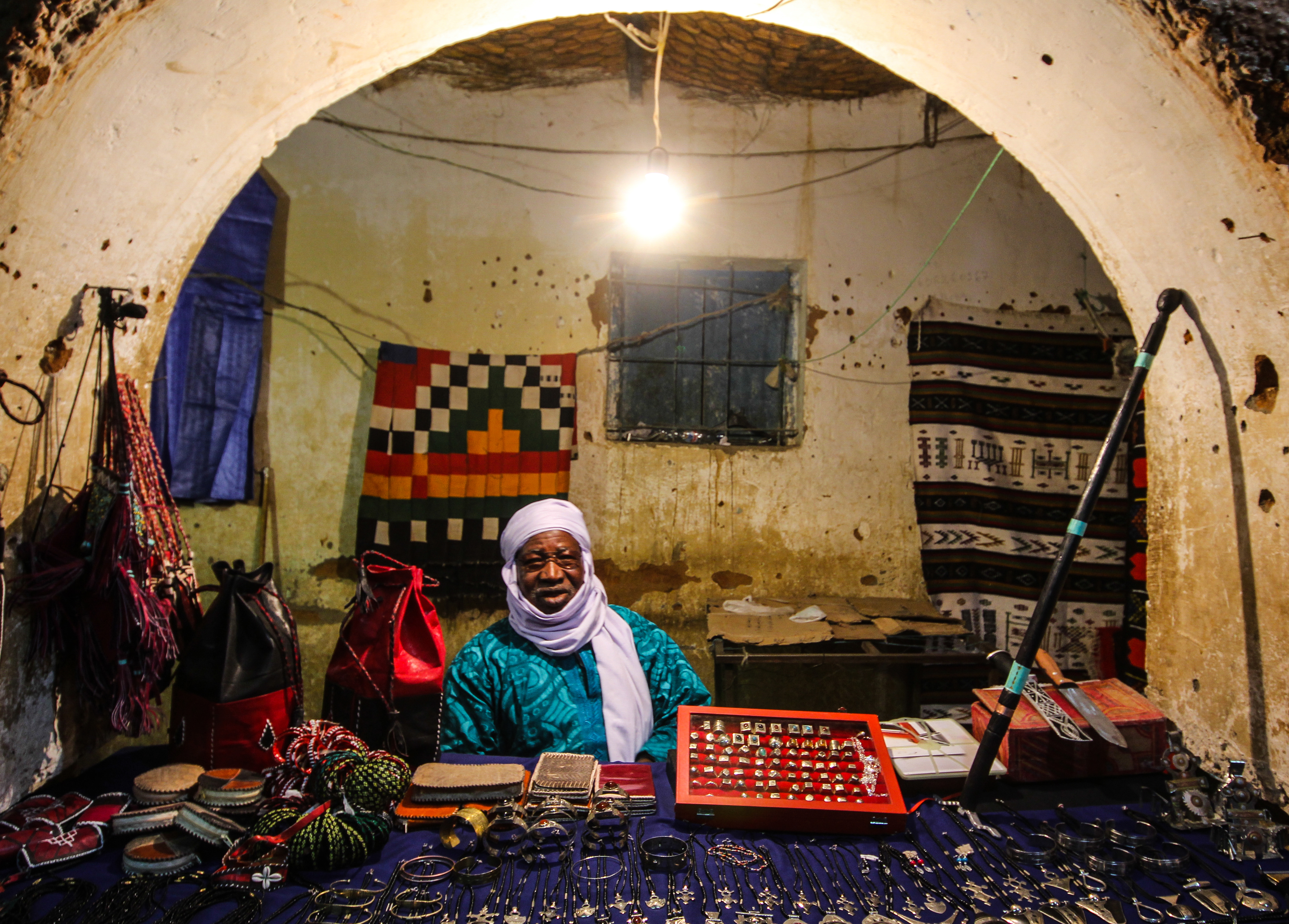
Joaillerie de Tamanrasset.
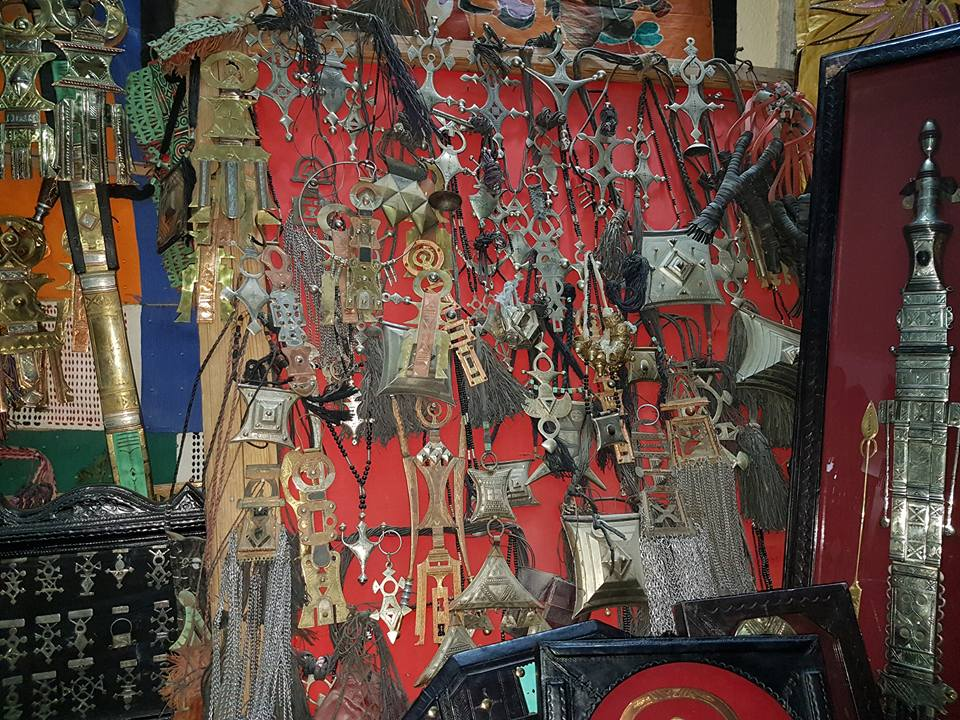
Joaillerie.

### Filmographie
- L'Atlantide est un film muet français réalisé par Jacques Feyder, sorti en 1921 et tiré du roman éponyme de Pierre Benoit.
- L'Atlantide est un film allemand réalisé par Georg Wilhelm Pabst, sorti en 1932.
- Le Grand Désert de Roger Frison-Roche et Georges Tairraz, sorti en 1950[168].